# Richard Strauss

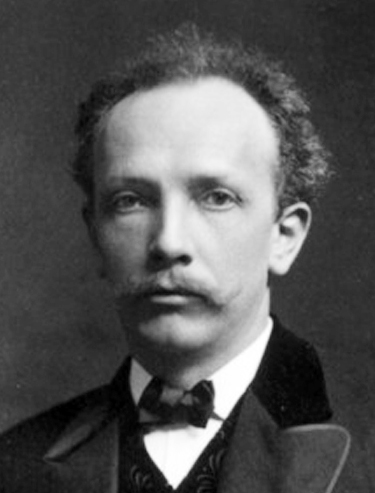
Richard Strauss, um 1909

Richard Georg Strauss (* 11. Juni 1864 in München; † 8. September 1949 in Garmisch-Partenkirchen) war ein deutscher Musiker, der zu den bedeutendsten Komponisten des späten 19. und der ersten Hälfte des 20. Jahrhunderts zählt. Er war außerdem ein weltberühmter Dirigent, Kapellmeister und Operndirektor sowie ein Kämpfer für eine Reform des Urheberrechts. Seine Opern, sinfonischen Dichtungen (Tondichtungen) und Lieder genießen nicht nur beim Publikum, sondern auch in der Film- und Werbemusik (wie die Anfangstakte der Tondichtung Also sprach Zarathustra belegen) weltweite Popularität.

## Leben

### Kindheit und Jugend in München (1864–1884)
Richard Strauss wurde am 11. Juni 1864, wenige Monate nach dem Regierungsantritt König Ludwig II., morgens um 6 Uhr im 2. Stock des Hinterhauses der Brauerei Pschorr am Altheimer Eck Nr. 2 in München geboren und am 20. Juni im Dom zu Unserer Lieben Frau getauft. Sein Vater Franz Strauss (1822–1905) war erster Hornist im Bayerischen Hoforchester München und ab 1871 Akademieprofessor, seine Mutter Josephine Strauss (1838–1910) stammte aus der Bierbrauer-Dynastie Pschorr, einer der reichsten Familien Münchens. Schon früh begann der Vater die musikalische Ausbildung seines Sohnes durch Musikerkollegen zu fördern: bereits mit vier Jahren erhielt Richard Strauss unter Nachhilfe durch die Mutter Klavierunterricht bei dem Harfenisten August Tombo, seit 1875 bei Karl Niest, von 1872 bis 1882 kam Violinunterricht bei dem Konzertmeister und Vetter seines Vaters Benno Walter dazu. Regelmäßige Opern- und Konzertbesuche ab 1871/72 und das häusliche Musizieren im Freundes- und Familienkreis ergänzten die Musikausbildung. Angeregt durch sein von Musik erfülltes Elternhaus begann Richard bereits mit sechs Jahren selbst zu komponieren. Zunächst unter der „strengen Obhut“ seines Vaters, der ihn auch in der Liebe zur klassischen Musik und der Abneigung gegen die Werke Richard Wagners erzog, komponierte er zunächst Lieder, Klavierstücke und Kammermusik für den engeren und weiteren Familienkreis. Im Februar 1873 dirigierte der Achtjährige bei einem Kindermaskenball seine Schneiderpolka (TrV 1). 1875 begann Strauss ein Theoriestudium beim Münchner Hofkapellmeister Friedrich Wilhelm Meyer (Harmonielehre, Kontrapunkt, Kanon, Fuge, Formenlehre, Anfänge der Instrumentation). Unter dessen Anleitung entstanden die ersten größeren Formen: Konzerte bzw. Konzertstücke, eine große Sonate, ein Streichquartett, zwei Symphonien sowie eine Bläserserenade, die der junge Komponist seinem Lehrer widmete. Strauss’ offizielles Opus 1 ist der Festmarsch für großes Orchester (TrV 43), den er im Alter von zwölf Jahren komponierte. Von großer Bedeutung für seine musikalische Entwicklung war nach eigenen Aussagen der „Gedankenaustausch und gegenseitige Wettbewerb“ mit seinem Jugendfreund Ludwig Thuille. Die Briefe an den Freund dokumentieren bereits eine auffällige Sensibilität für den musikalischen Klang und die orchestrale Instrumentation.

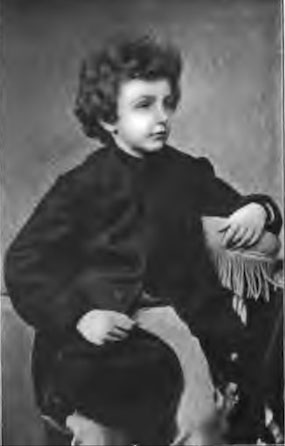
Richard Strauss, um 1872

Von 1874 bis 1882 war Richard Strauss Schüler des Humanistischen Königlichen Ludwigs-Gymnasiums in der Sendlinger Straße in München. Hier wurde bereits die Liebe zur klassischen Antike, die für ihn und die Wahl seiner Opernstoffe bestimmend sein sollte, geweckt. Abgesehen von der ungeliebten Mathematik, erwarb er vor allem gute bis sehr gute Kenntnisse in Geschichte, Latein und Griechisch. Darüber hinaus bescheinigte ihm sein Klassenlehrer: „Offenheit und Herzlichkeit liegen deutlich ausgeprägt in seinen Zügen. Seine Leistungen sind gut, sehr gut. Einen solchen Knaben muß jeder Lehrer liebgewinnen, ja es ist fast schwer, keine Vorliebe zu verraten. Strauss ist ein angehendes musikalisches Talent“. Schulfeiern des Gymnasiums boten Strauss Gelegenheit, in der Öffentlichkeit zu musizieren und auch eigene Werke zur Aufführung zu bringen, z. B. Introduktion, Thema und Variationen (TrV 76), Romanze für Klarinette u. Orchesterbegleitung (TrV 80) oder Festchor (TrV 102). Außerhalb der Schule führte 1881 das Liebhaberorchester Wilde Gungl unter der Leitung seines Vaters den Festmarsch op. 1 erstmals auf, von besonderer Wichtigkeit war jedoch am 30. März die Uraufführung seiner ersten Symphonie in d-Moll (TrV 94) im 3. Abonnement-Konzert der Musikalischen Akademie im Kgl. Odeon unter der Leitung des Hofkapellmeisters Hermann Levi. Im selben Jahr erschienen erste Werke bei Breitkopf & Härtel (Festmarsch TrV 43) und im Münchner Aibl-Verlag der Gebrüder Eugen und Otto Spitzweg (Quartett TrV 95, Fünf Klavierstücke TrV 105) im Druck.
Nach bestandenem Abitur begleitete Richard Strauss seinen Vater im August 1882 erstmals nach Bayreuth, da dieser bei der Uraufführung des Parsifal mitwirkte. Im November des Jahres begann Strauss ein Studium an der Universität München (Ästhetik, Philosophie, Kulturgeschichte), brach es aber nach zwei Semestern wieder ab, um sich ganz einer Karriere als Musiker zu widmen. Seine erste Konzertreise führte ihn Anfang Dezember 1882 zusammen mit Benno Walter nach Wien, wo sein Violinkonzert d-Moll (TrV 110) mit Klavierbegleitung, die er selbst übernahm, uraufgeführt wurde, dort lernte er auch die Musikkritiker Eduard Hanslick und Max Kalbeck kennen. Von großer Bedeutung für Strauss erwies sich eine Künstlerreise im Winter 1883/84, die ihn unter anderem nach Leipzig, Dresden und für mehrere Monate nach Berlin führte, wo er im Februar 1884 auch das bis an sein Lebensende geliebte Skatspiel erlernte. Während dieser Reise knüpfte Strauss wichtige Kontakte, vor allem zu dem Geiger Joseph Joachim, dem Dirigenten Ernst von Schuch sowie zu den Komponisten und Dirigenten Franz Wüllner, Carl Reinecke und Hans von Bülow, dem Leiter der Hofkapelle in Meiningen. Für das Meininger Orchester schrieb Strauss die Suite für 13 Blasinstrumente (TrV 132), bei deren Uraufführung am 18. November 1884 im Münchner Odeonskonzert er sich erstmals öffentlich als Dirigent vorstellte. Am 13. Dezember des Jahres wurde seine zweite Symphonie in f-Moll (TrV 126) in New York unter der Leitung von Theodor Thomas uraufgeführt. Bis Ende 1884 hatte der 20-jährige Komponist insgesamt 136 Werke in den unterschiedlichsten musikalischen Gattungen geschrieben. Im Juli des Jahres erhielt Strauss erstmals ein Verlagshonorar für sein Hornkonzert (TrV 117).

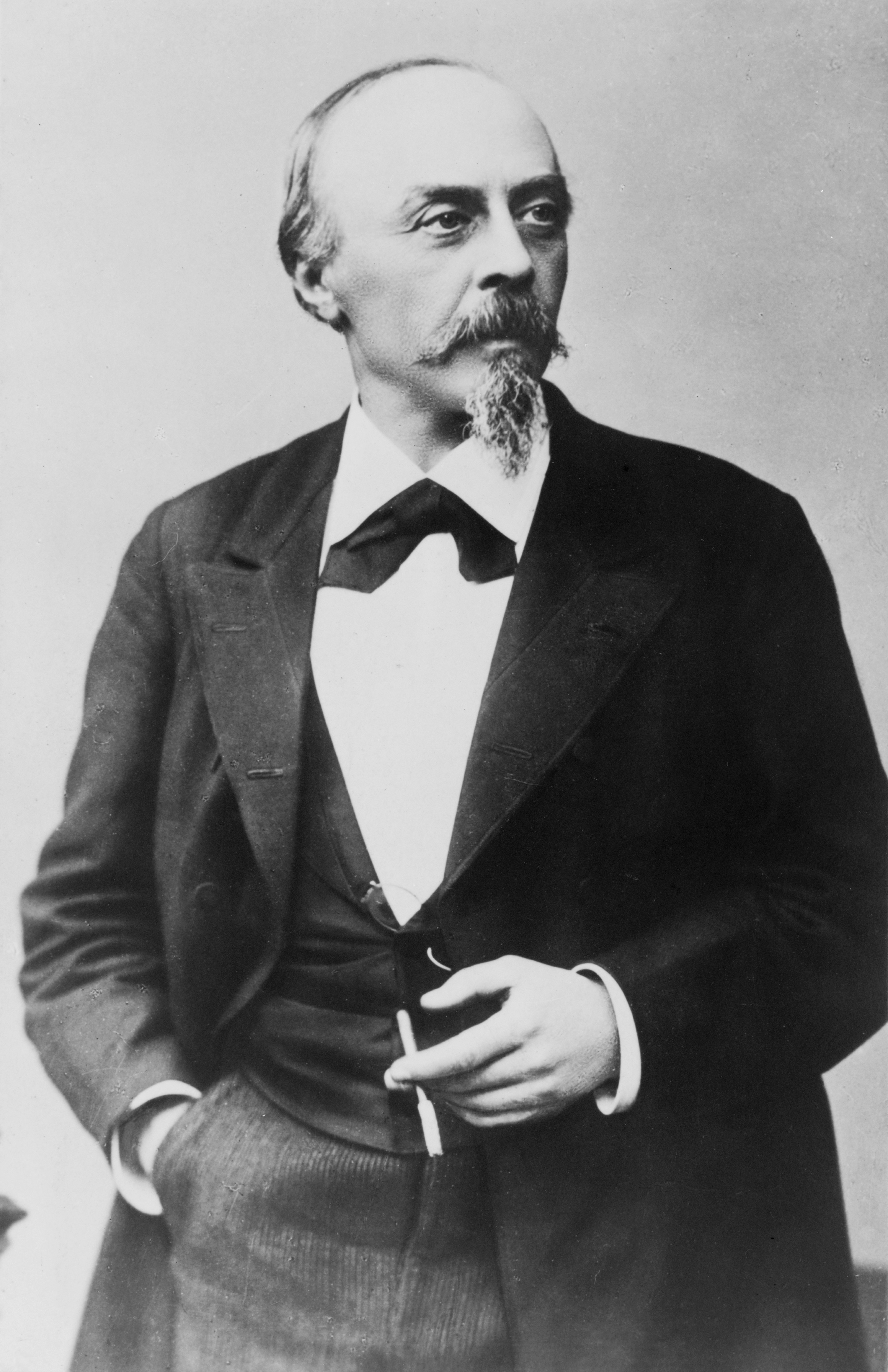
Hans von Bülow in seiner Meininger Zeit

Alexander Ritter, Ende der 1870er-Jahre

### Hofmusikdirektor in Meiningen (1885/86)
Auf Empfehlung Hans von Bülows wurde der junge Strauss von Oktober 1885 bis April 1886 als Hofmusikdirektor an den Meininger Hof verpflichtet. Hier sammelte er wichtige Erfahrungen in der künstlerischen, aber auch administrativen Leitung eines Hofmusikapparates. Zu seinen Aufgaben gehörten Proben und Leitung von Aufführungen als zweiter Dirigent neben Bülow sowie vor allem dessen Vertretung. Hinzu kamen die alleinige Leitung des Meininger Chorgesangsvereins und der Klavierunterricht der Prinzessin Marie. Als Bülow im Dezember den Dienst quittierte, rückte Strauss an dessen Stelle und meisterte seine Aufgaben mit großer Souveränität. In Meiningen erlangte Strauss eine umfassende Kenntnis des Konzertrepertoires. Als Orchesterleiter hatte er in der kurzen „Lehrzeit“ bei Bülow vor allem von dessen Probenarbeit profitiert. Zeitlebens bewunderte er Bülows Interpretationen insbesondere der Werke Beethovens und Wagners, die für ihn den „Gipfel der Vollkommenheit der Wiedergabe von Orchesterwerken“ darstellten. In Meiningen lernte Strauss auch den Bülow-Favoriten Johannes Brahms kennen, der ihm nach einer Aufführung der zweiten Symphonie in f-Moll (TrV 126) nach eigenen Aussagen die „beherzenswerte Lehre“ gab: „'Junger Mann, sehen Sie sich genau die Schubertschen Tänze an und versuchen Sie sich in der Erfindung einfacher und achttaktiger Melodien'. Ich verdanke es vor allem Johannes Brahms, daß ich seitdem nicht mehr verschmäht habe, eine populäre Melodie [...] in meine Arbeiten aufzunehmen“. Brahms riet ihm auch, „auf kontrapunktische Spielereien, die sich auf dem Dreiklang aufbauten, zu verzichten. Dies war mir ein wertvoller Wegweiser fürs ganze Leben“. Kompositorische Ergebnisse seiner Brahms-Schwärmerei sind nach eigenen Aussagen Wandrers Sturmlied für Chor und Orchester op. 14 (TrV 131) und die Burleske für Klavier und Orchester (TrV 145). Die wichtigste Bekanntschaft für Strauss war jedoch die seines künftigen geistigen und musikalischen Mentors Alexander Ritter, Komponist und erster Geiger in Meiningen, Sohn der Wagner-Förderin Julie Ritter sowie Ehemann einer Nichte Richard Wagners (Franziska). Unter dem Einfluss des fanatischen Wagnerianers und Liszt-Verehrers Ritter änderte Strauss seine musikalische Orientierung. Ritter formte ihn zum „Zukunftsmusiker“, indem er ihm „die kunstgeschichtliche Bedeutung der Werke und Schriften Wagners und Liszts erschloss“.

### Dritter Kapellmeister an der Münchener Hofoper (1886–1889)

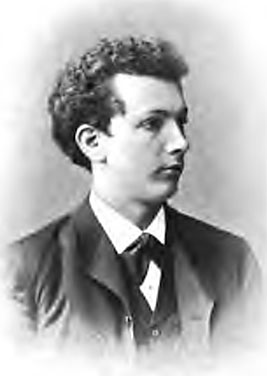
Richard Strauss, um 1884

Am 16. April 1886 unterschrieb Strauss den Vertrag als dritter Kapellmeister an der Hofoper seiner Heimatstadt München. Am nächsten Tag unternahm er seine erste Italienreise, deren Eindrücke ihn zu der viersätzigen Orchesterfantasie Aus Italien (TrV 147) anregten, die bereits Anzeichen des neuen Weges in Richtung der einsätzigen programmatischen sinfonischen Dichtung erkennen lässt und die am 2. März 1887 im 1. Abonnement-Konzert der Musikalischen Akademie im Kgl. Odeon in München unter seiner Leitung uraufgeführt wurde. In den drei Jahren der Münchner Tätigkeit (1. August 1886 bis 31. Juli 1889) machte sich Strauss erstmals intensiv mit den Gegebenheiten eines Opernbetriebes und dem Dirigat von Opern vertraut. In dieser Zeit sammelte er zwar wichtige Erfahrungen und vor allem Routine im Umgang mit dem gängigen Opernrepertoire, dennoch war sie in beruflicher Hinsicht enttäuschend, da er als dritter Kapellmeister hinter Hermann Levi und Franz Fischer vor allem Repertoirevorstellungen und Spielopern zu dirigieren hatte, eine Aufgabe, die er nach eigenen selbstkritischen Aussagen eher lustlos absolvierte, da die Opern ihn „nicht genügend interessierten, um sie genau zu studieren, und viel sorgfältigere Vorprobenarbeit erfordert hätten“. Hinzu kamen Meinungsverschiedenheiten mit dem in der von Franz Lachner begründeten Tradition verhafteten Intendanten der Hofoper Karl von Perfall, der Strauss wegen seiner an Bülow orientierten Interpretationsgrundsätze misstraute, und auch mit einigen Orchestermusikern (einschließlich seines Vaters) war sich Strauss in seiner Verehrung für das Wagner'sche Werk keineswegs einig. Als ihm 1888 die Einstudierung von Wagners Feen anvertraut wurde, musste er die Demütigung erleben, dass Perfall die Leitung der Premiere dem Hofkapellmeister Franz Fischer übertrug. Ausgleich für die bitteren Erfahrungen waren allabendliche Treffen mit Alexander Ritter und Einladungen zu Gastdirigaten teilweise mit eigenen Werken nach Dresden (u. a. Concertouvertüre), Meiningen (Aus Italien), Köln (Aus Italien), Mannheim (Symphonie f-Moll), Karlsruhe (Macbeth II) und Frankfurt (Aus Italien, Macbeth II) sowie sein erstes ausländischen Dirigat im Dezember 1887 in Mailand (Symphonie f-Moll). In dieser Zeit begann Strauss seine Laufbahn als weltweit erfolgreicher Reisedirigent.
In München betätigte sich Strauss auch erstmals als Lehrer. Zu seinen Schülern gehörten der Komponist Hermann Bischoff, der Tenor Heinrich Zeller und die junge Sopranistin Pauline de Ahna, seine spätere Ehefrau, für die er zahlreiche Lieder komponierte. In Leipzig machte er im Oktober 1887 die Bekanntschaft mit Gustav Mahler, die sich zu einer lebenslangen Freundschaft entwickelte und von gegenseitiger Wertschätzung geprägt war. Strauss' wachsende Begeisterung für die Opern Richard Wagners führten ihn in den Sommermonaten von 1886 bis 1889 regelmäßig nach Bayreuth. Während dieser Besuche intensivierten sich die Kontakte vor allem zu Cosima Wagner, sodass er im Sommer 1889 als musikalischer Assistent für die Bayreuther Festspiele engagiert wurde und die Wertschätzung Cosima Wagners derart gewann, dass sie ihn sogar mit ihrer Tochter Eva verheiraten wollte.
Am 27./28. Juni 1889 trat Strauss zum ersten Mal als Dirigent und Komponist bei einer Tonkünstlerversammlung des Allgemeinen Deutschen Musikvereins (ADMV) in Wiesbaden auf. Seine Orchesterfantasie Aus Italien wurde als eines seiner „genialsten“ Werke gefeiert: „An Kraft der Phantasie, der Beherrschung der Mittel bildet dies Werk sicher eins der epochemachendsten der neueren Zeit; man darf auf den Entwickelungsgang dieses Genies gespannt sein, und man wird nicht fehlgehen, wenn man die Tonmalerei als das Gebiet ansieht, das Strauß wohl streift, ohne sich darauf zu beschränken oder in ihm zu erschöpfen.“ Kompositorisch führte der Weg unter dem Einfluss Wagners und Liszts tatsächlich ab 1888 zu seinen ersten einsätzig-programmatischen Orchesterwerken, die er selber Tondichtungen nannte. Nach anfänglichen Schwierigkeiten (von der ersten Tondichtung, Macbeth, gibt es nicht weniger als drei Fassungen) fand Strauss in den Tondichtungen Don Juan (1888/89) und vor allem Tod und Verklärung (1888–1890) seinen eigenen unverwechselbaren Stil, der ihn rasch bekannt machte. Außerdem begann er – auch darin seinem Vorbild Wagner folgend – mit der Dichtung des Librettos zu seiner ersten Oper Guntram, einer mittelalterlichen Rittergeschichte mit Anklängen an die Ideenwelt Richard Wagners und Arthur Schopenhauers.

### Zweiter Kapellmeister in Weimar (1889–1894)
Als er am 9. September 1889 am Hoftheater Weimar seine Stellung als zweiter großherzoglich-sächsischer Kapellmeister (hinter dem Dänen Eduard Lassen) antrat, versuchte er voller Tatkraft und Begeisterung, aber auch mit jugendlichem „Draufgängertum und Übertreibungen“ seine fortschrittlichen künstlerischen Überzeugungen im Opern- und Konzertbetrieb zu etablieren. Höhepunkte dieser Bemühungen sind die ungekürzten Aufführungen von Wagners Tannhäuser, Lohengrin und Tristan und Isolde. Daneben bildeten Kompositionen von Franz Liszt, Ludwig van Beethoven, Hector Berlioz, aber auch Wolfgang Amadeus Mozart, Carl Maria von Weber, Albert Lortzing und Heinrich Marschner Schwerpunkte seines Repertoires. Außerdem setzte er sich für Werke zeitgenössischer Komponisten ein, wie Hans Sommer, Alexander Ritter, Eugen Lindner, Felix Mottl, Richard Metzdorff oder vor allem Engelbert Humperdinck, dessen Hänsel und Gretel er am 23. Dezember 1893 in Weimar uraufführte.
Die Arbeitsbelastung führte zu einer merklichen Reduzierung seiner kompositorischen Arbeit. Während der Weimarer Zeit vollendete Strauss lediglich seinen Opernerstling Guntram (TrV 168, 168a), die Tondichtung Tod und Verklärung (TrV 158), die dritte Fassung der Tondichtung Macbeth und einige, wenige Klavierlieder (darunter die von Strauss lobend erwähnten Cäcilie und Heimliche Aufforderung aus op. 27, TrV 170). Vor allem nach der sehr erfolgreichen Uraufführung von Tod und Verklärung in Eisenach (21. Juni 1890), der die Weimarer Uraufführung von Don Juan (11. November 1889) vorausgegangen war, nahm die Verbreitung seiner Werke deutlich zu, sodass sich Strauss' Ruf als Dirigent und Komponist rasch verbreitete. Einladungen zu Gastkonzerten in deutsche Musikmetropolen und Angebote, die Leitung der Frankfurter Museumskonzerte (1890) sowie der New Yorker Sinfoniekonzerte (1891) oder eine Kapellmeisterstelle in Mannheim (1891) zu übernehmen, zeugen von seinem wachsenden Renommee.

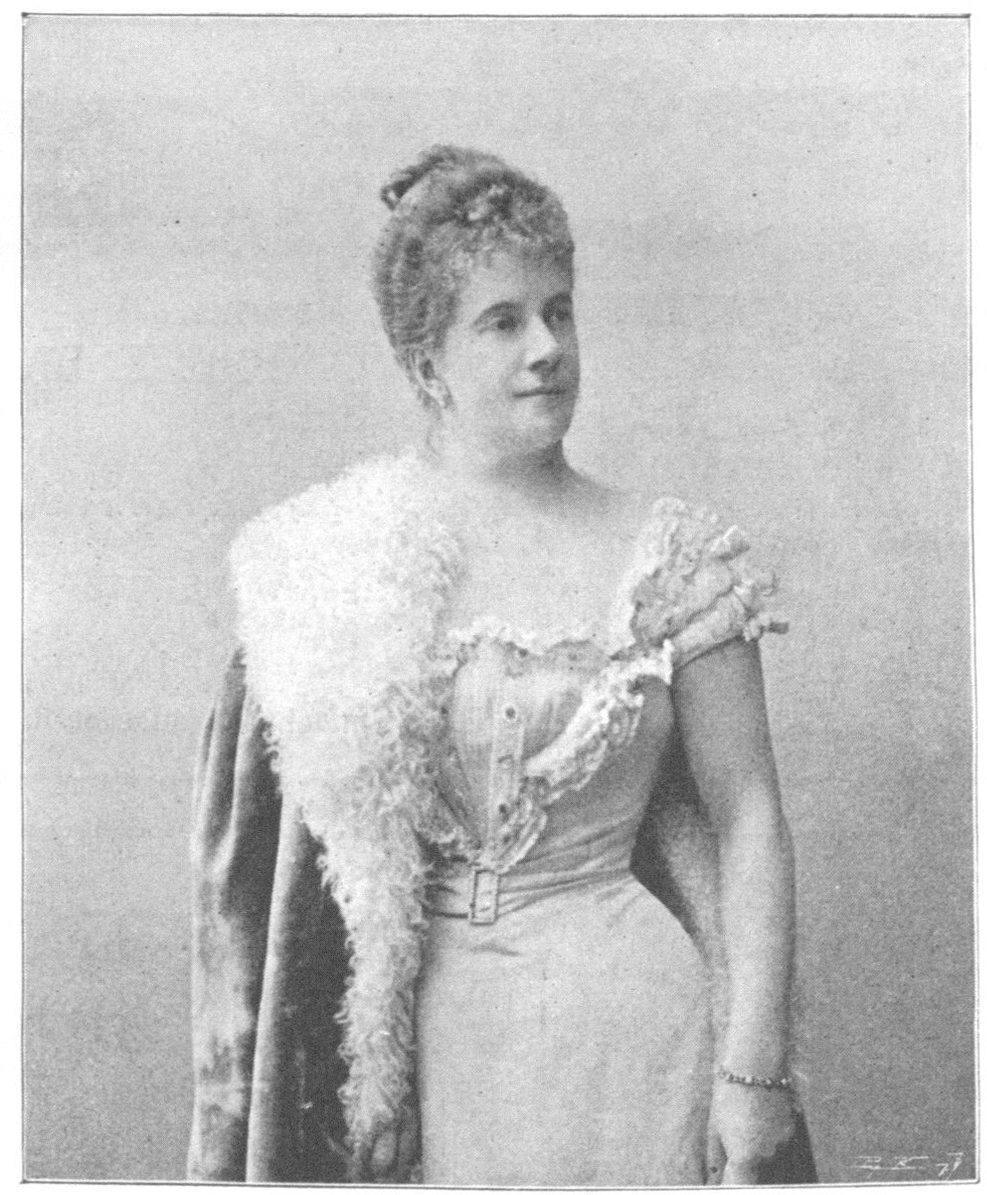
Pauline Strauss (geb. de Ahna), 1902

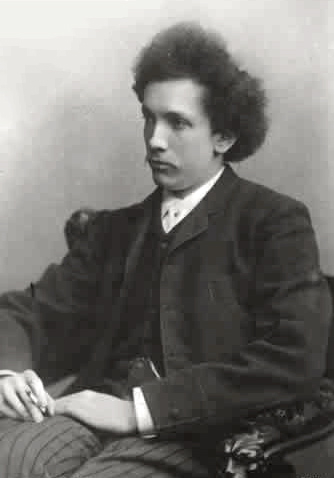
Richard Strauss, 1894

Unterbrochen wurde die vierjährige Tätigkeit in Weimar 1892/93 durch eine achtmonatige Reise (4. November 1892–25. Juni 1893), die Strauss aus gesundheitlichen Gründen über Italien nach Griechenland und Ägypten führte, um seine angegriffene Gesundheit nach einer lebensbedrohlichen Lungenentzündung (1891) und einer Rippenfellentzündung mit nachfolgender Bronchitis (1892) auszukurieren. Zuvor hatte er während einer kurzen Konvaleszenz in Feldafing im Sommer 1892 dem befreundeten Kritiker Arthur Seidl geschrieben: „Sterben wäre eigentlich nicht so schlimm, jedoch möchte ich noch einmal den Tristan dirigieren.“ Die Reise brachte Strauss nicht nur die vollständige Genesung, sondern sie war auch eine künstlerische Selbstfindung, indem er „sich von Ritters christlich gefärbter, auf Schopenhauer gegründeter Wagner-Ideologie lossagte“ und vor allem durch die Lektüre Friedrich Nietzsches beeinflusst wurde, sodass er infolge „zu einem bekennenden Antichristen ebenso wie zu einem optimistischen, lebensbejahenden Individualisten“ mutierte. Diese Sinnesänderung führte auch zu einer grundlegenden Revision des dritten Aktes seiner Oper Guntram, die er auf dieser Reise zum größten Teil fertigstellte. Am 10. Mai 1894 dirigierte Strauss in Weimar die Uraufführung, Pauline de Ahna, mit der er sich am Vormittag verlobt hatte, sang die Partie der Freihild, sein Schüler Heinrich Zeller übernahm die anstrengende Titelpartie.
Im Juli und August 1894 durfte sich Strauss bei den Bayreuther Festspielen erstmals neben Felix Mottl und Hermann Levi als Dirigent präsentieren, nachdem er dort in den Jahren 1889 und 1891 als musikalischer Assistent aktiv tätig gewesen war. Er leitete fünf Tannhäuser-Aufführungen, in denen seine zukünftige Frau Pauline die Elisabeth sang. Allerdings sollte dieses Dirigat für längere Zeit sein letztes bleiben und die engen Beziehungen sich immer mehr lockern, da Cosima und Siegfried Wagner seinen jüngsten Kompositionen (Guntram, Till Eulenspiegel und später vor allem Salome) kritisch gegenüberstanden und Strauss seinerseits sowohl den Personenkult um Richard Wagner als auch die dirigentischen und kompositorischen Leistungen Siegfried Wagners kritisierte. Nach einer „denkwürdigen Unterredung mit Siegfried Wagner“ notierte Strauss am 11. Januar 1896 die „unausgesprochene, aber vollzogene Trennung von Wahnfried-Bayreuth“ in seinen Schreibkalender. Im öffentlichen Umgang wurde von beiden Seiten auch weiterhin die freundschaftliche Form gewahrt. So setzte sich Strauss zum Beispiel 1913 mit Nachdruck für die Verlängerung des Parsifal-Schutzes für Bayreuth ein.
Neben der arbeitsintensiven Kapellmeistertätigkeit und den zahlreichen Gastspielen engagierte sich Strauss in den Weimarer Jahren auch erfolgreich im Allgemeinen Deutschen Tonkünstlerverein. Als er auf Vorschlag des Vorsitzenden und Weimarer Generalintendanten Hans Bronsart von Schellendorf 1890 in die Musikalische Sektion des Vereins berufen wurde, bemühte er sich u. a. durch seine Gutachten, die Moderne und hier insbesondere das Werk Gustav Mahlers, in den Programmen zu etablieren.
Am 10. September 1894 heiratete Strauss Pauline de Ahna in der Burgkirche St. Veit in Marquartstein, da er seine materielle Existenz durch das neuerliche Engagement nach München und die ehrenvolle Berufung als Leiter der Berliner Philharmonischen Konzerte in der Nachfolge seines 1894 verstorbenen Mentors Hans von Bülow als gesichert ansehen konnte. Zur Hochzeit schenkte und widmete Strauss seiner jungen Braut die Vier Lieder op. 27 (TrV 170). Die Hochzeitsreise führte die Frischvermählten nach Venedig, von dort kehrten sie am 6. Oktober nach München zurück, wo sie ihre erste gemeinsame Wohnung in der Hildegardstraße 2/1 bezogen.

### Kapellmeister in München (1894–1898)

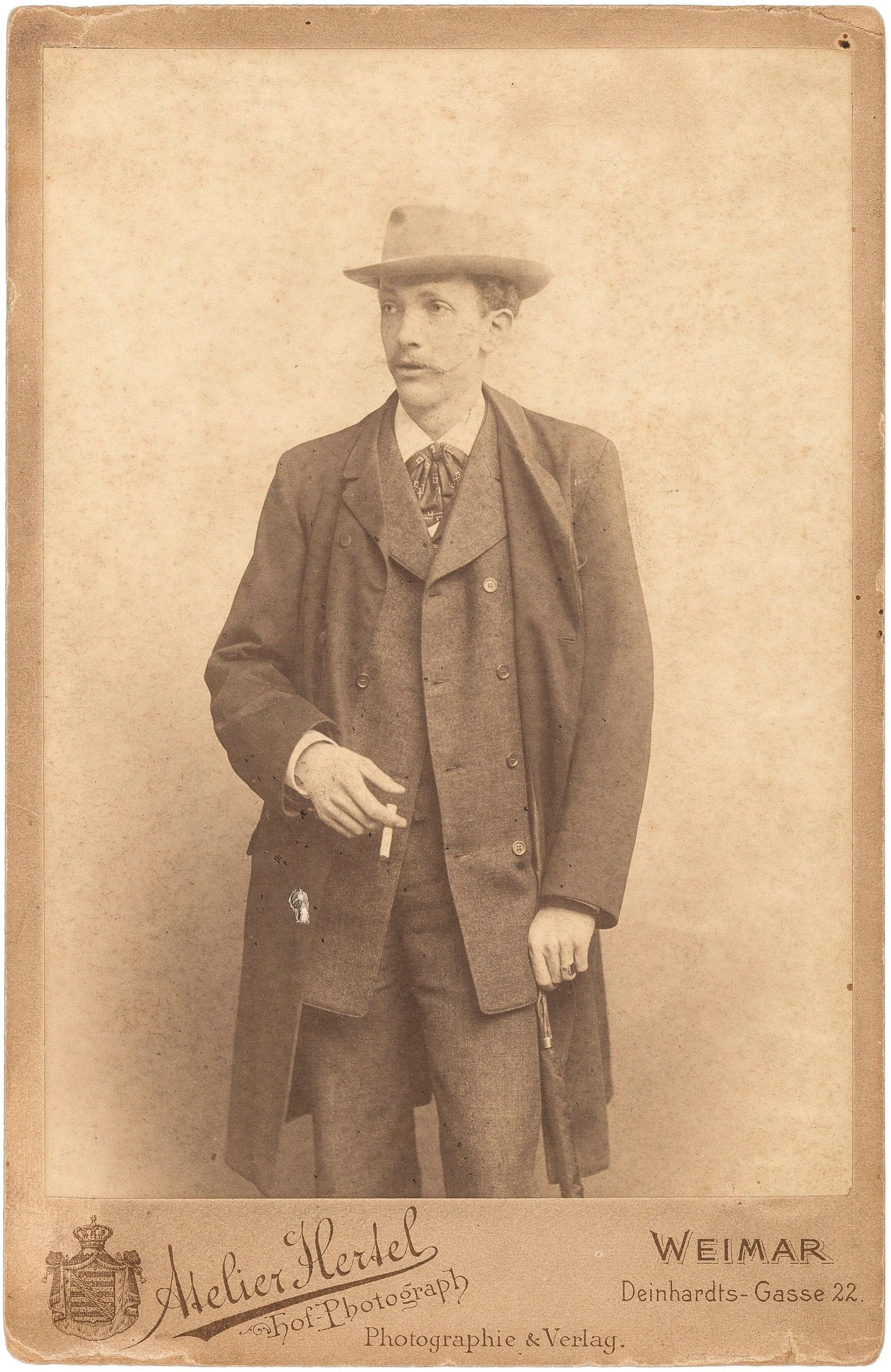
Porträtphotographie Richard Strauss (Kabinettformat), Weimar 1894

Der offizielle Beginn der zweiten Münchner Stellung als Königlicher Kapellmeister und designierter Nachfolger von Hermann Levi, der jedoch erst 1896 zurücktrat, war der 1. Oktober 1894. Beinahe zeitgleich mit dem Beginn der Münchner Aufgaben eröffnete Strauss am 15. Oktober in Berlin den auf zehn Konzerte angelegten Zyklus der Berliner Philharmoniker in der Saison 1894/95, der von dem Konzertagenten Hermann Wolff veranstaltet wurde. Am 30. Oktober 1894 übertrug ihm der Hofmusikintendant Karl von Perfall die Leitung der von Levi übernommenen Odeons-Konzerte der Musikalischen Akademie in München. Da sich Levis Rücktritt hinauszögerte und dessen schwere Erkrankung zu einer Verunsicherung in den Dirigierverhältnissen führte, zeigte Strauss im Oktober 1895 Interesse an einem erneuten Angebot aus Mannheim. Seine Bedingung war ein Doppelengagement mit seiner Frau und der Titel eines Operndirektors. Die Verhandlungen mit Mannheim scheiterten jedoch im Februar 1896 (obwohl Strauss die gemeinsamen Gehaltsforderungen deutlich nach unten korrigiert hatte), da für seine Frau keine Vakanz am Nationaltheater bestand. Im September 1896 bot ihm Perfall dann endlich einen Zweijahresvertrag als Hofkapellmeister in der Nachfolge Levis an.
Eingeführt hatte sich Strauss in München im August und September 1894 mit Aufführungen von Wagners Tristan und Isolde und den Meistersingern. Zu dem Engagement für Wagners Opern, allein bei den Wagner-Festtagen im August/September 1895 dirigierte er zwölf Aufführungen, kamen in den Jahren 1896 bis 1898 vier von Ernst von Possarts neu inszenierten Mozart-Opern dazu, die eine Münchner Mozart-Renaissance einleiteten und fortan die Sommermonate prägen sollten. Diese Aufführungen bezeichnete Strauss rückblickend als „wirklich schöne Erinnerungen“ seines Lebens. In den Münchner Jahren erarbeitete sich Strauss neben den Schwerpunkten Wagner und Mozart ein breitgefächertes Opernrepertoire (darunter die Uraufführungen im Jahr 1897 Theuerdank von Ludwig Thuille und Zinnober von Siegmund von Hausegger). Auch in den Konzerten führte er zahlreiche Werke zeitgenössischer Komponisten auf. Diese Novitäten (besonders zwei Seestücke von Max von Schillings) und seine als subjektiv und modern empfundenen Interpretationen stießen allerdings bei seinem Vorgesetzten Perfall, bei einigen Orchestermusikern und beim konservativen Teil des Münchner Publikums auf negative Kritik, sodass Strauss nach nur zwei Jahren 1896 von Perfall als Leiter der Akademiekonzerte abgesetzt und durch Max von Erdmannsdörfer ersetzt wurde.
Als seine Oper Guntram, die es in Weimar nur zu wenigen Aufführungen brachte, in München durchfiel und vom Spielplan gestrichen wurde, wandte sich Strauss erneut der symphonischen Dichtung zu, suchte aber zugleich unverdrossen nach neuen Bühnenstoffen. Anfangs plante er eine Oper Till Eulenspiegel bei den Schildbürgern, doch entwickelte sich daraus eine neue Tondichtung, Till Eulenspiegels lustige Streiche, die 1895 in Köln durch Franz Wüllner uraufgeführt wurde und großen Erfolg hatte. Nun entstanden in rascher Folge die Tondichtungen Also sprach Zarathustra (1896) und Don Quixote (1897), die in Frankfurt am Main beziehungsweise wiederum in Köln uraufgeführt wurden und Strauss’ Ruhm als führender Avantgardist festigten.

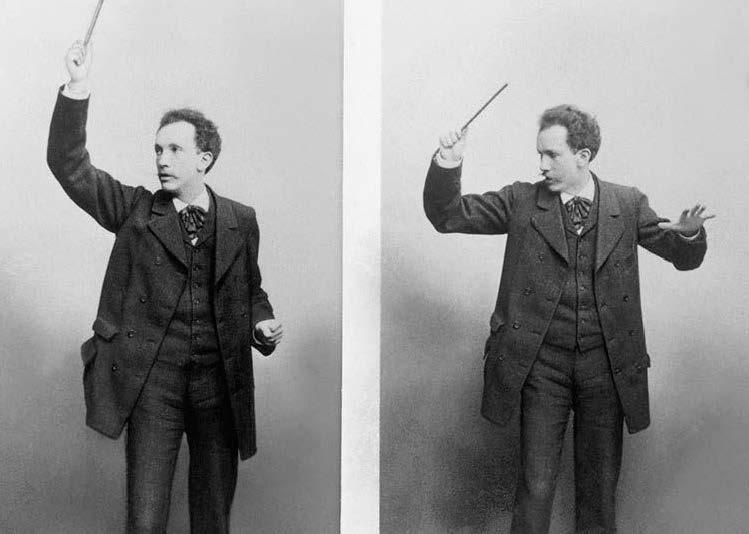
Der Dirigent Richard Strauss, um 1917

Als Komponist und Dirigent feierte Strauss außerhalb Münchens, wo bezeichnenderweise keines seiner neuen Hauptwerke uraufgeführt wurde, weitaus größere Erfolge. Gastspiele, teilweise zusammen mit seiner Frau, führten ihn zunehmend ins Ausland, beispielsweise nach Wien und Budapest (1895), Moskau, Brüssel, Antwerpen und Lüttich (1896), Amsterdam, Barcelona, Brüssel, Paris und London (1897) sowie Zürich und Madrid (1898).
In die Münchner Zeit fällt auch für den Familienmenschen Strauss mit der Geburt seines einzigen Sohnes Franz am 12. April 1897 die für ihn wichtige Gründung einer eigenen Familie. Da das schwierige Verhältnis zu seinen beiden Vorgesetzten, dem ihm eher wohlgesonnenen Hoftheaterintendanten Possart und dem ihm wegen seiner Progressivität wenig gewogene erzkonservative Hofmusikintendant Perfall, von Anfang an seine Arbeit belastete und auch seine Frau lediglich einen eingeschränkten Gastspielvertrag in München erhalten hatte, war er fest entschlossen, den Ende Oktober 1898 auslaufenden Vertrag nicht zu verlängern. Anfang April 1898 war Strauss sowohl als Nachfolger von Anton Seidl bei den New Yorker Philharmonikern als auch für das Amt des ersten königlichen Kapellmeisters in Berlin im Gespräch. Obwohl der Berliner Konzertagent Hermann Wolff in New York für ihn ein mit 40.000 Mark deutlich höher dotiertes Jahresgehalt aushandelte, entschied sich Strauss, nach persönlichen Verhandlungen mit dem Berliner Hofopernintendanten Bolko von Hochberg, für die Berliner Kapellmeisterstelle, da sie ihm sicherer erschien als der New Yorker Posten. Am 9. April unterzeichnete er den Zehnjahresvertrag, der ihm ein Jahresgehalt von zunächst 18.000 Mark und ab dem vierten Jahr 20.000 Mark, insgesamt drei Monate Jahresurlaub, eine Pension von 4.200 Mark nach Ablauf der zehn Jahre und im Falle seines Ablebens eine Witwenpension von 2.000 Mark garantierte. Für Richard Strauss bedeutete das Jahr 1898 auch gleichzeitig das Ende seiner „Lehrjahre“.

### Erster Hofkapellmeister in Berlin (1898–1919)

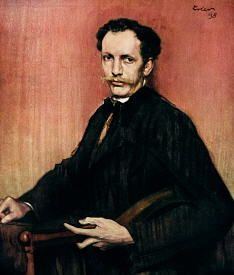
Richard Strauss, Gemälde von Fritz Erler, 1898

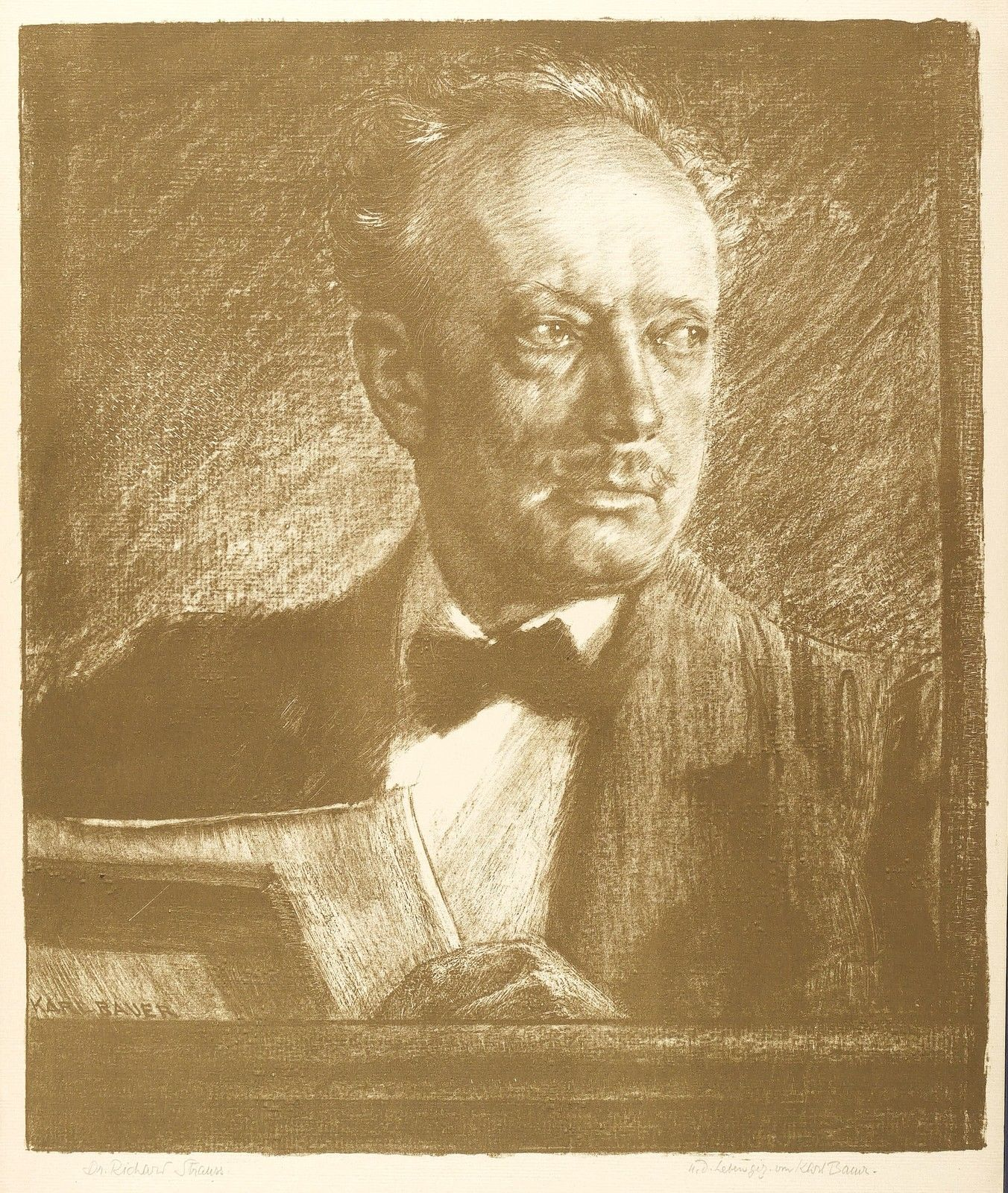
Richard Strauss, Lithografie von Karl Bauer, 1903

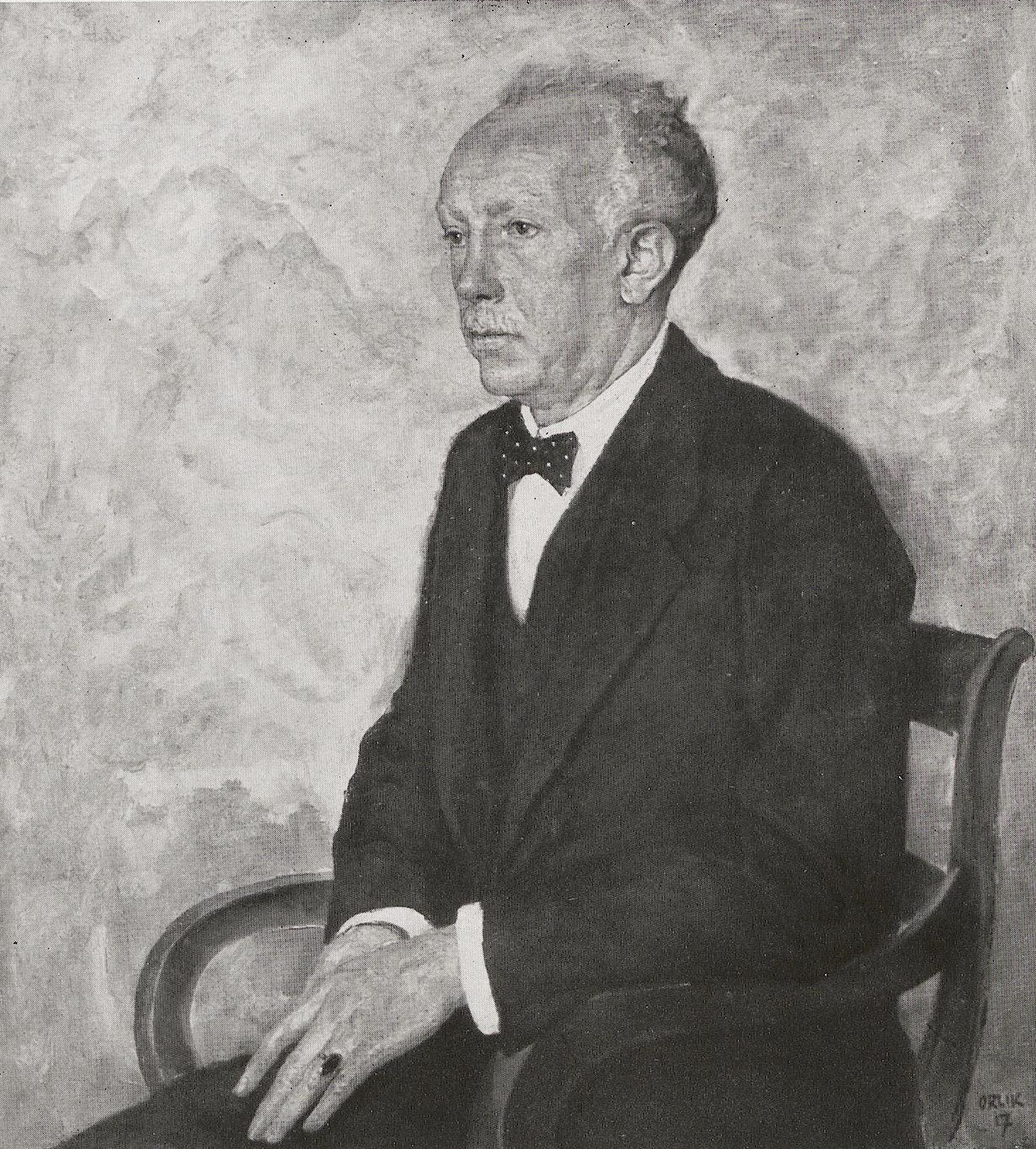
Richard Strauss, Zeichnung von Emil Orlik, 1917

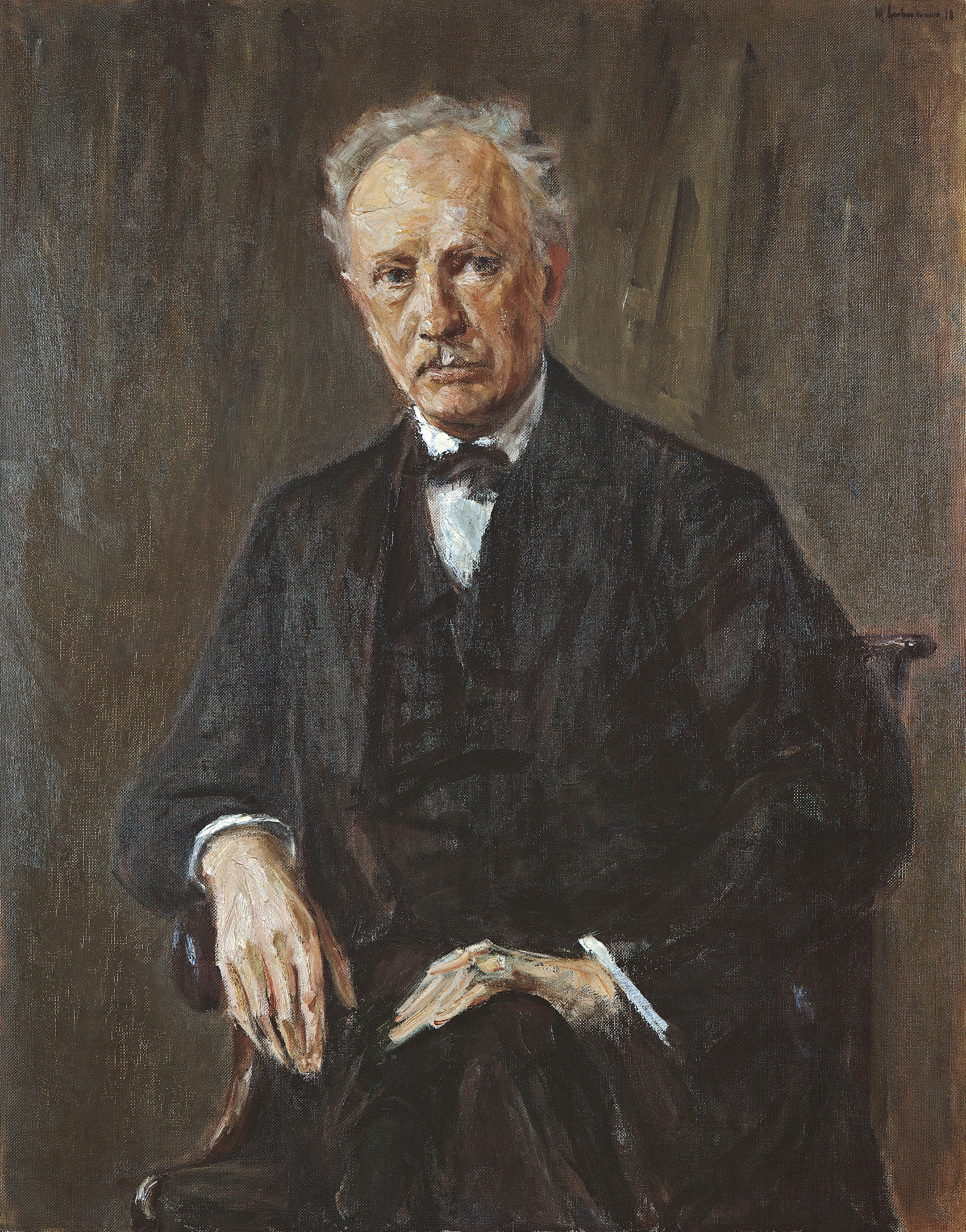
Richard Strauss. Ölgemälde von Max Liebermann, 1918

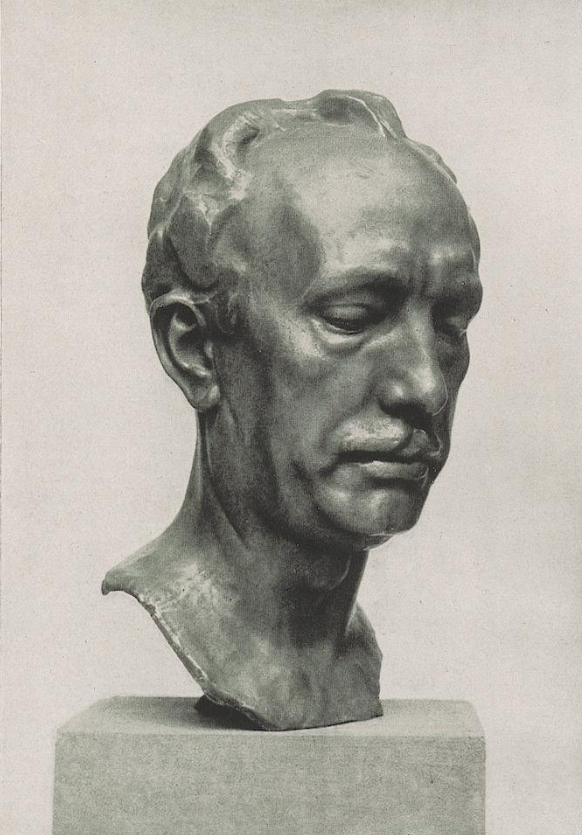
Richard Strauss, Büste von Hugo Lederer, 1914

Sein Berliner Debüt gab Strauss am 5. November 1898 an der Hofoper Unter den Linden mit Wagners Tristan und Isolde. Mit dem Berliner Engagement begann eine Zeit höchster künstlerischer Reife und unstrittigen Weltruhms als Komponist und Dirigent. Wie immer erfüllte Strauss seine Kapellmeisterpflichten mit größtem Elan und Engagement. Ein immenses Arbeitspensum war zu bewältigen. Bis 1910 dirigierte Strauss an insgesamt 700 Abenden 224 verschiedene Opern. Dazu kamen anstrengende Probenarbeit (u. a. für zahlreiche Novitäten) und zunehmend auch Konzerte mit den großen Berliner Orchestern. In der florierenden Hauptstadt trieb er die Moderne voran, ohne sich vom Musikgeschmack seines obersten Dienstherrn Kaiser Wilhem II. beirren zu lassen, für den er zwei Märsche komponieren musste und der ansonsten mit Strauss' Musik wenig anfangen konnte. Da Felix Weingartner sich noch zehn Jahre die Leitung der Opern-Sinfoniekonzerte vorbehielt, gründete Strauss 1901 ein eigenes Tonkünstler-Orchester, das vor allem Werke zeitgenössischer Komponisten aufführte, gab es aber nach zwei Spielzeiten mit je sechs „Modernen Konzerten“ wieder auf. In zahlreichen Tourneen, teilweise mit seinem Orchester, eroberte sich der Reisedirigent Strauss nicht nur Europa, sondern auch zusammen mit seiner Frau die USA (25. Februar–28. April 1904), wo er am 21. März 1904 in der Carnegie Hall in New York seine Sinfonia domestica (TrV 209) uraufführte. Am 26. August 1908 erhielt Strauss in Anerkennung seiner Verdienste um die Berliner Hofoper den Titel des Generalmusikdirektors und wurde wunschgemäß für ein Jahr ohne Gehalt beurlaubt, um zunehmenden Gastspielverpflichtungen insbesondere basierend auf seiner erfolgreichen Oper Salome nachkommen zu können und um die begonnene Oper Elektra zu beenden. Im Gegenzug übernahm Strauss nach dem Ausscheiden Weingartners in dem Jahr auf Wunsch des Orchesters die Sinfoniekonzerte. Am 1. November 1910 legte er die Opernleitung nieder, behielt jedoch die Leitung der Sinfoniekonzerte bis 1919 bei und verpflichtete sich, pro Spielzeit bis zu 30 Abende in der Oper zu dirigieren. Diese Vereinbarung wurde im März 1917 auf 20 Abende (1917/18) sowie auf zwei Monate mit je 10 Abenden (1918/19) reduziert und zum 1. Januar 1919 aufgekündigt.

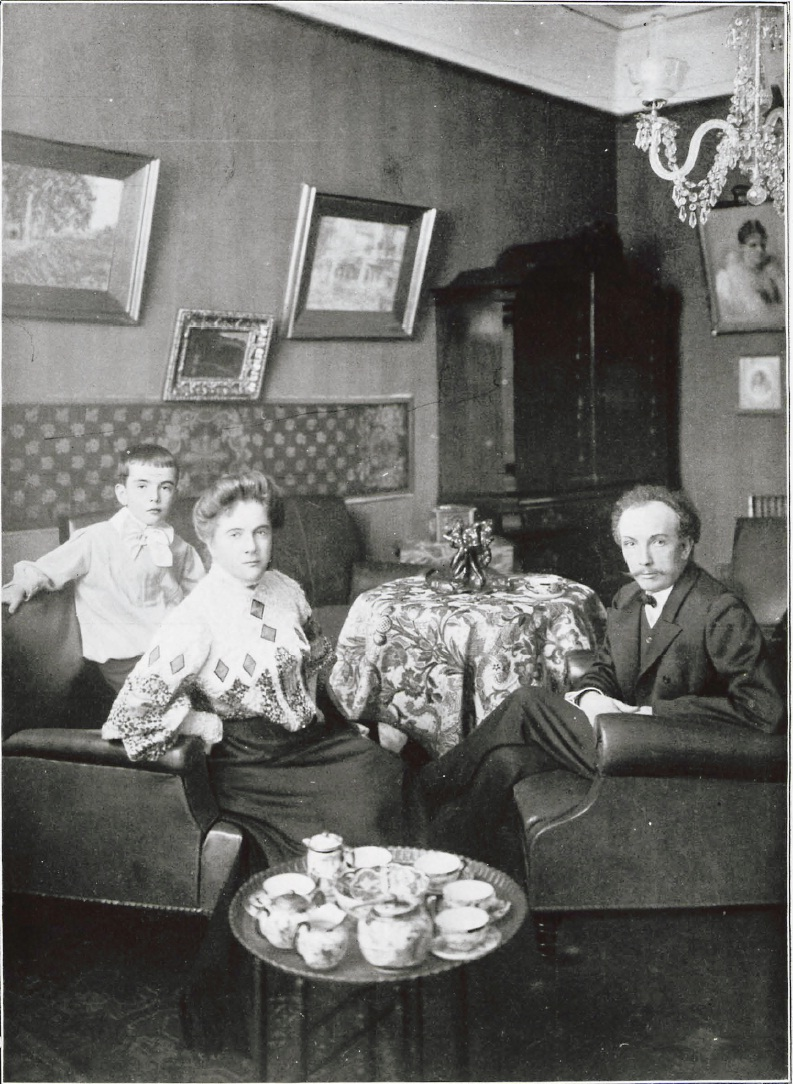
Richard Strauss im Kreis seiner Familie im Salon seiner Wohnung in der Knesebeckstraße in Berlin, 1904 (Fotografen: Albert Zander & Siegmund Labisch)

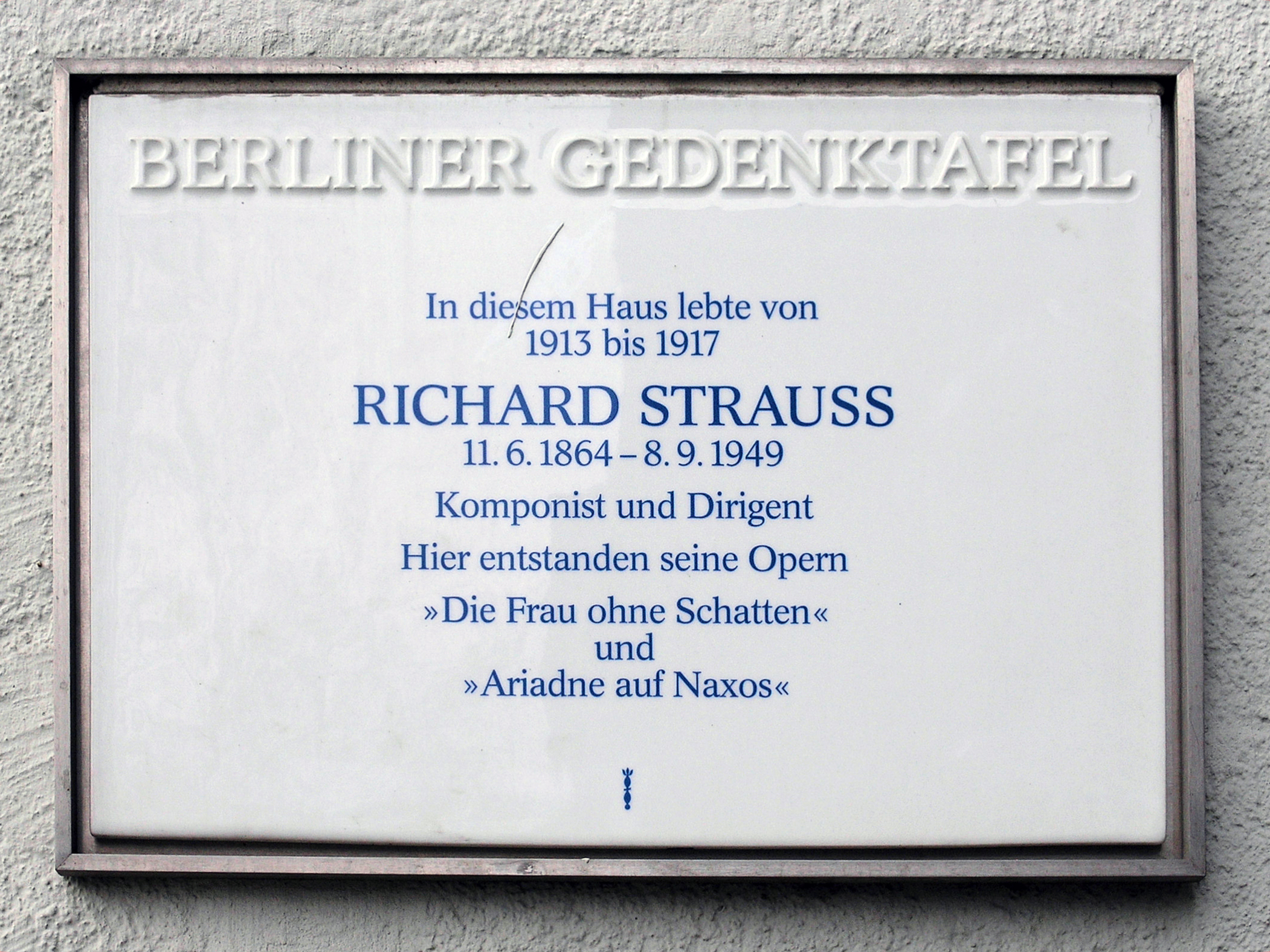
Berliner Gedenktafel am Haus Heerstraße 2, in Berlin-Westend

In der Berliner Zeit war Strauss endgültig an die Spitze des deutschen Musiklebens gerückt. Im Ehrendoktordiplom der Heidelberger Universität von 1903 heißt es entsprechend: „Richard Strauss, Hofkapellmeister in Berlin, der als Tondichter für die Weiterentwicklung der musikalischen Kunst bahnbrechend gewirkt hat und mit seinem gefeierten Namen an der Spitze aller jetzt lebenden deutschen Musiker steht.“ 1909 wurde Strauss in die Preußische Akademie der Künste aufgenommen (Mitglied bis 1945), 1917 folgte seine Berufung zum Senatsmitglied und zum Vorsteher einer akademischen Meisterschule für musikalische Komposition (bis 1920). Diese Wertschätzung war jedoch nicht allein seiner Tätigkeit als Komponist und Reisedirigent zuzuschreiben, sondern auch seinen Bemühungen um die allgemeine Verbesserung der wirtschaftlichen Lage der Musiker – speziell der Komponisten – und ihre gesellschaftliche Anerkennung. Zusammen mit Hans Sommer und Friedrich Rösch kämpfte er um verbesserte Urheberrechte. In diesem Sinne ließ Strauss im Juli 1898 ein von ihm unterzeichnetes Rundschreiben an etwa 160 deutsche Komponisten verschicken, das eine Darstellung der nachteiligen Rechtslage der Komponisten enthielt sowie einen Aufruf an die Komponisten, eine an die Regierung geplante Denkschrift von Hans Sommer und Friedrich Rösch zum Schutz des geistigen Eigentums zu unterschreiben. Am 30. September 1898 wurde infolgedessen in Leipzig die Genossenschaft Deutscher Komponisten gegründet, aus ihr ging 1903 nach den nicht zufriedenstellenden neuen Reichsgesetzen zum Urheber- und Verlagsrecht als erste Verwertungsgesellschaft die Genossenschaft Deutscher Tonsetzer (GDT) hervor, deren Vorsitzender Strauss von 1903 bis September 1929 war. Die von der GDT geschäftsführend geleitete und mit privaten Geldern ausgestattete Tantiemenanstalt hatte u. a. Strauss mit 20.000 Mark unterstützt. Von 1901 bis 1909 übernahm er außerdem den Vorsitz des Allgemeinen deutschen Musikvereins (ADMV), der sich für das zeitgenössische Musikschaffen einsetzte. Als sich 1914 mit Ausbruch des Ersten Weltkrieges die wirtschaftliche Lage vieler Musiker verschlechterte, startete Strauss in München eine Hilfsaktion für notleidende Musiker, die durch sog. Volks-Symphoniekonzerte mit berühmten Dirigenten und verbilligten Eintrittspreisen Geldmittel für Musiker zur Verfügung stellen sollte. Die ersten beiden Konzerte am 18. und 23. September 1914 mit dem Orchester des Münchener Konzertvereins (Vorläufer der Münchner Philharmoniker) dirigierte Strauss selbst, das dritte Konzert am 25. September übernahm Bruno Walter. Ein weiteres großes Benefizkonzert dirigierte Strauss am 20. Februar 1915 in der Berliner Philharmonie zugunsten belgischer Flüchtlinge mit einem Gesamterlös von fast 10.000 Mark. Er hatte zuvor als einer der wenigen prominenten Vertreter der deutschen Kultur das Manifest der 93 im Oktober 1914 nicht unterzeichnet, in dem 93 Künstler und Professoren den Überfall auf Belgien guthießen und sich mit Kaiser und Vaterland solidarisch erklärten.
In den Berliner Jahren intensivierte Richard Strauss auch seine publizistische Tätigkeit. Neben Zeitungsartikeln, in denen er seine Anschauungen zur Musik und zur Verbesserung des Musiklebens darlegte, gab er von 1904 bis 1909 die Buchreihe Die Musik. Sammlung illustrierter Einzeldarstellungen heraus, 1907/08 war er außerdem im Herausgebergremium der Zeitschrift Morgen. Wochenschrift für deutsche Kultur für den musikalischen Bereich zuständig. 1905 veröffentlichte er eine ergänzende Bearbeitung der berühmten Instrumentationslehre von Hector Berlioz. Die Ergänzungen bezogen sich auf den Wandel der Instrumente wie etwa im Fall des Horns und schlossen vor allem auch die Instrumentationskunst in den Werken Richard Wagners mit ein. Strauss selbst verstand es in seinen Kompositionen, durch geschickte Instrumentierungen neue Klangfarben zu schaffen.
In kompositorischer Hinsicht bedeuteten die Berliner Jahre Strauss' endgültige Hinwendung zur Opernkomposition. Zwar schrieb er noch die drei Orchesterwerke Ein Heldenleben (1898), Sinfonia domestica (1903) und Eine Alpensinfonie (1915), aber mit der Dresdner Uraufführung seiner Oper Feuersnot (1901) und insbesondere mit dem sensationellen Erfolg seiner Salome (1905) stand fortan das Musikdrama im Mittelpunkt seines Schaffens. In diesem Zusammenhang war die Bekanntschaft in Paris mit dem Dichter und Schriftsteller Hugo von Hofmannsthal und die sich anschließende langjährige Zusammenarbeit das wohl wichtigste künstlerische Ereignis der Berliner Jahre. Mit Hofmannsthal hatte Strauss seinen kongenialen Partner gefunden: „Ihre Art entspricht so sehr der meinen, wir sind füreinander geboren und werden sicher Schönes zusammen leisten, wenn Sie mir nur treu bleiben.“ Trotz unterschiedlicher Temperamente verband den sensiblen Dichter und den mitunter zupackend-fordernden Komponisten eine von gegenseitiger Hochachtung geprägte, sehr produktive und erfolgreiche Künstlerfreundschaft. Der intensive Briefwechsel aus den Jahren 1906 bis 1929 dokumentiert den hohen künstlerischen Anspruch der beiden Partner, den Entstehungsprozess der Libretti und Opernkompositionen, den gegenseitig angeregenden Austausch von Fragen des Wort-Ton-Verhältnisses sowie das instinktsichere Wissen des erfahrenen Theaterpraktikers Strauss um dramatische Wirksamkeit. In dem knappen Vierteljahrhundert ihrer Zusammenarbeit schufen sie zehn große Werke. Allein während der Berliner Jahre vertonte Strauss Hofmannsthals Theaterstück Elektra (1909), es folgten die Opern Der Rosenkavalier (1911), Ariadne auf Naxos (1912/16) und Die Frau ohne Schatten (1919) sowie das Ballett Josephs Legende (1914) und die Ballettkomödie Der Bürger als Edelmann (TrV 228b, UA 1918 in Berlin).

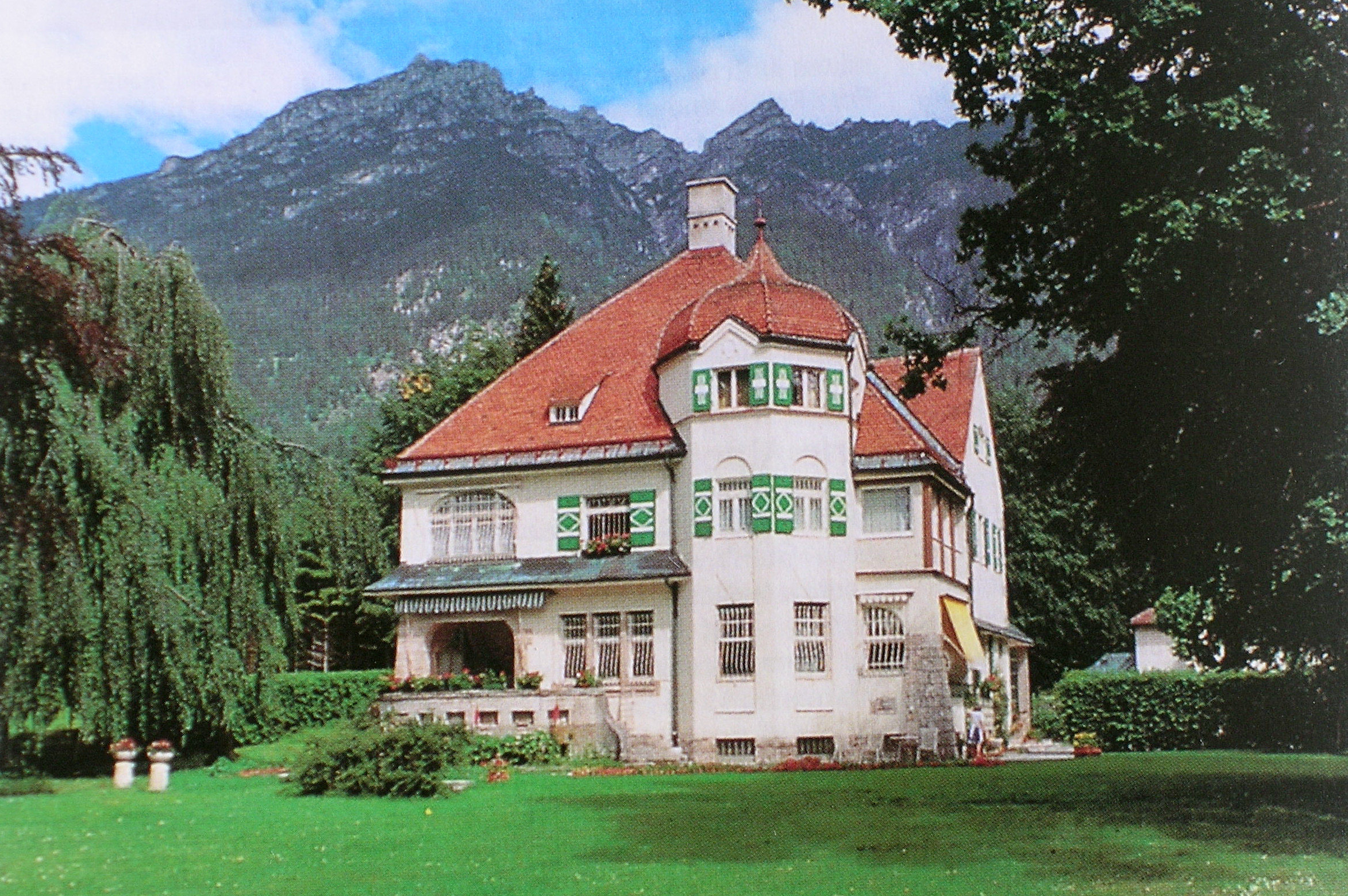
Strauss-Villa in Garmisch-Partenkirchen

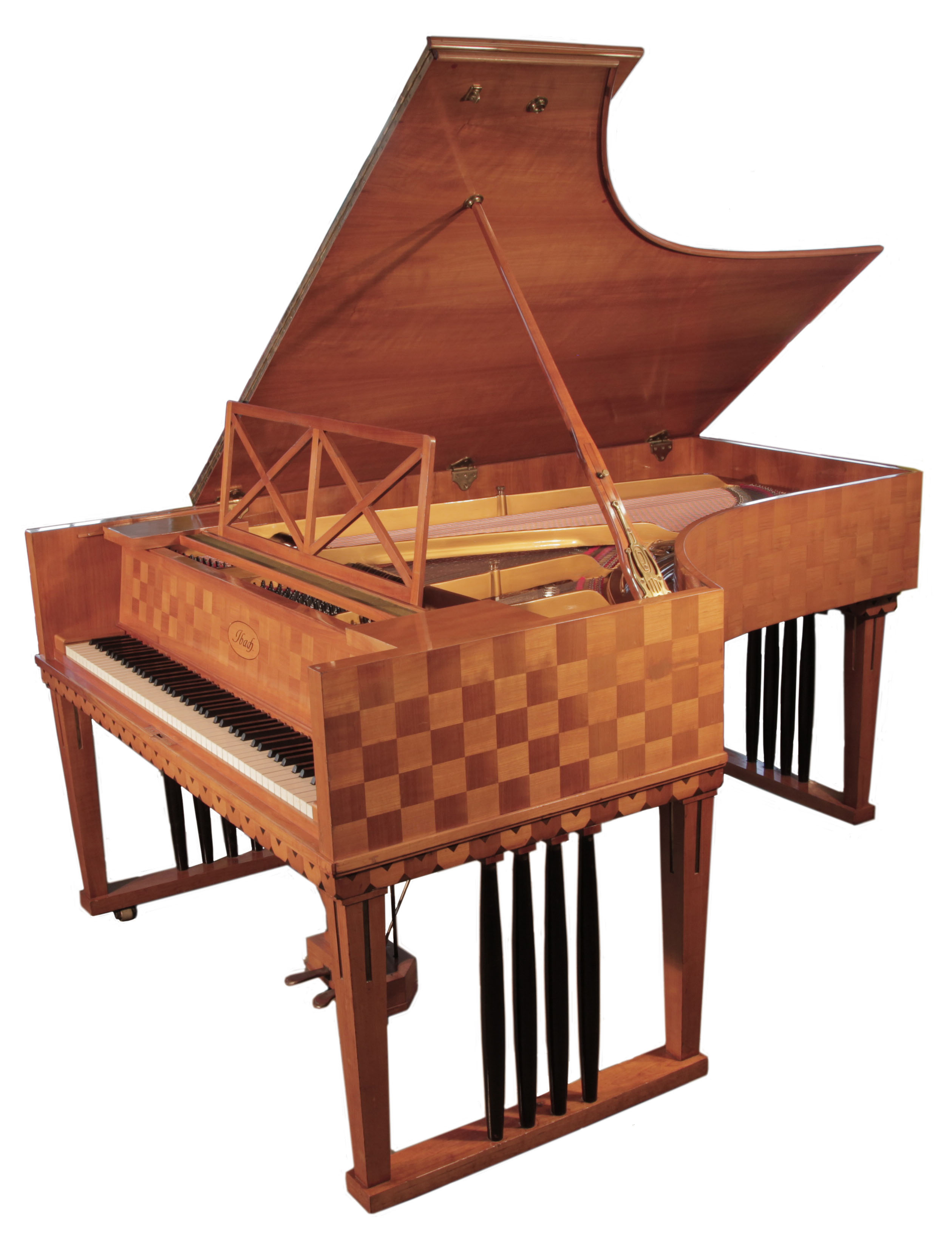
Ibach-Flügel für Richard Strauss, ein Entwurf von Emanuel von Seidl für die Villa in Garmisch-Partenkirchen

Spätestens seit dem alles übertreffenden Erfolg seines Rosenkavaliers gehörte Strauss zu den erfolgreichsten Komponisten seiner Zeit. Ihm zu Ehren fanden seit 1908 (Wiesbaden) Strauss-Musikfeste, Strauss-Tage oder auch Strauss-Wochen statt. Erste Strauss-Biografien erschienen (darunter die wichtige von Max Steinitzer 1911). Die künstlerischen Erfolge führten selbstverständlich auch zu materiellem Wohlstand, sodass er für sich und seine Familie den Münchner Stararchitekten Emanuel von Seidl mit dem Bau einer Villa in Garmisch beauftragen konnte, die ab 1908 vor allem sein sommerliches Refugium wurde, während die Winterhalbjahre den offiziellen Verpflichtungen in Berlin und in Wien vorbehalten waren. Sein Vermögen von 37.000 £ hatte Strauss in jenen Jahren auf Anraten von Fachleuten in London beim Bankier Edgar Speyer, Widmungsträger der Oper Salome, angelegt und ihn mit der Verwaltung beauftragt. Mit Ausbruch des Ersten Weltkrieges wurde es am 1. August 1914 von den Engländern beschlagnahmt und 1918 im Zuge der Reparationsansprüche als »Feindvermögen« einbehalten. Seine Hoffnung, sich ab dem 50. Lebensjahr „fast nur mehr der Composition widmen zu können“, hatte sich nicht erfüllt, ein Leben „mühsamen Geldverdienens begann von vorne“.
Nicht zuletzt wegen des Verlustes seines Vermögens hatte Strauss bereits Ende Juli 1918 Verhandlungen mit dem Wiener Generalintendanten der Hoftheater Leopold von Andrian zu Werburg aufgenommen. Am 11. Oktober unterzeichnete er den Vertrag als künstlerischer Oberleiter der Hofoper ab der Spielzeit 1918/19 für fünf Jahre, allerdings mit der Präsenzpflicht von lediglich fünf Monaten im Jahr, von Mitte Dezember bis Mitte Mai, da er weiterhin auch an der Berliner Oper tätig sein wollte, die er ab dem 11. November zusammen mit dem Regisseur Georg Dröscher interimistisch leitete. Ferner machte er für die Wiener Zusage die Entlastung von täglichen Direktionsgeschäften durch Franz Schalk zur Bedingung. Die Entscheidung für Wien fiel im April 1919, am 1. Mai unterzeichnete Strauss den Fünfjahresvertrag als künstlerischer Oberleiter in Gleichstellung mit Schalk. Mit der Wahl seines Freundes Max von Schillings im Juli 1919 zum Leiter der Berliner Staatsoper endete Strauss' Arbeit an dem Haus endgültig.

### Operndirektor in Wien (1919–1924)

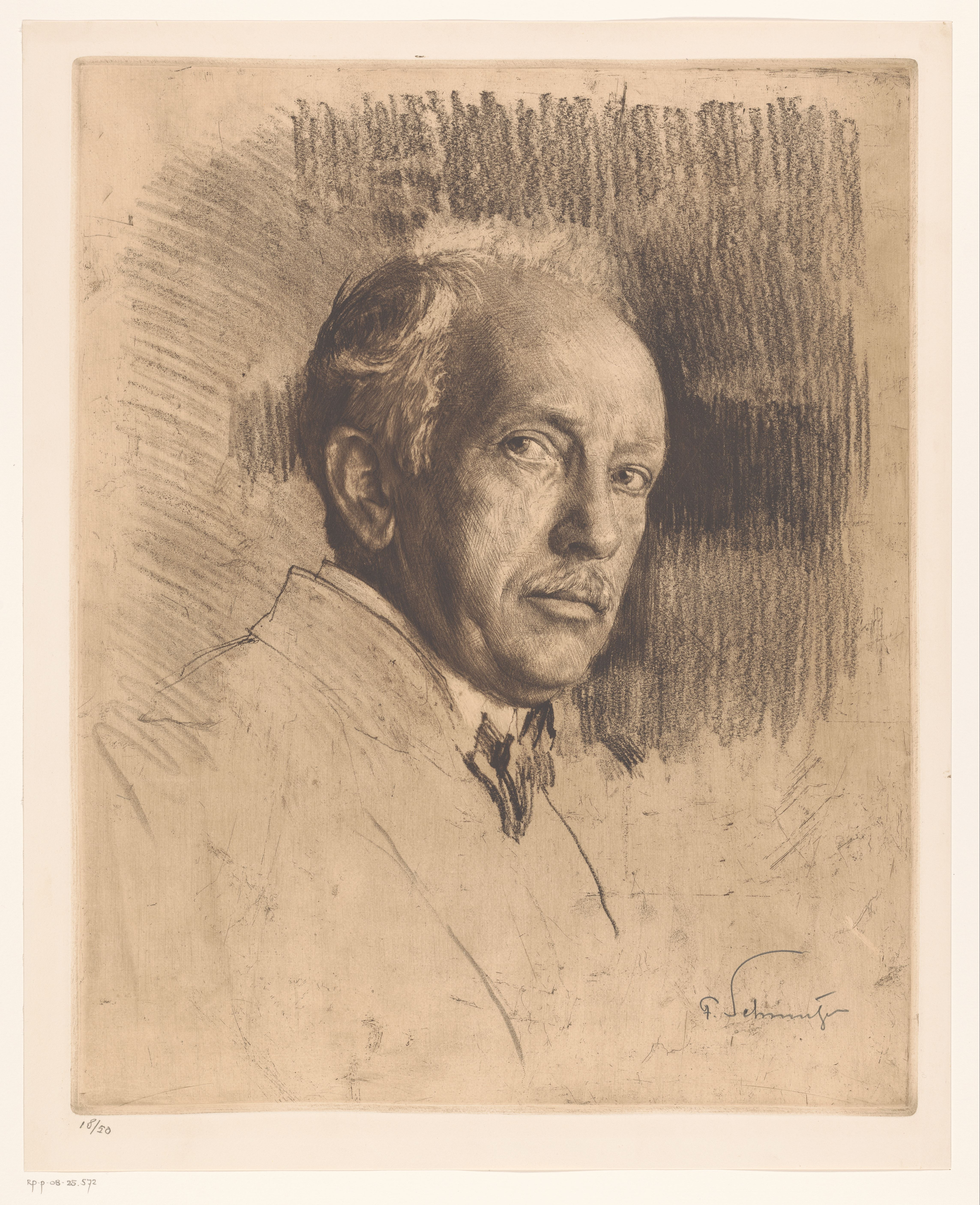
Richard Strauss, Zeichnung von Ferdinand Schmutzer, 1922

Am 1. Dezember 1919 trat Strauss offiziell sein neues Amt an der Wiener Hofoper an, wo bereits am 10. Oktober die Uraufführung seiner Oper Die Frau ohne Schatten als erstes künstlerisches Ereignis vorausgegangen war. Kontakte zu Wien bestanden schon seit 1910 durch die Zusammenarbeit mit Hofmannsthal. 1913 schrieb Strauss das Festliche Präludium (TrV 229) zur Eröffnung des Wiener Konzerthauses, 1916 folgte die Uraufführung der zweiten Fassung von Ariadne auf Naxos, im April 1918 fand die erste Strauss-Woche statt (u. a. Elektra, Rosenkavalier, Ariadne), am 14. Oktober des Jahres folgte dann die Erstaufführung der Salome an der Wiener Hofoper.
Die Arbeit der neuen Doppelspitze Strauss-Schalk verlief zunächst freundschaftlich und künstlerisch einvernehmlich, 1921 kam es jedoch vor allem wegen mangelnder Kompetenzabgrenzungen und unterschiedlicher Ansichten über die Spielplangestaltung (der Präferenz zwischen zeitgenössischer und klassischer Werke) zu ersten Spannungen. Während Strauss zunehmend auf seiner Entscheidungsbefugnis in künstlerischen Dingen bestand, drängte Schalk angesichts der zwar vertraglich zugesicherten, aber eben langen Abwesenheiten von Strauss, auf größere Eigenständigkeit, die ihm das rasche Entscheidungen fordernde Tagesgeschäft erleichtert hätten. Als Schalk im Oktober 1924 gegen Strauss' Widerstand einen neuen Vertrag mit mehr Kompetenzen erhalten sollte, trat Strauss am 31. Oktober von seinem neuen, erst am 1. Mai für fünf Jahre abgeschlossenen Vertrag zurück. Dennoch gehörten diese fünf wirtschaftlich schwierigen Nachkriegsjahre in der Geschichte der Wiener Oper zu ihren bedeutendsten Abschnitten mit höchst qualitätvollen Aufführungen, einem anspruchsvollen Repertoire, dem Engagement hervorragender Sängerinnen und Sänger sowie des jungen Dirigenten Clemens Krauss und dem glanzvollen Aufschwung des Opernballetts durch das Engagement von Heinrich Kröller als neuem Ballettdirektor.

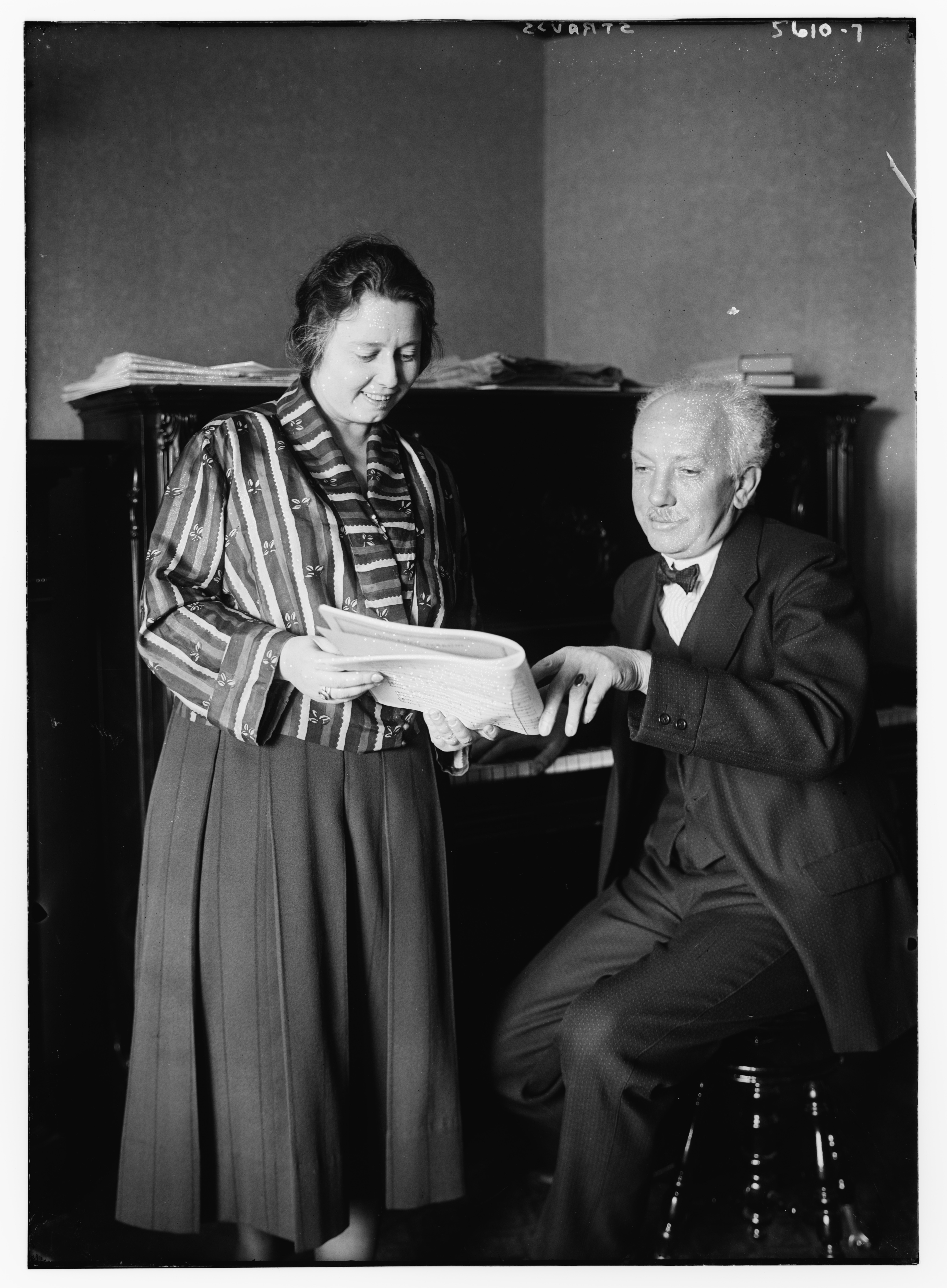
Richard Strauss und die Sopranistin Elisabeth Schumann

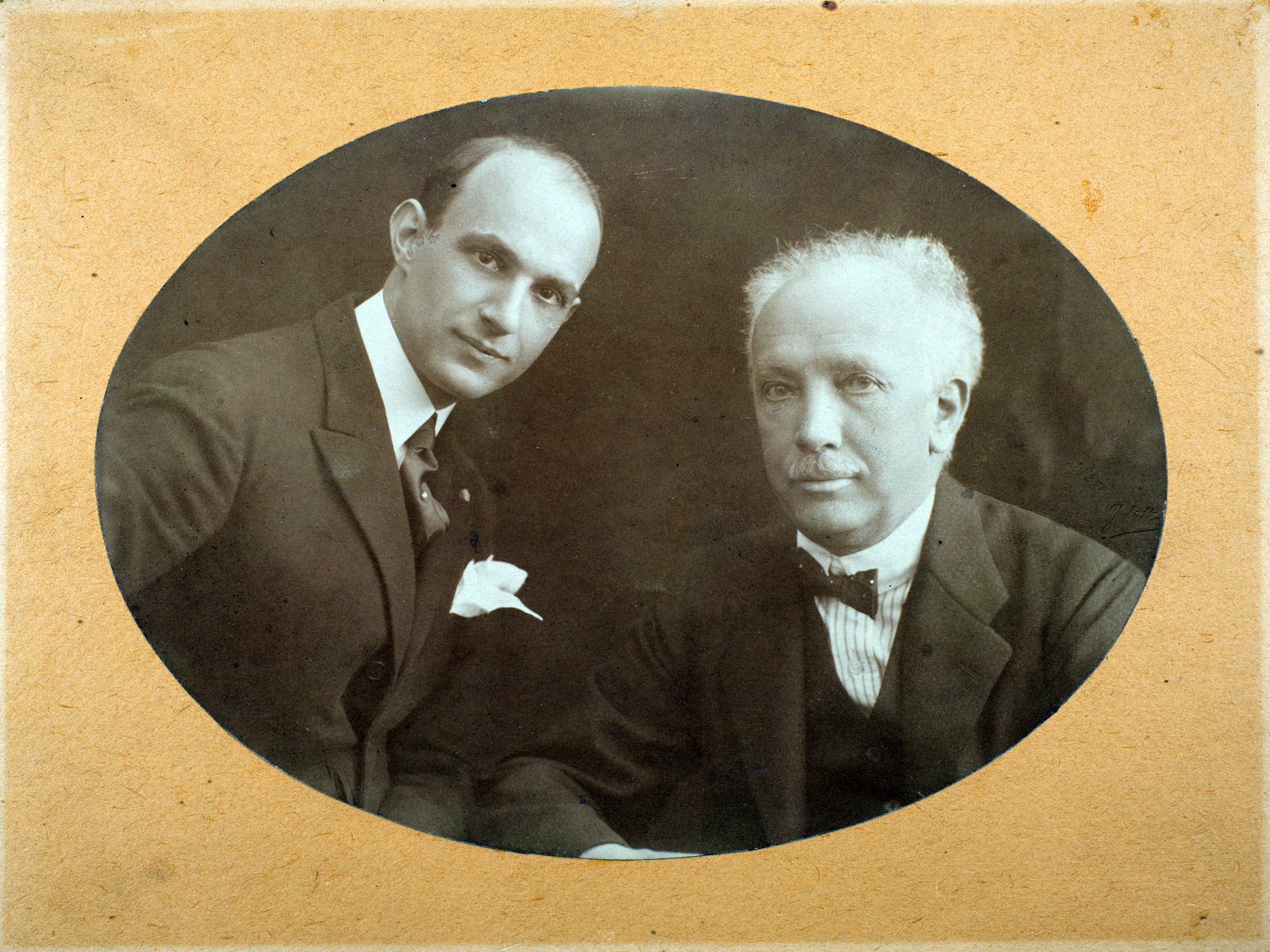
Richard Strauss und dem Kapellmeister George Georgescu, Bukarest 1921

Anfang August 1917 wurde in Wien auf Initiative von Regisseur Max Reinhardt und Hugo von Hofmannsthal die Salzburgerfestspielgemeinde gegründet, zu deren Gründungsmitgliedern neben Strauss, auch Schalk und der Bühnenbildner Alfred Roller gehörten. Gegen alle Widerstände und ungeachtet der schlechten wirtschaftlichen Situation in Österreich nach dem verlorenen Krieg gelang es Strauss und seinen Mitstreitern, 1920 die ersten Salzburger Festspiele zu realisieren. Im ersten Jahr wurde nur Hofmannsthals Schauspiel Jedermann aufgeführt, 1921 kamen Konzerte hinzu, und bereits am 14. August 1922 dirigierte Strauss mit Mozarts Don Giovanni die erste Opernaufführung im Stadttheater bei den Festspielen. Als am 11. August 1922 auf Initiative der Zweiten Wiener Schule und auf Anregung von Rudolf Réti und Egon Wellesz während der Salzburger Festspiele die Internationale Gesellschaft für Neue Musik (IGNM) gegründet wurde, übernahm Strauss die Ehrenpräsidentschaft des Gründungskomitees. Engagement für die musikalische Avantgarde hatte er nicht nur bereits 1921 mit der Mitgliedschaft im Ehrenausschuss der neuen Donaueschinger Kammermusik-Aufführungen zur Förderung zeitgenössischer Tonkunst gezeigt, sondern er hatte auch 1922 Paul Hindemith als Kompositionslehrer für die von Joseph Marx betriebene Gründung der ersten Hochschule für Musik in Wien empfohlen sowie ferner als Juror mit dafür gesorgt, dass die Schönberg-Schüler Alban Berg und Anton Webern 1924 sowie Hanns Eisler 1925 den Kunstpreis der Stadt Wien erhielten.

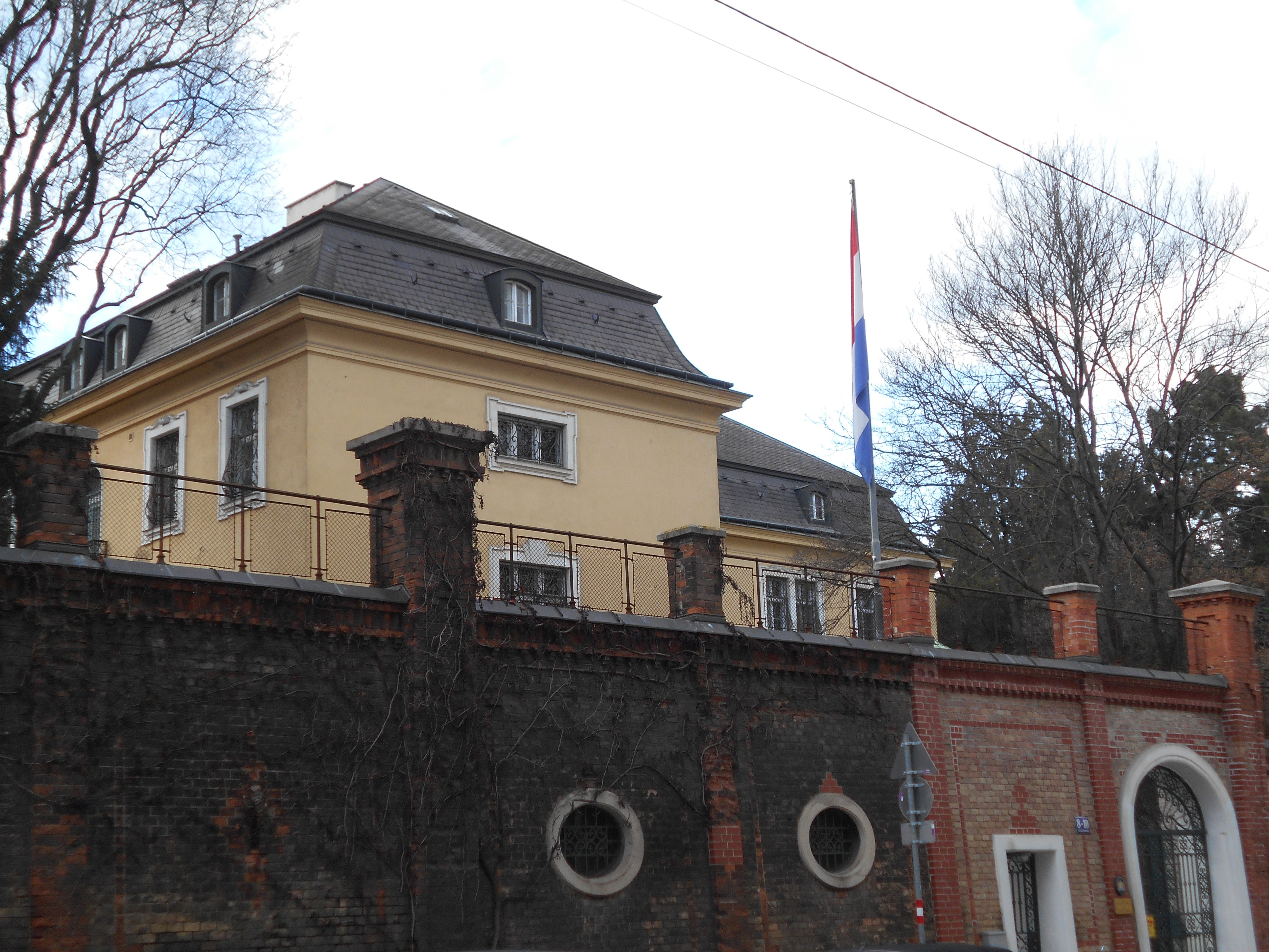
Das Richard-Strauss-Schlössl in der Jacquingasse in Wien, 2021; heute: Sitz der niederländischen Botschaft

In den Wiener Jahren setzte Strauss seine Gastspieltätigkeit uneingeschränkt fort, darunter längere, stürmisch gefeierte Konzertreisen 1920 nach Rio de Janeiro und Buenos Aires (August bis November), 1921/22 zusammen mit seinem Sohn Franz und der Sopranistin Elisabeth Schumann nach Nordamerika (Ende Oktober bis Januar) und 1923 mit den Wiener Philharmonikern und Franz Schalk erneut nach Südamerika (Juni bis September). Diese auch in finanzieller Hinsicht lukrativen in inflationsresistenten Dollars bezahlten Konzertreisen ließen ihn nicht zuletzt den Verlust seines Vermögens im Ersten Weltkrieg leichter verschmerzen. Außerdem sammelte er Spenden für das Mozarteum in Salzburg in Höhe von 4.000 Dollar und stattliche 9.000 Dollar für die Wiener Staatsoper.
Dass sich Strauss in Wien wohl fühlte, zeigt auch sein Entschluss zum Bau einer Stadtvilla. Mit der Schenkung der autographen Partituren vom Rosenkavalier, der Ägyptischen Helena und Schlagobers an Wiener Bibliotheken sowie 100 unbezahlten Dirigierabenden in der Oper (je 20 pro Jahr von 1926 bis 1931), Einkünften seiner Tourneen und einem Darlehen aus der Familie seiner Schwiegertochter ging das anfangs auf 90 Jahre gepachtete Baugrundstück in der Jacquingasse 10 am Belvedere in Strauss' Besitz über. Die Familie, die zuvor fünf Jahre in der Mozartgasse 4 in der Wiener Innenstadt gewohnt hatte, bezog die neue vom jungen Architekten Michael Rosenauer erbaute Stadtvilla am 11. Dezember 1925. Strauss teilte fortan seinen Wohnsitz zwischen Garmisch und Wien und blieb der Donaumetropole auch weiterhin als Gastdirigent verbunden.

### Freischaffender Komponist und Dirigent (1924–1949)

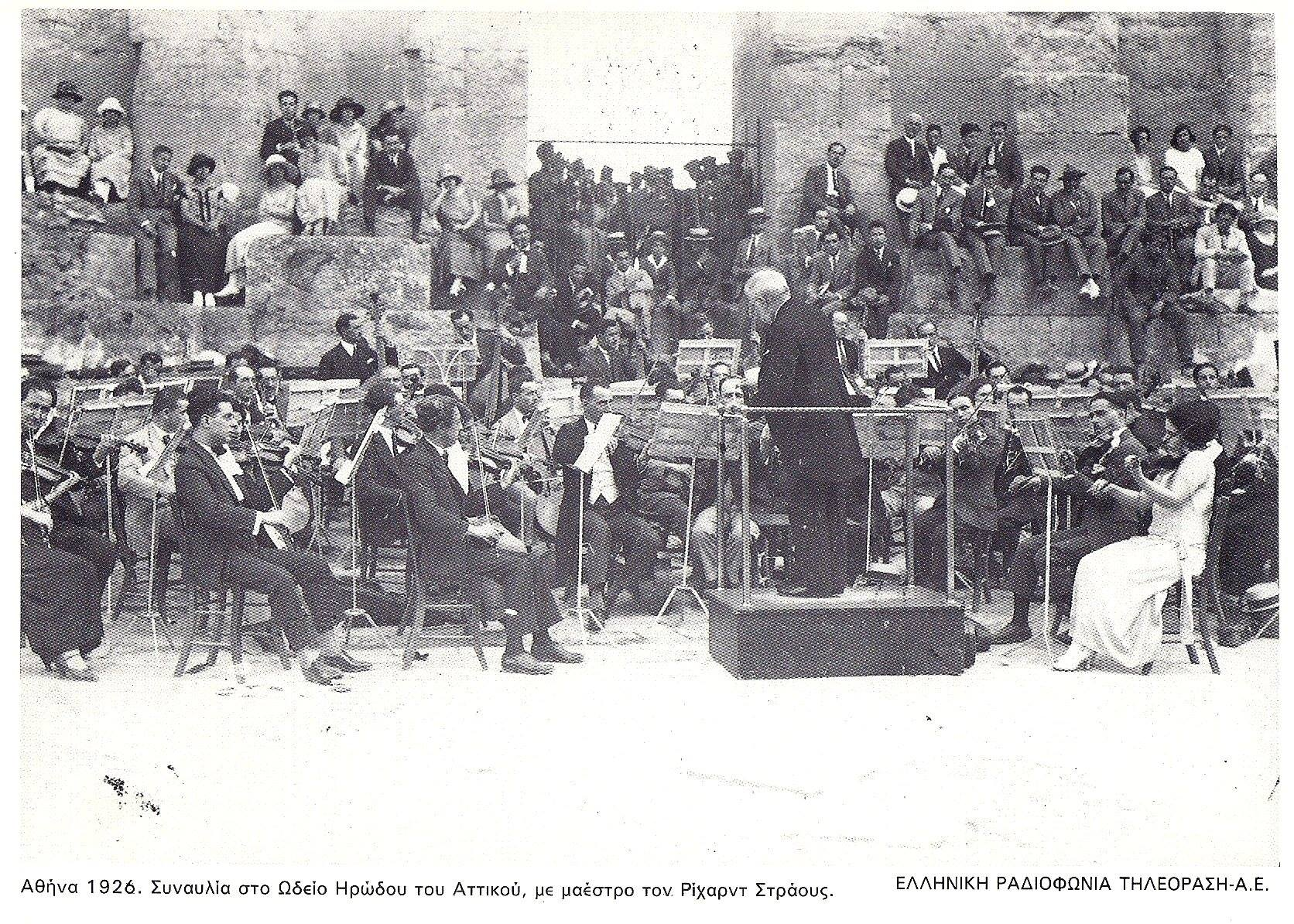
Richard Strauss in Athen, 1926

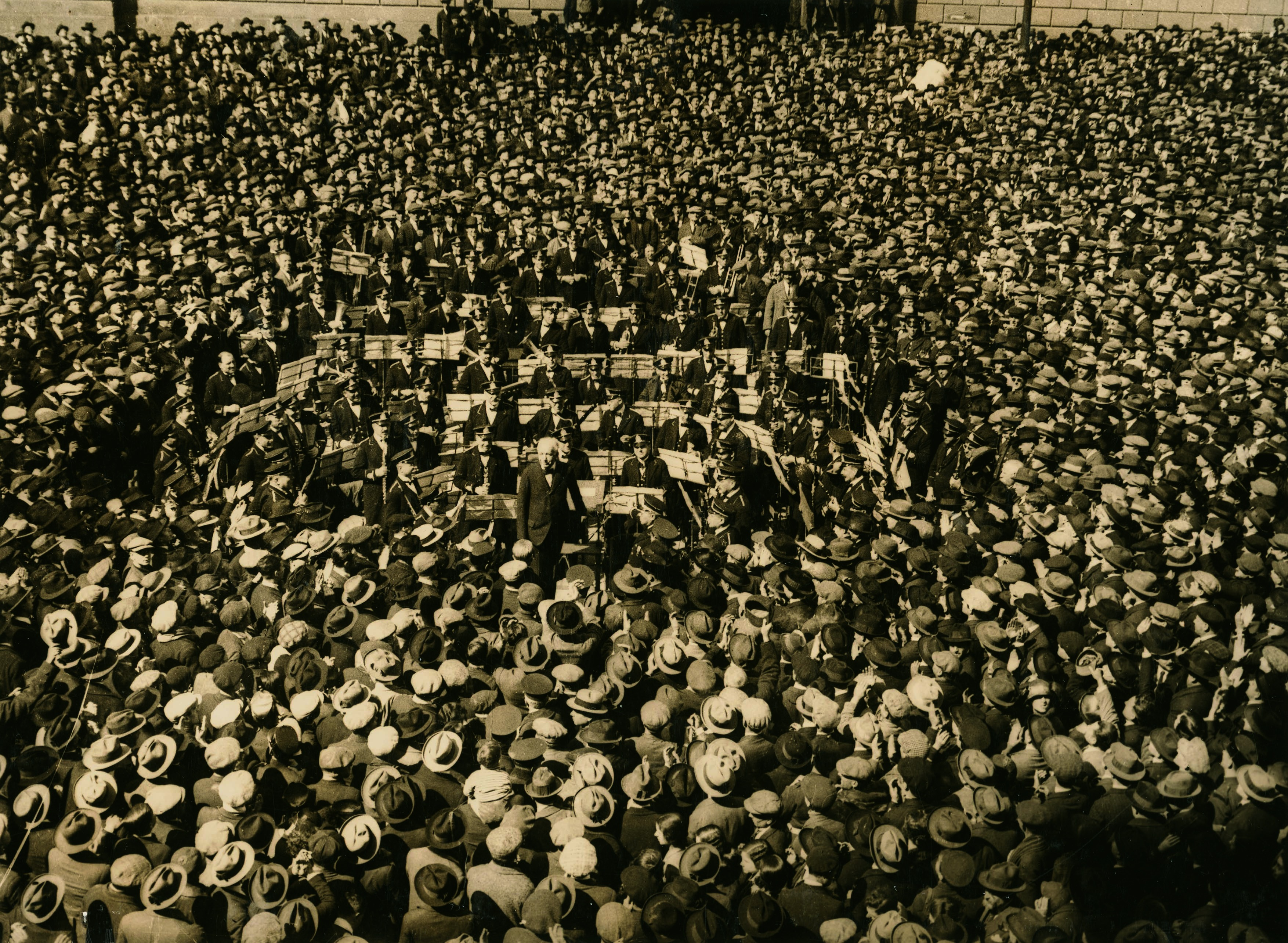
Richard Strauss dirigiert die Banda Municipal de Barcelona, Barcelona, Plaça de Sant Jaume, 1925 (Fotograf: Josep Dominguez)

Als freischaffender Künstler war der erfolgreiche Reisedirigent Strauss bis zum Ausbruch des Zweiten Weltkrieges im September 1939 unermüdlich im In- und europäischen Ausland unterwegs, so reiste er beispielsweise im Februar/März 1925 nach Spanien oder im Mai 1926 nach Griechenland, wo im Athener Stadion in vier Konzerten insgesamt etwa 100.000 Menschen anwesend waren. Wegen der großen Beliebtheit seiner Werke plante die griechische Regierung den Bau eines Strauss-Festspielhauses am Südhang der Akropolis in Athen, dessen Realisierung jedoch an den politischen Unruhen in Griechenland scheiterte. Auch die Kontakte zu seiner Heimatstadt München wurden wieder enger: geradezu bejubelt von Publikum und Presse wurde seine Festspielaufführung von Mozarts Così fan tutte im Cuvilliés-Theater, auch musizierte er des Öfteren mit den Münchner Philharmonikern, zu den Höhepunkten der Strauss'schen Dirigiertätigkeit gehörten jedoch die Konzerte im Odeon. Zu der ausgedehnten Konzerttätigkeit kamen ab 1926 vermehrt auch Grammophon-, Tonband- und Rundfunkaufnahmen dazu. Mit Ausnahme der von ihm verehrten Komponisten Mozart, Beethoven oder Wagner führte Strauss als freischaffender Komponist nun in erster Linie eigene Werke auf.

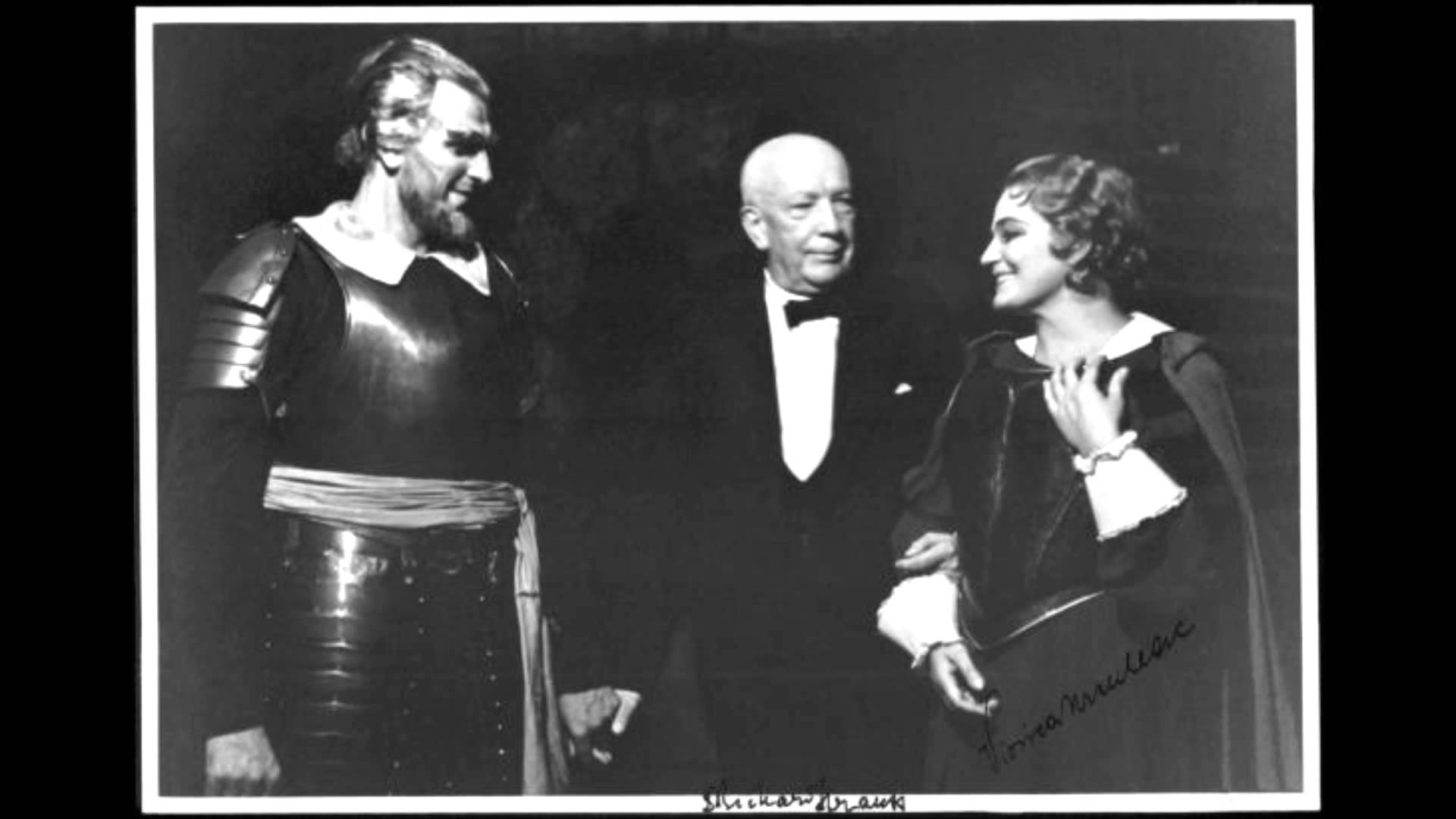
Richard Strauss, Hans Hotter und Viorica Ursuleac, Wien 1939, anlässlich der Opernaufführung Friedenstag

Neben der Dirigiertätigkeit standen auch in diesem Lebensabschnitt Opern im Mittelpunkt seiner kompositorischen Arbeit. In den Jahren bis 1941 entstanden Die ägyptische Helena I/II (Garmisch 1926/27, 1933), Arabella (Garmisch 1932), Die schweigsame Frau (Garmisch 1934/35), Friedenstag (Garmisch 1936), Daphne (Taormina 1937), Die Liebe der Danae (Garmisch 1939/40) und als letzte Oper Capriccio (Garmisch 1941). Mit Capriccio, die Strauss selbst als seine Testament-Oper bezeichnete, betrachtete er sein Lebenswerk als beendet. Entsprechend lautet sein Brief an Willi Schuh vom 8. Oktober 1943 aus Garmisch: „Mit Capriccio ist mein Lebenswerk beendet und die Noten, die ich als Handgelenksübung [...] jetzt noch für den Nachlaß zusammenschmiere, haben keinerlei musikgeschichtliche Bedeutung [...]. Es ist nur, die Langeweile müßiger Stunden zu vertreiben, da man nicht den ganzen Tag Wieland lesen und Skat spielen kann.“ Nach der bürgerlichen Komödie Intermezzo (TrV 246), zu der Strauss das Libretto selbst verfasst hatte, setzte er die erfolgreiche Zusammenarbeit mit Hugo von Hofmannsthal 1924 zunächst mit einer Bearbeitung von Beethovens Festspiel Die Ruinen von Athen (TrV 249) fort, auf die mit der Ägyptischen Helena 1926/27 erneut eine Oper folgte. Durch den plötzlichen Tod Hofmannsthals, am 15. Juli 1929, sah sich Strauss gezwungen, die Arbeit an dem letzten gemeinsamen Opernprojekt Arabella ohne die Hilfe des Dichters fortzusetzen, eine mühevolle Arbeit, die bis 1932 andauerte. Ende 1931 fand Strauss endlich in Stefan Zweig einen ebenbürtigen Nachfolger für Hofmannsthal, Die schweigsame Frau sollte allerdings infolge der Machtübernahme der Nationalsozialisten die einzige gemeinsame Arbeit bleiben.

#### Die Jahre unter nationalsozialistischer Herrschaft (1933–1945)
Kontrovers diskutiert wird bis heute Richard Strauss’ Rolle in der Zeit des Nationalsozialismus. Erst in den letzten zwanzig Jahren ist eine Bewegung zu verzeichnen, die weg von einer Polarisierung mit Anklage und Verteidigung und hin zu einer umfassenderen Sicht des Problems im Kontext der deutschen Kultur jener Jahre führt. Strauss' schwieriges und kompliziertes Verhältnis zum nationalsozialistischen Regime ist ohne die Vergegenwärtigung des instabilen, schwierigen Lebens jener Zeit im Allgemeinen und seiner familiären Situation im Besonderen sowie bestimmter Entscheidungen im künstlerischen Kontext nicht zu verstehen. Ein anklagender Forschungsansatz ohne ein tieferes Verständnis für die deutsche Kulturpolitik während des Dritten Reiches hat sich als wenig hilfreich erwiesen.
Mit der Machtergreifung Hitlers Anfang 1933 sollte auch das kulturelle Leben im nationalsozialistischen Sinne neu organisiert werden. Wie gewöhnlich zeigte Strauss auch unter diesen neuen Machthabern kulturpolitisches Engagement. Im April 1933 gehörte er zu den 45 Unterzeichnern des von Hans Knappertsbusch initiierten und gemeinsam mit Hans Pfitzner, Siegmund von Hausegger, Wilhelm Leupold und Adolf Schiedt ausgearbeiteten Pamphlets Protest der Richard-Wagner-Stadt München gegen Thomas Manns Vortrag und Essay Leiden und Größe Richard Wagners. Aufgrund der Mann'schen Darlegungen glaubte Knappertsbusch, „das Andenken an den großen deutschen Meister Richard Wagner vor Verunglimpfung“ schützen zu müssen. Nach der bisher bekannten Quellenlage ist weder zu ermitteln, wie es zur Unterzeichnung kam, noch ob Strauss vor der Unterzeichnung vom Inhalt des Pamphlets Kenntnis besaß. Er hatte offenbar weder Manns Vortrag in der Aula der Münchner Universität gehört noch die Auszüge in der Vossischen Zeitung, geschweige denn Manns ausführlichen Essay gelesen, der im April-Heft der Neuen Rundschau veröffentlicht worden war. Strauss selbst hat die Unterschrift später öfter bedauert und sprach von der „dummen Geschichte“. Nach dem Tod Hindenburgs gehörte Strauss im August 1934 zwar zu den Unterzeichnern des von Joseph Goebbels verfassten Aufrufs der Kulturschaffenden zur Bestätigung der Zusammenlegung des Reichspräsidenten- und Reichskanzleramts, machte aber im Rundfunk als Deutschlands führender Musikfunktionär im Gegensatz zu anderen Prominenten offenbar keine Werbung für die Volksabstimmung. Zur Durchsetzung seiner kulturpolitischen Ziele sympathisierte Strauss in jener Zeit durchaus mit einer alleinigen Entscheidungsgewalt nach dem Führerprinzip.

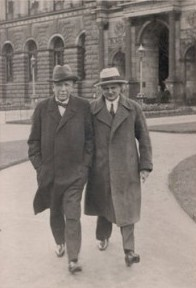
Richard Strauss und Fritz Busch, Dresden 1928

Im Jahr 1933 war Strauss in drei Vorfälle verwickelt, die ihn nicht nur der Kritik seiner Zeitgenossen aussetzte, sondern auch bis heute unterschiedlich beurteilt werden. Am 7. März 1933 wurde der Dresdner Generalmusikdirektor Fritz Busch von den Nazis unrechtmäßig entlassen. Strauss war davon direkt betroffen, da die Uraufführung seiner Oper Arabella am 1. Juli 1933 in Dresden dadurch gefährdet war, zumal auch der Intendant, Alfred Reucker, entlassen wurde. Strauss hatte die Oper den beiden gewidmet. Umgehend bemühte er sich persönlich zusammen mit Busch und Heinz Tietjen in Berlin um eine Lösung des Problems, sein spontaner Vorschlag war, die Uraufführung auf unbestimmte Zeit zu verschieben. Der neue von den Nazis eingesetzte Intendant Paul Adolph bestand jedoch auf der Einhaltung der Verträge, sodass der Komponist schließlich nachgeben musste. In ihrem Zorn über Strauss machten Fritz Busch und seine Frau Grete ihn in ihren verschiedenen Wohnsitzen im Exil schlecht, erst Jahre später räumte Fritz Busch in seinen Memoiren ein, dass Strauss seinerzeit nicht anders handeln konnte: „Strauss erklärte es für selbstverständlich, daß er die Uraufführung dieses uns gemeinsam gewidmeten Werkes nur in Reuckers szenischer Einstudierung und nur unter meiner Leitung erlauben würde. Meine Bemerkung, er solle auf mich keine Rücksicht nehmen, lehnte er mit Entschiedenheit ab. Weigerte ich mich durchaus, in Dresden zu dirigieren, dann eben anderswo. Eine andere Lösung gäbe es für ihn nicht. Als Strauss dies sagte, war er zweifellos vollkommen aufrichtig. Viele Jahre später beteuerten mir gemeinsame Freunde, daß er auch wirklich versucht habe, sein Wort zu halten, indem er in aller Form das Werk zurückzog. Doch habe er schließlich den vertraglichen Ansprüchen weichen müssen.“ Von Bedeutung ist ebenfalls die sog. Walter-Affäre. Am 20. März 1933 konnte Bruno Walter sein geplantes viertes Konzert mit den Berliner Philharmonikern nicht geben, da das Propagandaministerium die jüdische Inhaberin der Agentur, Louise Wolff, unter Druck gesetzt hatte, dass Walter als jüdischer Künstler von dem Konzert Abstand nehmen solle, da man ansonsten ein störungsfreies Konzert nicht garantieren könne. Am 17. März meldete die Vossische Zeitung, dass Bruno Walter auf Einspruch vom Minister Goebbels das Konzert nicht dirigieren werde, der Konzertagentur aber anheimgestellt sei, einen anderen Dirigenten zu engagieren. Louise Wolff und ihre Tochter Edith baten daraufhin den am 16. März in Berlin eingetroffenen Strauss sehr eindringlich, für Walter einzuspringen. Strauss weigerte sich zunächst hartnäckig, lenkte jedoch schließlich ein, da die Agentur die Einnahmen dringend brauchte und die hoch verschuldete Berliner Philharmonie 3.500 Reichsmark verloren hätte. Auch wurde ihm mitgeteilt, dass Walter selbst vor seiner Abreise nach Wien ihn der Agentur empfohlen habe. Nach der Meldung in der Vossischen Zeitung vom 18. März 1933 dirigierte Strauss zwei Konzerte, am 19. und 20. März, mit dem ursprünglich festgelegten Programm. Er hatte zur Bedingung gemacht, dass beide Honorare von 1.500 Reichsmark vollständig dem Philharmonischen Orchester zugutekommen sollten, dem er sich seit fast fünfzig Jahren verbunden fühlte. Außerdem hatte er durchgesetzt, dass auf dem Konzertplakat deutlich zu lesen war: „Anstelle von Bruno Walter Dr. Richard Strauss“. Aufgrund dieses Ereignisses wurde Strauss von verschiedenen Kritikern Eigennützigkeit, Opportunismus und Antisemitismus vorgeworfen, so bezeichnete ihn der mit Bruno Walter befreundete Thomas Mann gleich danach ohne genaue Kenntnis der Situation im Tagebuch als einen „Lakaien“ Hitlers, und dessen Kinder, Erika und Klaus Mann, beschuldigten Strauss, nachdem sie sich in der amerikanischen Emigrantenszene umgehört hatten, völlig zu Unrecht, dass er Walter bereits vor Berlin im Leipziger Gewandhaus ersetzt habe. Die Nationalsozialisten gewichteten indes die kritischen Stimmen ohne Strauss' Wissen für ihre Zwecke, indem sie betonten, dass sich Strauss „nicht durch Drohbriefe aus dem jüdisch verhetzten Amerika hat abschrecken lassen.“ Aufgrund der Walter-Affäre sagte Arturo Toscanini seine bereits zugesagte Teilnahme an den Bayreuther Festspielen im Juli 1933 ab. Winifred Wagner und Heinz Tietjen konnten daraufhin Strauss zur Übernahme des Dirigats der Oper Parsifal bewegen, der wiederum auf sein Honorar verzichtete. Auch in diesem Fall wurde sein Verhalten als Zustimmung zum Hitlerstaat ausgelegt. Im Antwortschreiben vom 23. September 1933 auf den Dankesbrief von Winifred Wagner teilte Strauss seinen Beweggrund mit: „meine bescheidene Hilfe für Bayreuth war nur ein ehrfurchtsvolles Tilgen der großen Dankesschuld, die ich dem großen Meister gegenüber im Herzen trage, für Alles, was er der Welt u. mir im besonderen geschenkt hat und daß ich an meinem Lebensabend an geweihter Stelle noch einmal das erhabene Werk dirigieren durfte, dafür habe ich eigentlich Ihnen zu danken: es war mir eine hohe Ehre und Genugtuung.“

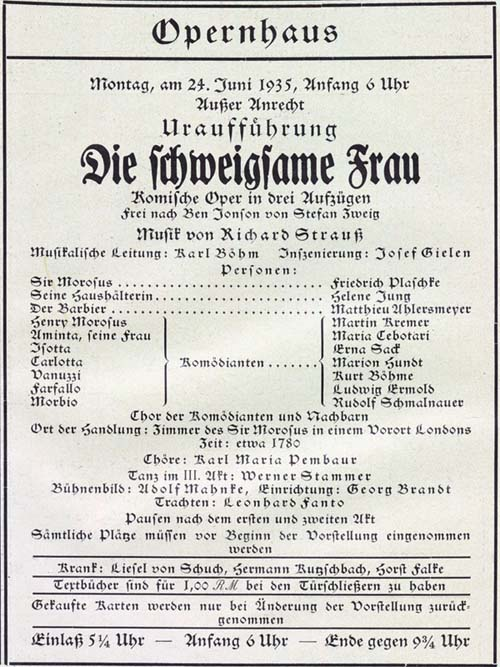
Richard Strauss: Die schweigsame Frau, Plakat der Uraufführung, 1935

Im Laufe des Jahres 1933 hatte Strauss einige Male Gelegenheit, mit Adolf Hitler und vor allem mit Joseph Goebbels persönlich u. a. über den Parsifal-Schutz für Bayreuth, Theater-Subventionen aus Film- und Radioeinnahmen, Ehrentantiemen für notleidende Töchter Bülows und vor allem über die schwierigen Fragen der für ihn so wichtigen Reform des musikalischen Urheberrechts und zur GEMA zu sprechen. Insbesondere Strauss' Ansichten zum Urhebergesetz entsprachen nicht den Vorstellungen Goebbels: „er hat ziemlich intransigente Ansichten über Urhebergesetz. Aber ich werde schon mit ihm einig. Er muß uns erhalten bleiben. Große Männer sind immer schwer zu behandeln. Da muß man etwas Geduld haben.“ Am 10. November 1933 wurde Strauss per Telegramm im Auftrag Goebbels das Amt des Präsidenten der Reichsmusikkammer angeboten, nachdem der von Hitler favorisierte Max von Schillings wegen umfangreicher Aufgaben als Präsident der Preußischen Akademie der Künste und Intendant der Städtischen Oper Berlin abgelehnt hatte. Der parteipolitisch vollkommen uninteressierte fast 70-jährige Komponist telegrafierte noch an demselben Tag seine Zustimmung, da er der Meinung war, dass „gewisse Culturprogramme der Herrn Hitler u. Goebbels die Möglichkeit ahnen ließ, mit einem diktatorischen Regime von guten Absichten auf dem Gebiete der Oper u. des gesammten deutschen Musiklebens endlich Reformen durchzuführen, für die Rich. Wagner in 10 Bänden seiner Schriften vergebens gedacht u. gerungen hat u. an deren Verwirklichung ich seit 40 Jahren unter Kaiser u. Sozi gleichfalls ohne bei den »zuständigen Behörden« Gehör zu finden gearbeitet habe.“ Am 15. November erhielt Strauss im Rahmen der feierlichen Gründung der Reichsmusikkammer in der Berliner Philharmonie die Ernennungsurkunde, sein Stellvertreter war der Dirigent Wilhelm Furtwängler. An diesem Tag gründete Strauss auch den Berufsstand der deutschen Komponisten, dessen Leitung er ebenfalls übernahm, nachdem zuvor die Statuten wegen seiner fehlenden Parteizugehörigkeit geändert worden waren. Mit dieser Doppelfunktion hatte Strauss außerdem die oberste Kontrollfunktion über die Stagma erhalten. Anfang Dezember 1933 verfügte Hitler, dass Strauss' Festliches Präludium allein bei festlichen Regierungsanlässen gespielt werden sollte. Zur Erinnerung an den 15. November und zum Dank ließ er zu Weihnachten Goebbels das jenem gewidmete neu komponierte Lied Das Bächlein (TrV 264) und Hitler die Weltgeschichte des Theaters von Joseph Gregor mit einer eigenhändigen Widmung zukommen. Im Februar 1934 billigte Goebbels Strauss' Pläne für eine Verbesserung der „bisher vollständig vernachlässigten“ Musikerziehung in den Schulen und im privaten Bereich, die jedoch letztlich nicht realisiert wurden. Mit Unterstützung des NS-Regimes initiierte Strauss im Frühjahr die Gründung des Conseil permanent pour la cooperation internationale des compositeurs, zu dessen Präsident er am 6. Juni 1934 von namhaften internationalen Komponisten ernannt wurde. Die Aufgabe des ständigen Rates bestand u. a. in der gemeinsamen Arbeit für die Förderung des Musikaustausches in Europa und der Stärkung des Schutzes von Kompositionen (»Droit Moral«). Strauss, der das Amt des mächtigsten Musikfunktionärs Deutschlands als „Nebenarbeit“ von Garmisch aus zu leiten gedachte, musste jedoch schon bald erkennen, dass er seine Ziele trotz seines internationalen Renommees im NS-Regime nicht wie erwartet durchsetzen konnte und auch sein Rang nicht ausreichte, um in einem parteipolitisch freien Raum Gutes für die Komponisten der sog. E-Musik und für die Erneuerung des kulturellen Lebens in Deutschland zu tun. Goebbels und Hitler wiederum mussten zur Kenntnis nehmen, dass sich der eigenmächtig handelnde Komponist weder für rassepolitische Pläne noch für eine totale ideologische Vereinnahmung von Kultur und Musik einspannen ließ. Da sich außerdem die Klagen über Strauss' Führungsstil und sein fehlendes Interesse an administrativen Belangen der Reichsmusikkammer häuften, die allerdings durch die Zusammensetzung der zwei gegeneinander arbeitenden Mitarbeitergruppen in der Reichsmusikkammer nicht einfach zu handhaben waren, beschloss Goebbels bereits im Oktober 1934 seine Absetzung: „Furtwängler hat wieder einen Berg von Sorgen. In der Musikkammer stimmt vieles nicht. Strauß bekümmert sich zu wenig darum. Muß ersetzt werden. Soll komponieren, damit dient er der Kunst mehr. Furtwängler schlägt an seiner Stelle Peter Raabe vor.“ Aber auch Strauss trug sich zu dem Zeitpunkt mit ernsthaften Rücktrittsgedanken, hauptsächlich wegen der Schwierigkeiten bei der Durchsetzung des Urheberrechtes nach seinen Plänen und der Absicherung des Berufsstandes der Komponisten der ernsten Musik. Die positive Stimmung hatte sich schon Anfang des Jahres eingetrübt, als er (ebenso wie Wilhelm Furtwängler) am 17. Februar 1934 in der Berliner Philharmonie während der öffentlichen Arbeitstagung der Reichsmusikerschaft den vorgeschriebenen Hitler-Gruß beim Absingen des Horst-Wessel-Liedes unterließ und einige Nationalsozialisten daraufhin nach dem Konzentrationslager für die Übeltäter riefen. Im April des Jahres entwickelte sich die Stimmung noch negativer, als seine Opernreformpläne zur Sicherstellung einer qualitativ hochwertigen Oper in Deutschland durchsickerten. Auch gab es im Vorfeld zu den groß angelegten Feierlichkeiten zum 70. Geburtstag von Strauss in Berlin und Dresden seitens des Kampfbundes für Deutsche Kultur Widerstände, sodass Goebbels noch in einem Schreiben vom 25. August des Jahres die Aktivitäten verteidigte: „[...] Richard Strauss für sein künstlerisches Schaffen vom Reichspräsidenten mit dem Adlerschild ausgezeichnet wurde und daß die Reichskulturkammer Richard Strauss nicht als völkischen Kulturpionier, wohl aber als einen der repräsentativsten deutschen Musiker gefeiert hat, dessen internationale Bedeutung auch nicht vom Kampfbund für Deutsche Kultur abgestritten werden kann“. Am 25. Mai untersagte Hitler Strauss die Mitwirkung bei den Salzburger Festspielen aus angeblich politischen Gründen, eine Maßnahme, die Strauss zutiefst deprimierte. Auch eine Unterredung mit Goebbels am 23. Juli wegen Salzburg und der Gefährdung der geplanten Uraufführung seiner Oper Die schweigsame Frau verlief erfolglos: „Unterredung mit Strauß. Er muß seine neue Oper mit dem jüdischen Libretto zurückziehen. Und darf nicht nach Salzburg. Schwerer Schlag für ihn. Aber er trägt ihn mit Würde.“ Strauss schenkte den Festspielen die Aufführungstantiemen für seine Opern Rosenkavalier, Ägyptische Helena und Elektra, danach durfte er zumindest zur Aufführung der Elektra unter Clemens Krauss kurz erscheinen, und Hitler erteilte Ende August die Erlaubnis zur Uraufführung der neuen Oper. Das Dirigierverbot bei den Salzburger Festspielen wurde in der Meldung der Reichspost vom 30. Juli 1934 verschwiegen und als Strauss' persönliche Absage dargestellt, ferner wurde proklamiert, die Opern des angeblich so undankbaren Komponisten vom Spielplan der Wiener Staatsoper abzusetzen, was jedoch nicht geschah. Am 1. Oktober des Jahres stimmte Strauss in seiner Funktion als Präsident der Reichsmusikkammer gegen den Boykott ausländischer Komponisten, ferner lehnte er im beschlagnahmten Brief vom 4. Oktober an Julius Kopsch den Arierparagraph ab, am 30. Oktober wurde im gemeinsamen Gespräch zwischen ihm und Goebbels sein Rücktritt einvernehmlich beschlossen, der allerdings nicht vollzogen wurde. Am 17. April 1935, bei Hitlers Geburtstagsfeier, nahm Strauss erneut die Gelegenheit wahr, seine Pläne zur Einführung des Kulturgroschens noch einmal persönlich vorzubringen. Sein Anliegen wies Hitler jedoch nicht nur erneut zurück, sondern seine Behörden begannen auch, Strauss' private Fahrten nach Wien und zu Kuraufenthalten nach Südtirol und in die Schweiz einzuschränken. Gespräche mit Goebbels wegen anstehender Reformen und deren Durchführung, lehnte dieser aus Zeitgründen ab. Einer der Hauptgründe, warum Strauss schließlich endgültig in Ungnade fiel, war der Eklat um die neue Oper Die schweigsame Frau. Strauss hatte gegen den Willen der Machthaber zur Uraufführung den Namen des jüdischen Librettisten Stefan Zweig auf den Plakaten und Abendzetteln abdrucken lassen und an den Dichter am 17. Juni 1935 einen politisch brisanten Brief geschrieben, der wiederum von der Gestapo abgefangen und vom sächsischen Reichsstatthalter Martin Mutschmann an Hitler mit einem Begleitschreiben weitergeleitet wurde. Die politisch brisante Passage in dem Brief an Zweig lautet: „Glauben Sie, daß ich jemals aus dem Gedanken, daß ich Germane [...] bin, bei irgend einer Handlung mich habe leiten lassen? Glauben Sie, daß Mozart bewußt »arisch« komponiert hat? Für mich gibt es nur zwei Kategorien Menschen; solche die Talent haben und solche die keins haben [...]. [S. 142] Daß ich den Präsidenten der Reichsmusikkammer mime? Um Gutes zu tun und größeres Unglück zu verhüten. Einfach aus künstlerischen Pflichtbewußtsein! Unter jeder Regierung hätte ich dieses ärgerreiche Ehrenamt angenommen, aber weder Kaiser Wilhelm noch Herr Rathenau haben es mir angeboten.“ Neben diesen Vorfällen führte noch ein weiterer wichtiger Grund zu seiner Absetzung als Reichsmusikkammerpräsident. Gleich zu Beginn seiner Amtszeit, im Dezember 1933, hatte Strauss die Unterzeichnung eines neuen Gesetzentwurfes für die Reichmusikkammer verweigert, der auf dem Gesetz der Reichskulturkammer fußte und im Artikel 10 den Ausschluss jüdischer Musiker vorsah. Strauss reichte daraufhin eigene Reichsmusikkammer-Statuten ein, in denen die jüdische Zugehörigkeitsfrage nicht erwähnt wurde. Auch als Goebbels Ende 1934 eine schnelle Lösung der „Judenfrage“ forderte, lehnte Strauss dies als „Blamage“ ab. Seine Weigerung war im Mai 1935 Bestandteil einer Intrige, die seine Absetzung zum Ziel hatte, und die nun nach Bekanntwerden des Briefes an Zweig zügig vollzogen wurde. Am 5. Juli 1935 notierte Goebbels im Tagebuch: „Richard Strauß schreibt einen besonders gemeinen Brief an den Juden Stefan Zweig. Die Gestapo fängt ihn auf. Der Brief ist dreist und dazu saudumm. Jetzt muß Strauß auch weg. Stiller Abschied. Keudell muß es ihm beibringen. Diese Künstler sind doch politisch alle charakterlos. Von Goethe bis Strauß. Weg damit! Strauß ‚mimt den Musikkammerpräsidenten‘. Das schreibt er an einen Juden. Pfui Teufel!“ Bereits einen Tag später erhielt Strauss durch den von Goebbels beauftragten Ministerialrat Walter von Keudell die Aufforderung, seinen Rücktritt aus allen Ämtern „aus gesundheitlichen Gründen“ zu erklären, ein entsprechendes Schreiben von Strauss an Goebbels erfolgte noch an demselben Tag. Am 9. Juli gab Goebbels dem „Rücktrittsersuchen“ statt, und am 13. Juli teilten die Zeitungen offiziell Strauss' Rücktritt als Präsident der Reichsmusikkammer sowie als Vorsitzender des Berufsstandes der deutschen Komponisten mit, als Nachfolger wurden Peter Raabe (Reichsmusikkammer) und Paul Graener (Berufsstand der deutschen Komponisten) ernannt. Am 12. Juli 1935 beschlossen Hitler und Goebbels außerdem die unauffällige Absetzung der umstrittenen neuen Oper: „Habe lange Unterredung mit ihm [Hitler]: Fall Strauß große Empörung. »Schweigsame Frau« wird leise abgesetzt. Ebenso Olympiahymne.“ Das Werk verschwand nach nur drei Wiederholungen vom Spielplan der Semperoper und wurde im Dritten Reich in Deutschland nicht mehr aufgeführt. Ungeachtet der Geschehnisse hielt Strauss wegen neuer Opernpläne, die er bereits seit 1934 trotz Verbot der Machthaber hartnäckig vorantrieb, an einem auch für ihn nicht ungefährlichen Briefkontakt mit Zweig bis Ende 1935 fest. Da alle Briefe über die deutsche Grenze geöffnet wurden, schlug er die Decknamen „Henry Mor“ für den Dichter und „Robert Storch“ für sich selbst vor. Von all den geplanten Reformen und Vorhaben, wie der Subventionierung notleidender Privatorchester und Chorvereine, Aufstellung eines Musterspielplans mit besonderer Berücksichtigung wertvoller älterer deutscher und ausländischer zu Unrecht vergessener oder vernachlässigter Opernschöpfungen, Zusammenlegung verschiedener kleiner Opernbühnen zu einem Städtebundtheater oder Anpassung des Opernrepertoires nach Größe des Zuschauerraums und technischer Ausstattung zur Gewährleistung qualitätvoller Aufführungen sowie sein hartnäckiges Eintreten bei Hitler und Goebbels für die Einführung des Kulturgroschens zugunsten der Theater und Konzerte, konnte Strauss als Erfolg seiner Amtszeit lediglich eine Modifizierung des Urheberrechtes mit einer Verlängerung der Schutzfrist von 30 auf 50 Jahre, den Schutz des Originalwerks vor Bearbeitung und Adaption sowie die Schaffung eines Erholungs- und Altersheims für deutsche Komponisten, das sog. Humperdinck-Schlößchen in Boppard am Rhein, verbuchen. Entsprechend resigniert klingt das Resümee seiner Amtszeit am 24. September 1935: „Meine Stellung als Reichsmusikkammerpräsident war eine leere Etikette, die mir nur Feindschaft und Beschimpfung des Auslandes eingetragen hat, ohne daß ich die Genugtuung hatte, für die deutsche Theater- u. Musikkultur entscheidende Maßnahmen treffen zu können“. Anfang September leitete Strauss in Vichy das zweite Musikfest des Conseil permanent pour la cooperation internationale des compositeurs, das er monatelang selbst vorbereitet hatte. Obwohl er wenige Monate zuvor die Unerbittlichkeit und Gefährlichkeit der nationalsozialistischen Machthaber hatte erfahren müssen, setzte er Werke jüdischer Komponisten auf die Programme, darunter die Oper Ariane und Blaubart des kurz zuvor verstorbenen Paul Dukas, die er selbst dirigierte.

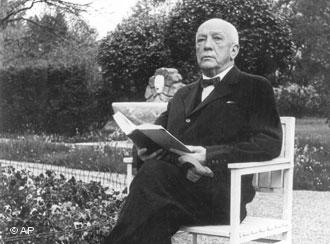
Richard Strauss im Garten seiner Villa in Garmisch-Partenkirchen, 1938

Auch in den nächsten Jahren kam es immer wieder im begrenzten Rahmen zu Loyalitätsbekundungen gegenüber dem Regime und entsprechenden Belohnungen, aber auch zu Auseinandersetzungen und sogar zu Demütigungen seitens der Machthaber. Strauss sah sich wegen der Aufführung seiner Werke, aber vor allem wegen der lebensbedrohlichen Situation seiner Schwiegertochter und seiner beiden Enkelsöhne immer wieder zu taktischem Lavieren gegenüber den Machthabern gezwungen. Ein Höhepunkt der für Strauss demütigend verlaufenden Auseinandersetzung ereignete sich am 28. Februar 1941. Vorausgegangen war ein Hilferuf der klassischen Komponisten an Strauss, die ihre Tantiemen-Einnahmen wegen der Übermacht der Komponisten der Unterhaltungsmusik bedroht sahen. Gemeinsam mit anderen Komponisten setzte Strauss ein Dokument mit dem Titel Gedanken zu einem neuen Verteilungsplan der Stagma auf, das er an deren Geschäftsführer, Leo Ritter, schickte. Im Begleitbrief gab er unmissverständlich zu verstehen, dass die Komponisten selbst über Verteilungsplanfragen entscheiden: „Der Doktor Goebbels hat sich hier nicht einzumischen.“ Als Goebbels Kenntnis von dem Brief erhielt, kam es zu der Auseinandersetzung vor Komponistenkollegen im Ministerium. Nachdem Strauss bestätigt hatte, dass er der Verfasser des Briefes war, schrie ihn Goebbels an: „Schweigen Sie, und nehmen Sie zur Kenntnis, daß Sie keine Vorstellung davon haben, wer Sie sind und wer ich bin! [...] Lehár hat die Massen, Sie nicht! Hören Sie endlich auf mit dem Geschwätz von der Bedeutung der Ernsten Musik! Damit werden Sie sich nicht aufwerten! Die Kultur von morgen ist eine andere als die von gestern! Sie, Herr Strauss, sind von gestern!“ In diesen Jahren rückte auch die Sorge um seine jüdische Verwandtschaft in den Vordergrund. Strauss’ Schwiegertochter Alice, geb. von Grab Hermannswörth, war Jüdin, damit galten nach der Rassenideologie der Nationalsozialisten auch seine Enkel Richard und Christian seit den Nürnberger Gesetzen (1935) als jüdische Mischlinge ersten Grades. Da Hitler und Goebbels wiederum mit Rücksicht auf Strauss' hohes Ansehen im Ausland, das sich nicht zuletzt in den Kompositionsaufträgen der Olympischen Hymne (TrV 266) des Internationalen Olympischen Komitee (IOK) für die Olympischen Sommerspiele 1936 und dem Festmarsch zur Feier des 2600jährigen Bestehens des Kaiserreichs Japan op. 84 (TrV 277) für die japanische Regierung im Jahr 1940 oder auch in der Wahl zum Präsidenten des Conseil permanent zeigte, nicht gänzlich auf ihn verzichten wollten, blieben Strauss und seine Familie zunächst von härteren Maßnahmen verschont. Die Lage verschärfte sich allerdings im November 1938 mit dem Hausarrest der Schwiegertochter und der Demütigung seiner Enkel, die Juden auf dem Marktplatz in Garmisch anspucken mussten und selbst angespuckt wurden. Strauss bat umgehend Heinz Tietjen um Hilfe, der sich bereit erklärte, bei nächster Gelegenheit mit Goebbels und Hitler zu sprechen. Strauss' Dankesbrief zeigt, wie sehr die Familie die Situation belastete: „Wenn Alles nach Ihrem Wunsch geregelt sein wird, befreien Sie auch meine Frau und mich von einer großen Sorge, die jahrelang auf meinem Hause und meiner Arbeit gelastet hat. Die Musikgeschichte wird Ihnen dies noch besonders lohnen!“ Zum Dank für seine Hilfsbereitschaft widmete Strauss Tietjen seine neue Oper Die Liebe der Danae. Die familiäre bedrohliche Lage eskalierte schließlich Ende 1943 mit der Verhaftung von Schwiegertochter und Sohn in Wien, wo sie im Gefängnis der Gestapo für mehrere Tage und Nächte festgehalten und verhört wurden. Etwa zur gleichen Zeit drohten Strauss in Garmisch Einquartierungen von ausgebombten Zivilisten, die er auch mit Hilfe von Baldur von Schirach und Hans Frank nur zum Teil verhindern konnte. Schließlich wurde das Dienstbotenhaus für eine Familie freigeräumt. Zum Dank für die Hilfe widmete Strauss Hans Frank das Lied Wer tritt herein (TrV 289), zu dem er auch den Text geschrieben hatte. Aufgrund der Weigerung und seiner in diesem Zusammenhang offen geäußerten Antikriegshaltung („Meinetwegen hätte keiner sterben müssen!“) verbot Hitler jeglichen persönlichen Kontakt der führenden Nationalsozialisten mit dem Komponisten. Infolgedessen wurde Strauss auch, im Gegensatz zu Furtwängler, die Ausreise in die Schweiz zu Aufführungen seiner Werke verweigert, Genehmigungen, die ihm zuvor aus Propagandagründen bereitwillig gewährt worden waren. Allerdings wollte Hitler nicht, dass Strauss „Unbill“ angetan würde, auch sollten „seine Werke ungehindert aufgeführt werden.“ Er setzte ihn im August des Jahres nicht nur auf die Gottbegnadeten-Liste, sondern auch auf die Sonderliste mit den drei wichtigsten Musikern. Die bereits geplanten Zeremonien zu Strauss' 80. Geburtstag, die im ganzen Land im Juni gefeiert werden sollten, ließ er jedoch absagen. Durch die Fürsprache Wilhelm Furtwänglers wurde der Festtag schließlich dennoch mit der Erlaubnis von höchster Stelle zwar nicht glänzend, aber doch gebührend vom 1. bis 15. Juni mit Opern- und Konzertaufführungen in Wien gefeiert und auch die öffentliche Generalprobe der Oper Die Liebe der Danae durfte dank der Bemühungen des Dirigenten Clemens Krauss am 16. August 1944 in Salzburg noch stattfinden, obwohl Goebbels am 1. August mit der Erklärung des „Totalen Krieges“ sämtliche kulturelle Veranstaltungen untersagt hatte. Am Ende der Generalprobe trat Strauss vor das Orchester und sagte mit den Tränen kämpfend: „Vielleicht sehen wir uns in einer besseren Welt wieder“. Die Schließung der Konzert- und Opernhäuser und deren Zerstörung, die er ohnmächtig miterleben musste, ließen Strauss resignieren. Speziell die Zerstörung des Münchner Nationaltheaters in der Nacht vom 2. auf den 3. Oktober 1943 bezeichnete Strauss im Brief an Willi Schuh als „größte Katastrophe, die je in mein Leben eingebrochen ist“. Er sah sein Lebenswerk irreparabel beschädigt und seine so sehr geliebte deutsche Kultur vernichtet. Im Brief vom 17. November 1944 an Karl Böhm heißt es: „Es ist hart, wenn man fast 70 Jahre lang umsonst gearbeitet hat u. sein Lebenswerk in Schutt u. Asche versinken sieht zusammen mit der ganzen lieben Musik der Deutschen!“

#### Die letzten Jahre (1945–1949)
Die letzten Lebensjahre des Komponisten waren von Krankheiten und Kuraufenthalten bestimmt. Er zog sich in sein Haus in Garmisch zurück, aber ohne Arbeit konnte er nicht sein. Er las viel (zum wiederholten Mal mit Ausnahme der Farbenlehre den gesamten Goethe), notierte seine Gedanken zur Musik- und Opernentwicklung als eine Art künstlerisches Vermächtnis (z. B. Künstlerisches Vermächtnis | Memorandum über Wesen und Bedeutung der Oper und ihre Zukunft, April u. Mai 1945), schrieb wie immer zahlreiche Briefe und komponierte Instrumentalwerke unterschiedlichster couleur: auf Wunsch seines neuen Verlegers Ernst Roth vom Londoner Musikverlag Boosey & Hawkes arrangierte er Musiken aus eigenen Bühnenwerken (TrV 227c, 227d, TrV 231a, TrV 234a), die so wenigstens für den Konzertsaal erhalten blieben. Auch alle übrigen neuen Werke, die Metamorphosen für 23 Solostreicher (TrV 290), ein Auftragswerk von Paul Sacher für das Collegium Musicum Zürich, ferner das Konzert für Oboe und Orchester (TrV 292), das Duett-Concertino für Klarinette und Fagott mit Streichorchester (TrV 293) oder auch die sog. Vier letzten Lieder (TrV 296) wurden noch zu seinen Lebzeiten aufgeführt und – mit Ausnahme der Lieder – auch noch zu seinen Lebzeiten gedruckt. Seine letzte vollendete Komposition, das Klavierlied Malven (TrV 297) schickte Strauss im März 1949 an die Widmungsträgerin Maria Jeritza. Eine Auswahl seiner Aufsätze und handschriftlichen Aufzeichnungen zu eigenen Werken, Komponisten und musikgeschichtlichen Themen sowie zu Fragen des Musiklebens und der Musikpflege sollte Willi Schuh auf Wunsch des Atlantis-Verlages herausgeben. Nach anfänglicher Weigerung vor dem Hintergrund der Wagner'schen gesammelten Schriften überließ ihm Strauss schließlich seine blauen und grauen Tagebuchhefte, aus denen Schuh zusammen mit bereits publizierten Aufsätzen und in Rücksprache mit Strauss die Betrachtungen und Erinnerungen zusammenstellte, die noch zu Lebzeiten des Komponisten Ende Mai 1949 erschienen.

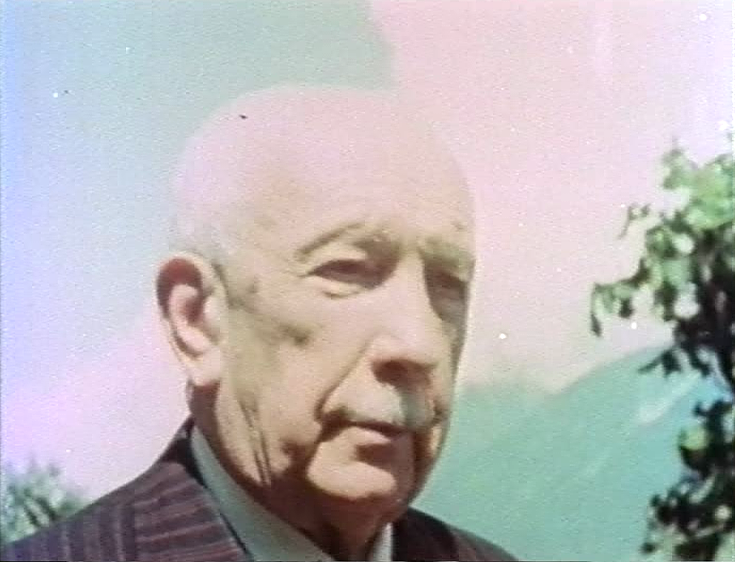
Richard Strauss in Garmisch-Partenkirchen, 1945 (Standbild aus einer Filmaufnahme)

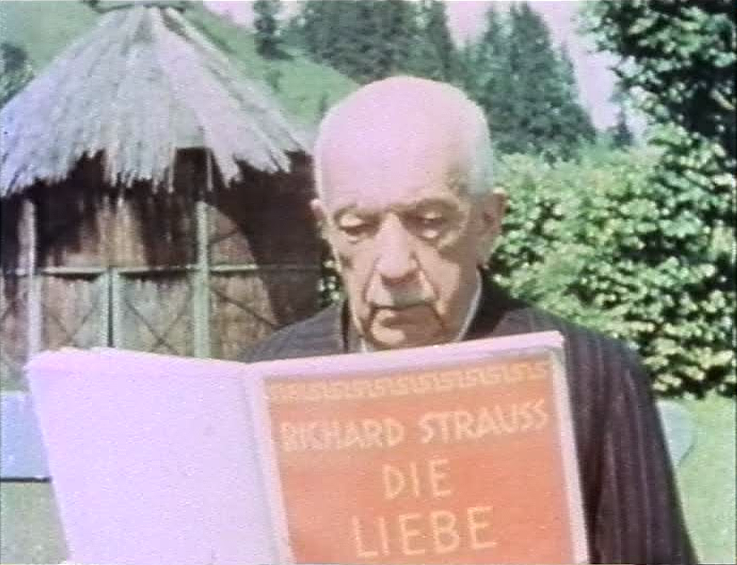
Richard Strauss mit der Partitur zur Liebe der Danae, Garmisch-Partenkirchen 1945

Eine offizielle Einladung zur Zürcher Uraufführung der Metamorphosen ermöglichte Strauss und seiner Frau Pauline die Ausreise am 11. Oktober 1945 in die Schweiz, wo sich vor allem seine Frau durch eine Kur im Hotel Verenahof in Baden bei Zürich rasche Erholung von einer schweren Lungenentzündung erhoffte. Das Paar hielt sich bis Anfang Mai 1949 in der Schweiz auf, überwiegend in den Hotels Beau-Rivage Palace in Ouchy, im Montreux Palace (Montreux), im Park-Hotel Vitznau (Vitznau), im Saratz in Pontresina und im Verenahof (Baden AG). Da die Alliierten in Deutschland Strauss' Vermögen beschlagnahmt hatten und auch neu verdiente Aufführungstantiemen nach dem Washingtoner Abkommen einbehalten wurden, waren die Eheleute vollkommen mittellos und auf die Hilfe von Freunden angewiesen. Der Schweizer Kunstmäzen Oskar Reinhart, Adolf Jöhr, Verwaltungsratspräsident der Schweizerischen Kreditanstalt (SKA), Renée Schwarzenbach-Wille und der Dirigent Paul Sacher unterstützten das Paar finanziell. Trotz der Geldsorgen lehnte Strauss aus Gründen der Werktreue 1947 ein Honorar von 20.000 Pfund ab, da der Filmproduzent und Filmregisseur Sir Alexander Korda die Verfilmung der beiden Opern Salome und Rosenkavalier ohne Änderungen und Kürzungen nicht garantieren wollte. Skatpartner und Freunde brachten Bücher und Lebensmittel, Süßigkeiten hortete Strauss, um sie seiner Familie nach Garmisch zu schicken. Der Kontakt war allerdings schwierig, für Lebensmittelpakete bedurfte es geheimer Kuriere und Schleichwege, Briefe dauerten über zwei Monate.
Ende Januar 1947 erhielt Strauss die österreichische Staatsbürgerschaft, um die sich der Wiener Großindustrielle Manfred von Mautner Markhof bemüht hatte, der 1939 von den Nationalsozialisten verhaftet worden war und dessen Freilassung Strauss bei Goebbels erwirken konnte. In demselben Jahr initiierten Willi Schuh und der Verleger Ernst Roth ein Strauss-Festival in London, das unter der Leitung von Sir Thomas Beecham in Zusammenarbeit mit der BBC vom 5. bis 29. Oktober 1947 stattfand. Neben Beecham, dessen konzertante Opernaufführung der Elektra von der BBC weltweit übertragen wurde, dirigierte auch der 83-jährige Strauss zwei Konzerte am 19. und 29. Oktober in der Royal Albert Hall mit dem Royal Philharmonic Orchestra und dem BBC Symphony Orchestra. Das erste Konzert mit ausschließlich eigenen Werken (Don Juan, Burleske, Sinfonia Domestica und der ersten Walzerfolge aus dem Rosenkavalier) wurde von etwa 7.500 Zuhörern frenetisch bejubelt. Die Ovationen des Publikums und das positive Echo in der Presse bewirkten bei Strauss nicht nur die von seinen Freunden erhoffte psychische Aufmunterung, sondern durch den sensationellen Erfolg des Festivals stabilisierte sich auch seine finanzielle Situation, da sein Honorar auf Initiative Roths vom englischen Handelsministerium freigegeben wurde. In dieser Zeit fand in Garmisch und München das Entnazifizierungsverfahren gegen Strauss statt, das nach sorgfältig durchgeführten Untersuchungen Anfang Juni 1948 in der Spruchkammer Garmisch mit dem Freispruch „Nicht betroffen“ endete.
Als Anfang 1949 bekannt geworden war, dass Richard Strauss eine Rückkehr nach Garmisch in Betracht zog, erging an ihn ein Schreiben des bayerischen Ministerpräsidenten, Dr. Hans Ehard, mit der Bitte und Aufmunterung, anlässlich des 85. Geburtstages wieder nach Garmisch zurückzukehren und dort den Geburtstag zu verleben. Außerdem richtete er an Strauss den Wunsch, das ein oder andere Werk zu diesem Anlass selbst zu dirigieren. Nachdem sich Strauss von einer schweren Blasenoperation erholt hatte, kehrten die Eheleute am 10. Mai 1949 nach Garmisch zurück. Zu seinem 85. Geburtstag, am 11. Juni, wurde der Komponist vormittags mit einem vom Rundfunk übertragenen Staatsakt mit musikalischer Umrahmung und mehreren Auszeichnungen (u. a. Ehrenbürgerschaften, Ehrendoktorwürde der Universität und Gründung einer Strauss-Stiftung) geehrt, abends fand ein Strauss-Konzert mit den Münchner Philharmonikern unter der Leitung von Eugen Papst statt. Im Rahmen der Münchner Strauss-Woche besuchte der Jubilar am 13. Juni mit seiner Familie die von ihm gewünschte Aufführung Der Bürger als Edelmann (TrV 228b) im Gärtnerplatztheater. Einen Tag zuvor hatte Strauss für den kurzen Dokumentarfilm Ein Leben für die Musik, der von Mai bis Juli mit ihm gedreht wurde, im Prinzregententheater das Finale des zweiten Aktes aus dem Rosenkavalier dirigiert, am 13. Juli kam er ein letztes Mal zu Filmaufnahmen nach München und leitete mit der Mondscheinmusik aus Capriccio im Funkhaus ebenfalls zum letzten Mal ein Orchester. Bis zum Ende seines Lebens nahm Strauss interessiert am kulturellen Leben teil, dessen Wiederaufblühen er mit Freude registrierte, seine letzte kompositorische Arbeit war die Vertonung des Gedichtes Besinnung von Hermann Hesse für gemischten Chor und Orchester (TrV 298), die er jedoch nicht mehr vollenden konnte.

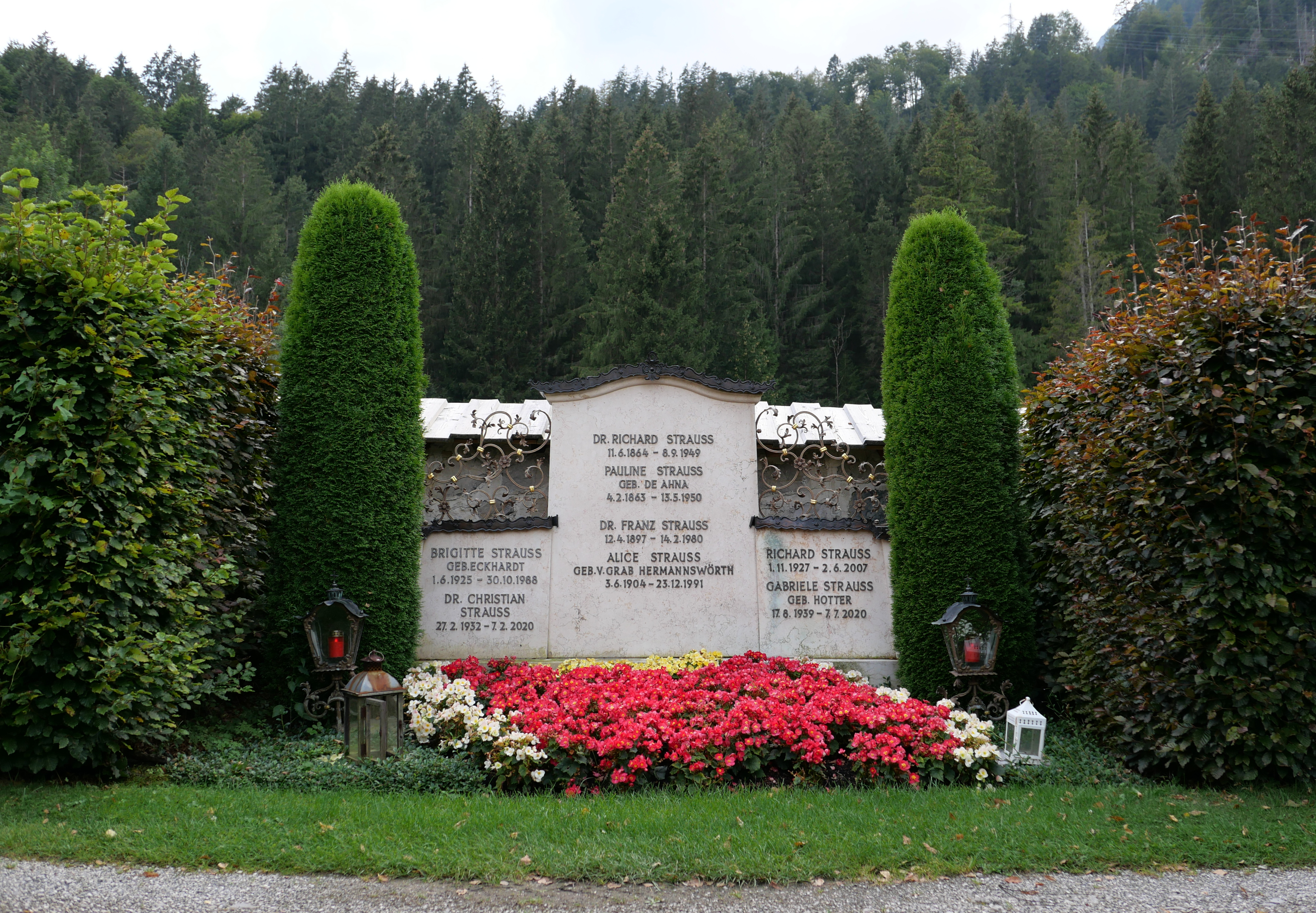
Das Grab im September 2024

Richard Strauss starb am 8. September 1949 gegen 14 Uhr im Alter von 85 Jahren in seinem Haus in Garmisch. Zu der Trauerfeier – ein Staatsakt der bayerischen Regierung, der am 12. September auf dem Münchener Ostfriedhof vor dem Krematorium in Anwesenheit von 2000 Trauergästen stattfand – hatte sich Strauss das Terzett aus dem dritten Akt des Rosenkavaliers gewünscht, außerdem sollte, ebenfalls auf seinen Wunsch hin, anstelle von Kränzen für notleidende Musiker gespendet werden. Die Urne wurde zunächst in seiner Villa aufbewahrt, geplant war ein kleines Mausoleum mit einer Porträtbüste und Reliefplatte, die der Bildhauer Franz Mikorey von Strauss um 1941 angefertigt hatte. Viele Jahre später wurde die Urne im engsten Familien- und Freundeskreis in einem Familiengrab auf dem Friedhof Garmisch in Garmisch-Partenkirchen beigesetzt, in dem auch seine Frau Pauline, ihr gemeinsamer Sohn Franz (1897–1980) und dessen Frau Alice, geb. von Grab (1904–1991), Enkelsohn Richard (1927–2007) und dessen Frau Gabriele, geb. Hotter (1939–2020), sowie Enkelsohn Christian (1932–2020) und dessen Frau Brigitte, geb. Eckhardt (1925–1988), beerdigt wurden. Auf Antrag des Sohnes, Franz Strauss, stellte das Land Bayern die Villa in Garmisch samt ihrer Einrichtung am 30. September 1949 unter Denkmalschutz.

## Ehrungen und Auszeichnungen
- 1886: Verdienstkreuz für Kunst und Wissenschaft (Herzogtum Sachsen-Meiningen)
- 1888: Ehrenmitglied der Società del Quartetto di Milano
- 1892: Großherzoglicher Sächsischer Hausorden der Wachsamkeit oder vom Weißen Falken (Ritterkreuz 2. Abtheilung)
- 1892: Goldene Erinnerungsmedaille des Großherzogs Karl Alexander und Großherzogin Sophie
- 1898: Caballero de la Real y Distinguida Orden Española de Carlos III.
- 1900: Österreichisch-Kaiserlicher Orden der Eisernen Krone 3. Klasse
- 1902: Roter-Adler-Orden, Kreuz 4. Klasse (Königreich Preußen)
- 1903: Ehrendoktorwürde der Universität Heidelberg
- 1904: Ehrenmitglied der Cincinnati Musicians Association
- 1904: Ehrenmitglied des Tonkünstler-Vereins zu Dresden
- 1904: Ehrenmitglied der Königlich Schwedischen Musikakademie
- 1905: Verdienstmedaille in Gold des Großherzogs von Mecklenburg-Schwerin Friedrich Franz II.
- 1906: Ehrenzeichen zur Silbernen Hochzeit des Kaiserpaares Auguste Viktoria und Wilhelm II. (Preußen)
- 1907: Croix de Chevalier de l'Ordre National de la Légion d'Honneur
- 1909: Associé de l'Académie Royale de Belgique
- 1909: Ordentliches Mitglied der Kgl. Akademie der Künste in Berlin
- 1909: Ehrenvorsitzender des Allgemeinen Deutschen Musikvereins (ADMV)
- 1909: Ehrenmitglied der Schützengesellschaft Garmisch
- 1910: Königlich Bayerischer Maximiliansorden für Kunst und Wissenschaft
- 1910: Ehrenmitglied der Real Academia de Bellas Artes de San Fernando in Madrid
- 1912: Königlicher Kronen-Orden 3. Klasse (Preußen)
- 1912: Ehrenmitglied des Lehrergesangvereins in Krefeld
- 1912: Große Goldene Medaille für Kunst und Wissenschaft am Bande des Ordens der Württembergischen Krone
- 1913: Komturkreuz 2. Klasse (Sachsen-Coburg-Gotha)
- 1914: Ehrenmitglied der Accademia Nazionale di Santa Cecilia in Rom
- 1914: Officier de la Légion d’Honneur
- 1914: Medaille für Kunst und Wissenachft I. Klasse (Sachsen-Weimar)
- 1914: Ehrendoktorwürde der Universität Oxford
- 1914: Ehrenmitglied der Lese- und Redehalle der deutschen Studenten in Prag
- 1915: Ehrenmitglied der Gesellschaft der Musikfreunde in Wien
- 1917: Offizierskreuz des Königlich Sächsischen Albrechts-Ordens
- 1918: Ehrenmitglied des Wiener Männergesang-Vereins
- 1920: Ehrenmitglied der Bürger-Sänger-Zunft München
- 1922: Ehrenmitglied der Internationalen Gesellschaft für Neue Musik (IGNM)
- 1922: Ehrenmitglied der Salzburger Festspielhausgemeinde
- 1922: Ehrenmitglied des Brucknerfonds[173]
- 1922: Ehrenmitglied des Österreichischen Sängerbundes
- 1923: Ehrenmitglied der Akademie der bildenden Künste Wien
- 1924: Titel des Generalmusikdirektors von Österreich
- 1924: Ehrenmitglied des Wiener Kaufmännischen Gesangvereins
- 1924: Ehrenmitglied der Gesellschaft zur Förderung der Volkskunst in Wien
- 1924: Ehrenbürger der Stadt Wien
- 1924: Ehrenbürger der Universität München
- 1924: Ehrenbürger der Stadt München
- 1924: Ehrenbürger der Stadt Salzburg
- 1924: Orden Pour le Mérite für Wissenschaft und Künste[174]
- 1925: Senator der Deutschen Akademie in München
- 1925: Ehrenmitglied der Mozart-Gemeinde in der Tschechischen Republik
- 1925: Ernennung zum lebenslänglichen Mitglied des Ausschusses des Deutschen Museums München
- 1925: Professor ad honores der Kgl. ungarischen Hochschule für Musik
- 1926: Komturkreuz des griechischen Erlöserordens
- 1927: Deutsche Ehrendenkmünze des Weltkrieges am schwarz-weiß-roten Ordensbande
- 1928: Goldene Medaille der Gesellschaft Deutscher Tonsetzer (GDT)
- 1928: Ehrenmitglied der Accademia di Archeologia, Lettere e Belle Arti, Socio straniero in Neapel
- 1929: Ehrenmitglied des Wiener Tonkünstler-Orchesters
- 1929: Dannebrogorden, Kommandeur 2. Grades (Dänemark)
- 1930: Ehrenbürger von Naxos
- 1930: Ehrenmitglied (= »Meistersinger«) der Bürger-Sänger-Zunft München
- 1931: Großes Ehrenzeichen mit Stern für Verdienste um die Republik Österreich
- 1932: Medaille des New York College of Music (erstmals verliehen)
- 1933: Ehrenmitglied der Frankfurter Museumsgesellschaft
- 1933: Ehrenpräsident der Deutschen Musik-Premieren-Bühne
- 1934: Adlerschild des Deutschen Reiches
- 1934: Ehrenbürger der Stadt Dresden
- 1934: Ehrenmitglied der Genossenschaft Deutscher Bühnen-Angehöriger
- 1934: Ehrenmitglied des Deutschen Bühnenclubs in Berlin
- 1934: Ehrenmitglied der Sächsischen Staatskapelle Dresden
- 1934: Ehrenmitglied des Vereins für Geschichte und Volkskunde cykladischer Kultur und Kunst (Athen)
- 1934: Ehrenmitglied der Gesellschaft zur Herausgabe von Denkmälern der Tonkunst in Bayern
- 1934: Grootofficier in de Orde van Oranje-Nassau (Großoffizier des Ordens von Oranien-Nassau mit Krone und großem Stern)
- 1934: Johannes-Brahms-Medaille der Stadt Hamburg
- 1936: Deutsches Olympia-Ehrenzeichen erster Klasse
- 1936: Ehrenmitglied der Royal Academy of Music in London
- 1936: Goldmedaille der Royal Philharmonic Society
- 1936: Medaille der Accademia Nazionale di Santa Cecilia
- 1937: Ehrenmitglied der Wiener Konzerthausgesellschaft
- 1939: Commandeur de l'Ordre de la Couronne (Belgien) als »president-fondateur du Conseil permanent pour la Coopération internationale des Compositeurs«
- 1939: Grand-Officier de l'Ordre Grand-Ducal de la Couronne de Chêne (Luxemburg)
- 1939: Ehrenring der Gemeinde Garmisch
- 1942: Silberne Medaille der Wiener Philharmoniker
- 1942: Beethovenpreis der Stadt Wien
- 1942: Ehrenmitglied des Kölner Männer-Gesang-Vereins
- 1944: Ehrenmedaille der Akademie der Bildenden Künste Wien
- 1944: Silberner Taktstock der Stadt Wien
- 1948: Ehrenurkunde als Mitglied und Förderer des Max-Reger-Instituts
- 1949: Ehrenmitglied der Mozartgemeinde Wien
- 1949: Ehrenbürger der Stadt Bayreuth
- 1949: Ehrenbürger von Garmisch
- 1949: Ehrendoktor der juristischen Fakultät der Universität München
- 1949: Ehrenpräsident der Berufsgenossenschaft Deutscher Komponisten

Kein Komponist wurde zu Lebzeiten so vielfach ausgezeichnet und geehrt wie Richard Strauss. Als er am 16. Dezember 1942 den von Baldur von Schirach neu ausgelobten und mit 10.000 Reichsmark dotierten Beethoven-Preis der Stadt Wien erhielt, revanchierte er sich mit der Komposition der Festmusik für die Stadt Wien für Blechbläser und Pauken, die er am 9. April 1943 zur Feier des fünften Jahrestages des Anschlusses Österreichs mit dem Wiener Trompetenchor uraufführte.
Seit 1908 wurde Strauss von zahlreichen Städten mit Festwochen (Strauss-Musikfeste, Strauss-Tage oder Strauss-Wochen) geehrt: den Anfang machten zum Beispiel die Städte Wiesbaden (1908), Dresden (1909), Frankfurt und München (1910), Wien, Krefeld und Den Haag (1911), Stuttgart (1912), Karlsruhe und Berlin (1913) oder auch Zürich (1918). Gegenwärtig findet alljährlich im Juni in Garmisch-Partenkirchen mit Unterstützung des Förderkreises Richard-Strauss-Festspiele Garmisch-Partenkirchen e. V. ein Richard-Strauss-Festival statt, das unter dem Titel Richard Strauss Tage seit 2009 vom Richard-Strauss-Institut organisiert wird.

Deutsche 10-Euro-Münze (2014)

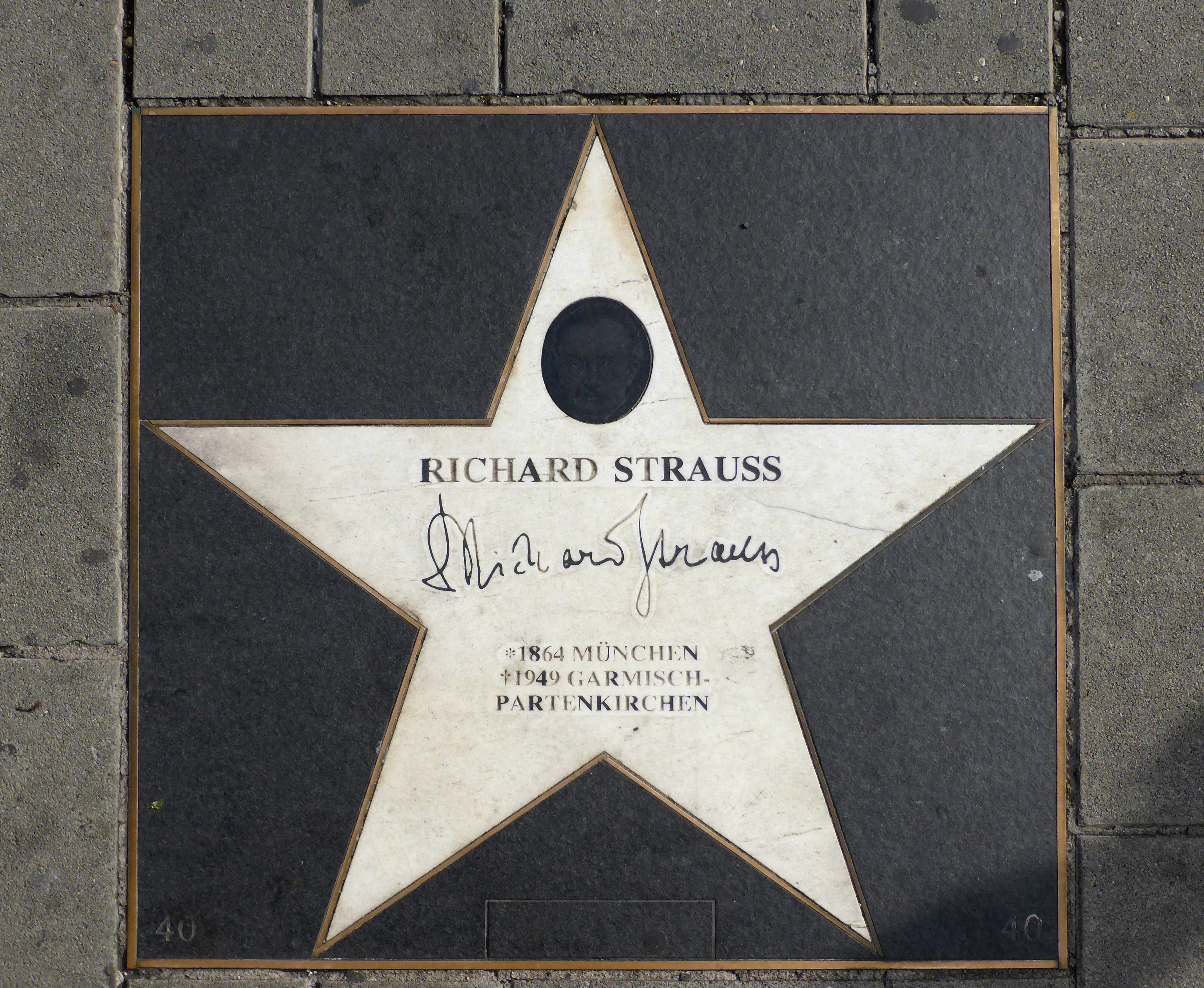
Musik Meile Wien (Herbert-von-Karajan-Platz)

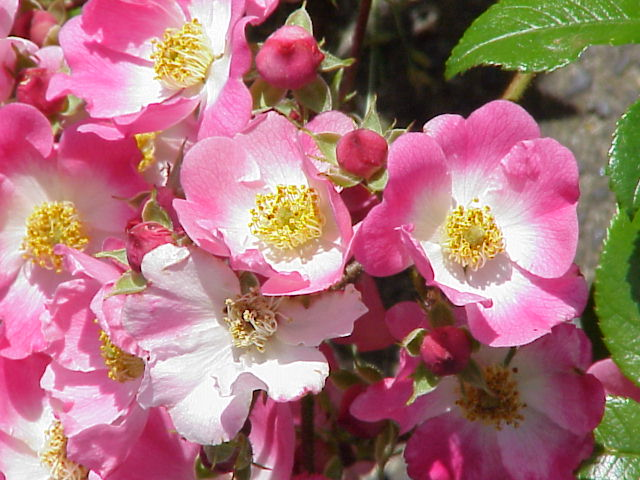
Rose Richard Strauss, 1989

Zu den zahlreichen posthumen Ehrungen gehören zum Beispiel in München das Richard-Strauss-Konservatorium (RSK), das zu seinem 100. Geburtstag nach ihm umbenannt wurde  sowie der von Hans Wimmer 1962 geschaffene sog. Richard-Strauss-Brunnen, der sich in der Fußgängerzone vor der Alten Akademie und gegenüber seines ehemaligen Geburtshauses befindet. Der Komponist ist ferner Namensgeber der Richard-Strauss-Straße in München. Weitere nach ihm benannte Straßen gibt es unter anderem in Wien, Bayreuth, Berlin, Eichstätt, Emden, Erlangen, Höchstadt, Sarstedt und in Wuppertal sowie in Frankfurt am Main die Richard-Strauss-Allee. Sein ehemaliger Wohnort Garmisch-Partenkirchen benannte nach ihm den Richard-Strauss-Platz im Ortszentrum und errichtete dort 1989 ebenfalls einen Richard-Strauss-Brunnen, eine Arbeit des  Oberammergauer Bildhauers Hans Schwaighofer. Außerdem betreibt die Marktgemeinde Garmisch-Partenkirchen das Richard-Strauss-Institut.
1989 wurde nach Richard Strauss eine Rosensorte benannt. Bereits seit 1961 ist er gemeinsam mit dem österreichischen Komponisten Johann Strauss (1804–1849) Namensgeber für den Mount Strauss auf der Alexander-I.-Insel in der Antarktis. Seit dem 2. März 1995 trägt ein Asteroid seinen Namen: (16703) Richardstrauss.
1992 erschien die österreichische 500-Schilling-Silbermünze in der Sondergedenkmünzenserie »Berühmte Dirigenten der Wiener Philharmoniker«. Sie zeigt auf der Vorderseite das Porträt des Künstlers und seinen Namen in Form seiner Signatur. Auf der Rückseite ist die Szene der Rosenüberreichung im zweiten Akt aus seiner Oper Der Rosenkavalier abgebildet.
Zu Richard Strauss und seinen Opern erschienen außerdem mehrere Briefmarken, u. a. zum 50. Todestag (1999) von der deutschen Post und zu seinem 150. Geburtstag (2014) sowohl von der deutschen als auch von der österreichischen Post, die Jubiläumsbriefmarke »100 Jahre Wiener Staatsoper« (1969) zeigt eine Szene aus der Oper Der Rosenkavalier.
Im Herbst des Jahres 2024 wurde im Gedenken an die 75. Wiederkehr des Todestages von Richard Strauss und aus Anlass des 125-jährigen Bestehens der Grazer Oper im Premieren-Foyer des Hauses eine Gedenktafel der österreichischen Erstaufführung der Oper Salome mit Jenny Korb in der Titelpartie enthüllt.

## Würdigung

### Persönlichkeit
Die Musik als der für ihn wichtigste Bestandteil der abendländischen Kultur und die Familie waren die beiden Fixpunkte im Leben von Richard Strauss. Aufgewachsen in einem musikalisch aktiven, kulturell aufgeschlossenen und mütterlicherseits finanziell abgesicherten Elternhaus wurde sein außerordentliches musikalisches Talent vor allem von seinem Vater, Hornvirtuose und Dirigent von Liebhaberorchestern, sowie von dessen Berufskollegen durch privaten Musikunterricht seit frühester Kindheit gefördert. Frühe Konzert- und Opernaufführungen und die Mitwirkung bei der in der Großfamilie Pschorr und im Freundeskreis gepflegten Hausmusik ergänzten die Musikausbildung. Die streng klassisch geprägte Musikerziehung des Elternhauses mit den Hausgöttern Mozart, Beethoven, Schubert, Mendelssohn und Spohr prägten Strauss ebenso wie die Musik Wagners und Liszts, die er durch Alexander Ritter kennenlernte. Darüber hinaus legte die humanistische Schulbildung den Grundstein für seine Liebe zur abendländischen Kultur, zur Antike und zur griechischen Mythologie, die, durch zahlreiche Reisen, Museumsbesuche und eine kontinuierliche literarische Beschäftigung intensiviert, in den um griechische Mythen kreisenden Opern (Elektra, Ariadne auf Naxos, Ägyptische Helena, Daphne und Die Liebe der Danae) ihren kompositorischen Ausdruck fand. Obwohl der zum Jähzorn neigende Vater und die mehrmaligen depressiven Erkrankungen der Mutter einen leichten Schatten auf die ansonsten sorglose Kind- und Jugendzeit warfen, hatte der familiäre Zusammenhalt für Strauss zeitlebens eine zentrale Bedeutung. Er war ein liebevoller Sohn und Bruder und seiner eigenen Familie, die er mit dreißig Jahren gründete, ein ebenso liebevolles wie verantwortungsvolles und fürsorgliches Familienoberhaupt. Die Rolle des Patriarchen, die ihm vom Vater her vertraut war, übernahm er ganz selbstverständlich für seine eigene kleine Familie. Die wiederum unterstützte ihr Oberhaupt so gut es ging bei dessen vielfältigen Aktivitäten: seine Ehefrau und Muse Pauline, die ihn zu Liedern und auch zu den großen musiktheatralischen Sopranpartien seiner Opern inspirierte, achtete auf einen geregelten, gesundheitsförderlichen Tagesablauf, sein Sohn Franz beriet ihn als Spezialist für Verlagsrecht in juristischen Fragen und seine Schwiegertochter Alice übernahm die Aufgaben einer Privatsekretärin. Das Wohlergehen seiner Familie, ihre wirtschaftliche Absicherung über seinen Tod hinaus, war einer der Hauptgründe für sein geschäftstüchtiges Wirken.
Enge Duzfreundschaften hat Richard Strauss mit Ausnahme seiner Jugendfreunde Ludwig Thuille, Friedrich Rösch oder Arthur Seidl in späteren Jahren kaum noch geschlossen. Die durchaus herzlichen und vertrauensvollen Kontakte zu Dirigenten- und Komponistenkollegen, Vertretern aus der Kulturszene und Wirtschaft standen in unmittelbarem Zusammenhang mit seinen vielfältigen beruflichen Aufgabenbereichen. Am gesellschaftlichen Leben der jeweiligen Wirkungsstätten scheint er im Gegensatz zu seiner Frau Pauline nur mäßig interessiert gewesen sein. Der Weltbürger Strauss suchte offenbar keine Publicity, sondern lebte stattdessen ein intensives Privatleben, sofern es sein arbeitsreiches Berufsleben zuließ, denn Müßiggang war Strauss' Sache nicht. Allein das kompositorische Œuvre mit 298 gezählten Werken, ferner die bis 1939 überaus zahlreichen Gastspiele als Dirigent und Liedbegleiter durch ganz Deutschland, Europa und mehrfach auch durch Nord- und Südamerika, außerdem mehrere Tausend Briefe und Tagebuchaufzeichnungen (die er in blaue und graue Hefte getrennt als rein private bzw. für die Öffentlichkeit bestimmte einteilte) sowie die bis zu seinem 60. Lebensjahr arbeitsintensiven und damit zeitraubenden Tätigkeiten als Kapellmeister und Operndirektor sprechen für sich. Durch die jahrzehntewährende Kapellmeistertätigkeit erarbeitete sich Strauss eine umfassend breite Repertoirekenntnis der Musik, die er zusätzlich noch durch private Studien bis zum Ende seines Lebens ausweitete oder anhand ausgewählter Werke vertiefte. Mit wachsendem Ruhm nahm er außerdem zahlreiche Ehrenämter wahr, die er vorzugsweise von Zuhause aus leitete oder organisierte. Sein arbeitsreiches Berufsleben charakterisierte Strauss in der für ihn typisch knappen und pointierten Art gegenüber Willi Schuh: „»Ich habe zwei Leben geführt: eines am Dirigentenpult und eines am Schreibtisch.« Im Hauptberuf sei er Dirigent gewesen, im Nebenberuf Komponist. So habe er sich die künstlerische Freiheit bewahrt.“ Das Bewahren der künstlerischen Freiheit zeigte sich auch in einer erstaunlich offen gezeigten Selbstkritik gegenüber seinen Werken, die von vielen bei dem für gewöhnlich selbstbewusst agierenden Künstler konstatiert wurde, zum Beispiel von seinem Librettisten Stefan Zweig: „Mir sind viele große Künstler in meinem Leben begegnet; nie aber einer, der so abstrakt und unbeirrbar Objektivität gegen sich selber zu bewahren wusste. [...] Er beurteilte sein eigenes Werk so sachlich und unbeteiligt, als ob er diese Musik zum ersten Mal höre und als ob sie von einem ganz wildfremden Komponisten geschrieben sei, und dieses erstaunliche Gefühl für sein eigenes Maß verließ ihn niemals. Immer wusste er genau, wer er war und wie viel er konnte.“ Strauss' unpathetisch-sachliche Haltung seinem Werk gegenüber wurde oft als Kühle missverstanden. Nach der Ansicht Willi Schuhs zeigt sich darin jedoch in Wirklichkeit „das Distanzhalten des Künstlers, der sich an seinem Gegenstand nicht verliert, ihm vielmehr objektiv gegenübertritt. Es ist einer der Züge, die ihn mit Mozart verbinden, dem Musiker, den er über alles liebte und verehrte.“
Das Komponieren empfand Richard Strauss zeitlebens nicht als Qual oder mühevolles Ringen, sondern es war der Sinn und die Erfüllung seines Lebens. „Je ne travaille jamais, je m'amuse“, den Ausspruch des Bildhauers Aristide Maillol pflegte er mit Vergnügen zu zitieren. Diese Freude am Komponieren bestätigte auch Stefan Zweig: „Was ihn freute, war die Arbeit selbst. Dieses »Arbeiten« ist bei Strauss ein ganz merkwürdiger Prozess. Nichts vom Dämonischen, nichts von dem »Raptus« des Künstlers, nichts von jenen Depressionen und Desperationen, wie man sie aus Beethovens, aus Wagners Lebensbeschreibungen kennt. Strauss arbeitet sachlich und kühl, er komponiert – wie Johann Sebastian Bach, wie alle diese sublimen Handwerker ihrer Kunst – ruhig und regelmäßig. [...] Jede Art von Nervosität ist ihm fremd, bei Tag und bei Nacht ist sein Kunstintellekt immer gleich hell und klar. [...] Denn Strauss »kommandiert« nach Goethes Wort seine Einfälle; Kunst heißt für ihn Können und sogar Alles-Können, wie sein lustiges Wort bezeugt: »Was ein richtiger Musiker sein will, der muss auch eine Speisekarte komponieren können«.“ Zum Komponieren brauchte Strauss die Sonne, das Licht und die Wärme der Sommermonate, in den Wintermonaten schrieb er dann mit seiner „sauberen und akkuraten Schrift, die die Klarheit seines Denkens und seines vom Verstand kontrollierten Fühlens“ widerspiegelten, die Partituren ins Reine. Wie sehr die musikalische Kreativität sein Leben bestimmte, ist seiner Antwort auf die Frage Hans Hotters, warum er das Skatspielen so liebe, zu entnehmen: „Alles, was ich sehe, die Menschen, die Tiere, die ganze Natur in ihrer Vielfalt, klingt für mich, löst musikalische Einfälle aus. [...] Zum Glück gibt es etwas, das nicht klingt – und das sind Spielkarten. Die lösen keine Musik in mir aus. [...] Skatspielen ist für mich Vergnügen und Erholung zugleich.“ So sehr das Komponieren auch sein Leben bestimmte, über seine Werke, wie auch über private Dinge, sprach Strauss ungern. Er gab auf Fragen zu seinen Kompositionen zwar bereitwillig Auskunft, wichtiger war ihm allerdings der Austausch über Themen wie die Mozart'sche Melodie, Wagners Gesamtwerk oder die Rolle der Musik in der abendländischen Kultur, seine Gedanken zu diesen Themen veröffentlichte er noch zu Lebzeiten in seinen Betrachtungen und Erinnerungen in der Herausgabe von Willi Schuh.
In den frühen 1890er-Jahren war Strauss nicht nur ein weltberühmter Dirigent, sondern er zählte auch zu den bekanntesten deutschen Komponisten, seit dem Sensationserfolg von Salome, der noch durch den des Rosenkavalier übertroffen wurde, „galt er als der berühmteste und neben Giacomo Puccini erfolgreichste Komponist seiner Zeit.“ Als erster Repräsentant der Musikwelt fühlte sich Strauss seinem Berufsstand gegenüber verpflichtet und setzte sich dafür ein, dass Komponisten von ihrer Arbeit leben können. Dies war in seiner Zeit keinesfalls selbstverständlich. Er ging davon aus, dass das Komponieren ein bürgerlicher Beruf sei und dementsprechend die Höhe seiner Entlohnung mit der Arbeit eines Juristen oder Mediziners vergleichbar sein müsse. Diese Ansicht widersprach der bisherigen Rolle des Künstlers in der Gesellschaft. Strauss hatte sich deshalb gegen den Vorwurf zu wehren, er sei besonders geschäftstüchtig und geldgierig, eine Ansicht, die sich bis in die heutige Zeit gehalten hat. Er forderte unter anderem, dass ein Komponist bei jeder Aufführung seiner Musik an den Einnahmen beteiligt werden müsse. Um seine Ziele zu erreichen, trat er 1898 zusammen mit Hans Sommer und Friedrich Rösch (1862–1925) dafür ein, eine Komponistengenossenschaft zu gründen. Dabei sollten nach einer Idee Sommers auch Werke, die nicht mehr urheberrechtlich geschützt sind, mit Abgaben belegt und die daraus erzielten Einnahmen jungen oder Not leidenden Komponisten zufließen. So entstand am 14. Januar 1903 die Genossenschaft Deutscher Tonsetzer, zu deren Vorsitzenden Strauss gehörte. Sie gründete am 1. Juli 1903 als Verwertungsgesellschaft die Anstalt für musikalisches Aufführungsrecht (AFMA), eine Vorläufergesellschaft der GEMA.

### Werk
Richard Strauss komponierte je nach Zählweise 60 bis 70 Orchesterwerke (einschließlich der für Soloinstrumente und der sinfonischen Dichtungen), 70 bis 90 kammermusikalische Kompositionen, über 200 Lieder, davon mindestens 15 Orchesterlieder, 27 Chorwerke und 15 Opern.

#### Opern
Mit seinen Opern Salome und Elektra wurde Richard Strauss in der ganzen Welt als Opernkomponist berühmt. In Anlehnung an die Wagnersche Tonsprache schuf er einen neuen dramaturgischen Ausdruck, verließ jedoch die tonale Basis nicht. Später veränderte er seine Musiksprache und bevorzugte einen glatteren musikalischen Stil, in seinen Spätwerken sogar einen eher klassizistischen Stil. Im Repertoire haben sich neben Salome und Elektra vor allem Der Rosenkavalier, Ariadne auf Naxos, Die Frau ohne Schatten und Arabella gehalten.

#### Tondichtungen
Richard Strauss vollendete insgesamt neun Tondichtungen (die zehnte Tondichtung Die Donau blieb Fragment). Vorbilder für seine Werke fand er in den Programmsymphonien und Symphonischen Dichtungen von Hector Berlioz und Franz Liszt, vor allem aber in den Symphonien und Ouvertüren Ludwig van Beethovens. Seinem Freund Romain Rolland erklärte er in einem Brief seine Intention:

„Für mich ist das poetische Programm nichts weiter als der Form-bildende Anlass zum Ausdruck und zur rein musikalischen Entwicklung meiner Empfindungen – nicht, wie Sie glauben, nur eine musikalische Beschreibung gewisser Vorgänge des Lebens.“

#### Lieder und Spätwerk
Richard Strauss hat 220 Lieder hinterlassen, teilweise mit Klavier- oder auch mit Orchesterbegleitung. 15 Lieder, die er in seiner Kindheit komponiert hat, sind verschollen. Zu seinen bekanntesten Liedern gehören die frühen Lieder op. 10, die er als 21-Jähriger im Jahre 1885 komponierte. Vom ersten Lied Zueignung liegen über 200 Aufnahmen vor. Viele seiner Lieder schrieb er für seine Frau Pauline, mit der er auch häufig Konzerte gab.
Nicht wegzudenken aus Liederabenden sind seine vier Lieder op. 27 Ruhe meine Seele, Morgen (ca. 250 Aufnahmen), Heimliche Aufforderung und Cäcilie. Immer wieder gesungen werden seine Lieder Heimkehr aus op. 15, das Ständchen aus op. 17, Traum durch die Dämmerung aus op. 29, Ich trage meine Minne aus op. 32, Freundliche Vision aus op. 48, auch die drei sogenannten Mutterlieder zur Geburt seines Sohnes aus op. 37, op. 41 und op. 43. Sein schon expressionistisches Lied Notturno op. 44 galt 1899 als Inbegriff der Moderne. Etwas ganz Besonderes ist sein Krämerspiegel op. 66 gegen die Verleger und Agenten. Zu nennen sind auch seine „sozialistischen Lieder“ Blindenklage, Der Arbeitsmann und Das Lied des Steineklopfers.
Insgesamt vertonte Strauss zehn Gedichte von Karl Henckell, obwohl dieser aus dem Deutschland der Kaiserzeit in die Schweiz emigrieren musste, vier Gedichte des „Anarchisten“ John Henry Mackay führte Strauss zu Weltruhm, 18-mal Goethe ist zu nennen, 14-mal Rückert (wie Gustav Mahler), 7-mal Heine etc. Skizzen blieb seine Vertonung der Rückert-Texte aus 1935 „Fort den Trug und fort die Lüge, fort die schlauen Winkelzüge des, was Politik sich heißt“ und „So möge Gott dem Leben die Reinheit wieder geben“. Politisch beachtenswert ist auch die Widmung seines Goethe-Liedes Durch allen Schall und Klang von 1925 an seinen Freund Romain Rolland, in der es heißt: „Dem großen Dichter und hochverehrten Freunde, dem heroischen Kämpfer gegen alle ruchlosen an Europas Untergang arbeitenden Mächte …“
In Erscheinung trat Richard Strauss auch als Chorkomponist. Insgesamt 38 A-cappella-Chorwerke und 13 Kompositionen mit Begleitung liegen vor, darunter auch Bearbeitungen von Volksliedern für das sogenannte Kaiserliederbuch, zunächst für das 1906 veröffentlichte Volksliederbuch für Männerchor.
1948 vollendete er sein letztes großes Werk, Vier letzte Lieder, für hohe Stimme und Orchester (Uraufführung 1950 durch Kirsten Flagstad unter Wilhelm Furtwängler in London), die sicherlich seine bekanntesten Liedkompositionen sind. Diese Lieder waren von Strauss nicht als Zyklus geplant. Seine letzte vollendete Komposition war ein weiteres Lied, Malven, beendet am 23. November. Die Partitur wurde erst 1982 im Nachlass von Maria Jeritza entdeckt. Malven wurde erstmals 1985 von Kiri Te Kanawa gesungen und 1990 zusammen mit ihrer zweiten Einspielung von Vier letzte Lieder aufgenommen.
Die letzte Komposition, Besinnung für gemischten Chor und Orchester, nach dem gleichnamigen Gedicht von Hermann Hesse („Göttlich ist und ewig der Geist …“), blieb ein Fragment, das erst 2020 von Thomas Hennig basierend auf den Skizzen und mit Einverständnis der Erben vollendet wurde. Zwei Voraufführungen der Besinnung fanden am 4. September 2021 in der Heilig-Kreuz-Kirche in Berlin-Kreuzberg statt. Aufgeführt wurde eine Version mit vierhändigem Klavier durch den Berliner Oratorien-Chor unter der Leitung von Thomas Hennig. Die Uraufführung der Besinnung hat am 3. November 2021 in der Berliner Philharmonie stattgefunden, ebenfalls unter dem Dirigat von Thomas Hennig und veranstaltet vom Berliner Oratorien-Chor mit den Berliner Symphonikern als Orchester.

### Zitate
„[…] denn selbst in der Programmusik ist die erste und wichtigste Frage immer die nach der Werthaftigkeit und Stärke des musikalischen Einfalls.“

„Ich arbeite sehr lange an Melodien; vom ersten Einfall bis zur letzten melodischen Gestalt ist ein weiter Weg. […] Das Motiv ist Sache der Eingebung; es ist der Einfall, […] während sich in der Entwicklung des Einfalls erst die wahre Kunst zeigt. Nicht auf den Anfang der Melodie kommt es an, sondern auf die Fortsetzung, auf die Entwicklung zur vollkommenen melodischen Gestalt. […] Die melodische Gestalt zu bauen ist natürlich Talentsache; aber es handelt sich hier auch um eines der schwersten technischen Probleme. […] Zwei Takte einer Melodie fallen mir spontan ein; und nun spinne ich weiter und schreibe wieder ein paar Takte hin, aber schon spüre ich Unvollkommenheiten, und ich setze Baustein an Baustein, bis die endgültige Fassung gelungen ist. Das dauert manchmal lange Zeit, sehr lange Zeit. Eine Melodie, die aus dem Augenblick geboren zu sein scheint, ist fast immer das Ergebnis mühevoller Arbeit. […] Aus dem Augenblick geboren ist das Lied ›Stern‹ mit dem Text von Achim von Arnim […]; auch das Lied ›Traum durch die Dämmerung‹. Aber das sind Seltenheiten.“

„Er [Richard Strauss] wolle mir [Stefan Zweig] absolute Freiheit lassen, denn ihn inspiriere niemals ein schon im Voraus zugeschneiderter Operntext im Verdi'schen Sinne, sondern immer nur eine dichterische Arbeit. Nur wäre ihm lieb, wenn ich ein paar komplizierte Formen einbauen könnte, die der Koloristik besondere Entwicklungsmöglichkeiten geben würden. »Mir fallen keine Melodien ein wie dem Mozart. Ich bringe es immer nur zu kurzen Themen. Aber was ich verstehe, ist dann so ein Thema zu wenden, zu paraphrasieren, aus ihm alles herauszuholen, was drinnen steckt, und ich glaube, das macht mir heute keiner nach.« Wieder war ich verblüfft über diese Offenheit, denn wirklich findet sich bei Strauss kaum je eine Melodie, die über ein paar Takte hinausreicht; aber wie sind dann diese wenigen Takte – etwa des Rosenkavalierwalzers – gesteigert und fugiert zu einer vollkommenen Fülle!“

„Wenn ich des Abends beim Komponieren an einer Stelle stecke und trotz eifrigen Nachdenkens keine ersprießliche Weiterarbeit mir möglich scheint, klappe ich das Klavier oder das Skizzenbuch zu, lege mich schlafen, und des Morgens beim Erwachen ist die Fortsetzung da. Durch welchen geistigen oder physischen Prozeß? [...] Nach meiner eigenen Erfahrung bei schöpferischer Tätigkeit zu urteilen, fällt mir ein Motiv oder eine zwei- bis viertaktige melodische Phrase unmittelbar ein. Ich bringe sie zu Papier und erweitere sie gleich bis zur 8-16- oder 32taktigen Phrase, die selbstverständlich nicht unverändert bleibt, sondern nach kürzerem oder längerem «Abliegen» allmählich zu der endgültigen Gestalt ausgearbeitet wird, die auch der strengsten, blasiertesten Selbstkritik standhält. Diese Arbeit geht nun in der Weise vor sich, daß es in erster Linie darauf ankommt, den Zeitpunkt abzuwarten, in welchem die Phantasie fähig und bereit ist, mir weiter zu dienen. Aber die Bereitschaft wird doch meistens bei größerer Muße, nach längerem Nachdenken, auch [...] durch seelische Erregung (auch Zorn und Ärger) hervorgerufen und gefördert. Diese geistigen Prozesse gehören nicht allein in das Gebiet angeborener Begabung, sondern der Selbstkritik und Selbsterziehung. «Genie ist Fleiß» soll Goethe gesagt haben. Aber auch Fleiß und die Lust zur Arbeit sind angeboren, nicht nur anerzogen. – Nur wo der Inhalt und die Form in höchster Vollendung sich decken, wie bei unsern ganz Großen, ist vollkommene Kunst erreicht.“

„Meine Überzeugung ist, daß in Zukunft das allein ausschlaggebende Moment der dramatischen Wirksamkeit eine kleinere Besetzung des Orchesters ist, das nicht wie die große die Singstimme erdrückt. Das haben viele jüngere Komponisten ja teilweise schon eingesehen, das Orchester der Zukunftsoper ist das Kammerorchester, das bei seiner klaren, kristallenen Untermalung aller Bühnenvorgänge allein imstande ist, die Intentionen des Komponisten mit Rücksicht auf die Singstimmen und mit aller Deutlichkeit wiederzugeben. Schließlich ist es doch eine immerhin nicht ganz unwesentliche Hauptsache, daß das Publikum nicht nur Töne vernimmt, sondern auch dem Text genau folgen kann.“

„Mein Gesangsstil hat das Tempo des rezitierten Dramas und kommt oft mit der Figuration und Polyphonie des Orchesters in Konflikt, und nur hervorragende Dirigenten, die selbst etwas vom Gesang verstehen, können hier den dynamischen und motorischen Ausgleich zwischen Schauspieler und Taktstock schaffen. Der Kampf zwischen Wort und Ton ist schon seit Beginn das Problem meines Lebens und mit »Capriccio« als Fragezeichen beendet!“

„Es ist schwer, Schlüsse zu schreiben. Beethoven und Wagner konnten es. Es können nur die Großen. Ich kann’s auch.“

„Ich weiß wohl, daß meine sinfonischen Werke weder an Beethoven’s Riesengenius reichen, ich kenne genau den Abstand von meinen Opern (in Größe der Conzeption, primärer melodischer Erfindung, kultureller Weisheit) gegenüber R. Wagners Ewigkeitswerken – aber die in Ihrer Weltgeschichte gegebenen Daten der Entwicklung der theatralischen Kunst, berechtigen mich glaube ich, doch zu dem bescheidenem schönen Bewußtsein, daß in der Vielseitigkeit meiner dramatischen Stoffe, in der Form ihrer Behandlung meine Opern in der Weltgeschichte gerade in ihren Beziehungen zu allen früheren Schöpfungen des Theaters (Rich. Wagner bei Seite lassend) einen ehrenvollen Platz am Ende des »Regenbogens« behaupten werden u. wenn Neuland auf dem Gebiet der Oper noch zu erreichen ist, gute Bausteine auf dieser »Allee der Sphinxe« gesetzt sind. […] Jedenfalls sind Guntram u. Feuersnot zwei naturnotwendige Bausteine bezüglich des dramatischen Styls, der Behandlung des Orchesters u. aller bei den Aufführungen u. Anfeindungen gemachten Erfahrungen, auf denen das böse Kind Salome erwachsen konnte, das die erste schöne Vertreterin all der Frauengestalten werden sollte, deren feiner differenzierte Psychologie alle nervösen Contrapunkte u. alle diffusen Farben meiner späteren Partituren dienen sollten vom Kuß der Salome, den Träumen der Klytämnestra bis zu Danae’s goldenen Nächten, Helenas Trank der Erinnerung, Ariadnes Verwandlung u. Apollos- u. Daphnes Umarmung! Aus dem Keim der Feuersnot entsprangen zudem auch die Confessions des Ariadnevorspiels, des Intermezzoexperiments u. des Capricciotestaments! Frau ohne Schatten knüpft direkt an die Zauberflöte an, auf [der] andere [recte: andern] Seite des Regenbogens […]. [Garmisch, 1 September 1944].“

„Ein jüngerer Componist sagte mir heute: »Es ist so schwer, heute immer noch was Neues zu finden«! Ich mußte erwiedern: warum wollen Sie denn durchaus etwas Neues finden? […] Neue Klänge u. Instrumentenmischungen im Orchester nützen sich rasch ab u. verlieren schnell den Reiz des Sensationellen. Neu ist nur jede Persönlichkeit u. die Art, ihre Empfindungen, Erlebnisse u. Gedanken in künstlerische Werke umzusetzen. Jeder drücke, was ihn bewegt, nur einfach auf seine Weise aus u. die bescheidenste Gabe wird den Reiz des Besonderen, nie Dagewesenen in sich bergen. Wenn er nur möglichst wahrhaftig sich selbst ausspricht, bringt er einen neuen Baustein zur Kulturgeschichte der Menschheit. Je größer das Individuum, das sich künstlerisch betätigt, desto bedeutungsvoller das von ihm producirte Kunstwerk.“

## Werke (Auswahl)
Ausgaben
- Richard Strauss. Lieder, Gesamtausgabe (GAL). Hrsg. von Franz Trenner. 4 Bände. Boosey & Hawkes [u. a.], London 1964.
- Richard Strauss. Nachlese, Lieder aus der Jugendzeit, verstreute Lieder aus späteren Jahren (Nachlese). Hrsg. von Willi Schuh. Boosey & Hawkes, London [u. a.] 1968.
- Die Texte der Lieder von Richard Strauss. Kritische Ausgabe. (Veröffentlichungen der Richard-Strauss-Gesellschaft München, Bd. 10). Hrsg. von Reinhold Schlötterer. Ludwig, Pfaffenhofen 1988, ISBN 3-7787-2099-6.
- Richard-Strauss-Edition. Bd. 1–18: Sämtliche Bühnenwerke. Verlag Dr. Richard Strauss, Wien 1996. Bd. 19–30: Orchesterwerke. Ebda. 1999.
- Der junge Richard Strauss. Frühe Klaviermusik. Hrsg. von Christian Wolf. 3 Bände. Schott, Mainz [u. a.] 2003, c.2004, 2008.
- Kritische Ausgabe der Werke von Richard Strauss. Online Plattform.

Abkürzungen
- AV = Werkverzeichnis nach Erich Hermann Müller von Asow, 1959–1974
- TrV = Werkverzeichnis nach Franz Trenner, 1999

### Opern
- Guntram. Handlung in 3 Akten, op. 25 (TrV 168, 168a). Libretto: Richard Strauss. Komp.: Kairo, Luxor, Ramacca (Sizilien), Marquartstein 1892–1893. Widmung: »Meinen teuren Eltern«. UA 10. Mai 1894 Weimar (Dirigent: Richard Strauss); neue Bearbeitung, komponiert: Garmisch 10. Juli 1934, UA 29. Oktober 1940 Weimar (Dirigent: Paul Sixt). Notendigitalisat
- Feuersnot. Ein Singgedicht in 1 Aufzug, op. 50 (TrV 203). Libretto: Ernst von Wolzogen. Komp.: Berlin-Charlottenburg 1901. Widmung: »Meinem Freunde Friedrich Rösch«. UA 21. November 1901 Dresden (Dirigent: Ernst von Schuch). Notendigitalisat
- Salome. Musikdrama in 1 Aufzug, op. 54 (TrV 215). Libretto: Richard Strauss, nach dem gleichnamigen Schauspiel von Oscar Wilde, deutsch von Hedwig Lachmann. Komp.: Marquartstein, Berlin 1904–1905; Marquartstein 30. August 1905 (Salomes Tanz). Widmung: »Meinem Freunde Edgar Speyer«. UA 9. Dezember 1905 Dresden (Dirigent: Ernst von Schuch). Notendigitalisat. Kritische Ausgabe der Werke von Richard Strauss, Band I/3a,b
- Elektra. Tragödie in 1 Aufzug, op. 58 (TrV 223). Libretto: Hugo von Hofmannsthal. Komp.: Garmisch 1908. Widmung: »Meinen Freunden Natalie und Willy Levin«. UA 25. Januar 1909 Dresden (Dirigent: Ernst von Schuch). Notendigitalisat. Kritische Ausgabe der Werke von Richard Strauss, Band I/4
- Der Rosenkavalier. Komödie für Musik in 3 Aufzügen, op. 59 (TrV 227). Libretto: Hugo von Hofmannsthal. Komp.: Berlin, Garmisch 1909–1910. Widmung: »Meinen lieben Verwandten/Familie Georg Pschorr in München«. UA 26. Januar 1911 Dresden (Dirigent: Ernst von Schuch). Notendigitalisat
- Ariadne auf Naxos. Oper in 1 Aufzug, op. 60 (TrV 228, 228a). Libretto: Hugo von Hofmannsthal. Komp.: Garmisch 1912 (Ariadne I), 1916 (Ariadne II). Widmung: »Max Reinhardt in Verehrung und Dankbarkeit«. Ariadne I: UA 25. Oktober 1912 Stuttgart (Dirigent: Richard Strauss), Ariadne II: UA 4. Oktober 1916 Wien (Dirigent: Franz Schalk). Notendigitalisat
- Die Frau ohne Schatten. Oper in 3 Akten, op. 65 (TrV 234). Libretto: Hugo von Hofmannsthal. Komp.: Garmisch 1915–1917. UA 10. Oktober 1919 Wien (Dirigent: Franz Schalk). Notendigitalisat
- Intermezzo. Eine bürgerliche Komödie mit sinfonischen Zwischenspielen in 2 Aufzügen, op. 72 (TrV 246). Libretto: Richard Strauss. Komp.: Garmisch 1921, Buenos Aires 1923. Widmung: »Meinem lieben Sohne Franz«. UA 4. November 1924 Dresden (Dirigent: Fritz Busch). Notendigitalisat
- Die ägyptische Helena. Oper in 2 Aufzügen, op. 75 (TrV 255). Libretto: Hugo von Hofmannsthal. Komp.: Garmisch 1926–1927, 1933 (neue Fass. der Wiener Staatsoper, Änderungen und Ergänzungen). Widmung: Heinz Tietjen. UA 6. Juni 1928 Dresden (Dirigent: Fritz Busch); neue Fassung der Wiener Staatsoper: 14. August 1933 Salzburg (Dirigent: Clemens Krauss). Notendigitalisat
- Arabella. Lyrische Komödie in 3 Aufzügen, op. 79 (TrV 263). Libretto: Hugo von Hofmannsthal. Komp.: Garmisch 1932. Widmung: »Meinen Freunden Alfred Reucker und Fritz Busch«. UA 1. Juli 1933 Dresden (Dirigent: Clemens Krauss). Notendigitalisat
- Die schweigsame Frau. Komische Oper in 3 Aufzügen, op. 80 (TrV 265). Libretto: Stefan Zweig, frei nach Ben Jonson. Komp.: Garmisch 1934–1935. UA 24. Juni 1935 Dresden (Dirigent: Karl Böhm). Notendigitalisat
- Friedenstag. Oper in 1 Aufzug, op. 81 (TrV 271). Libretto: Joseph Gregor. Komp.: Garmisch 1936. Widmung: »Meinen Freunden Viorica Ursuleac und Clemens Krauss«. UA 24. Juli 1938 München (Dirigent: Clemens Krauss). Notendigitalisat
- Daphne. Bukolische Tragödie in 1 Aufzug, op. 82 (TrV 272). Libretto: Joseph Gregor. Komp.: Taormina 1937. Widmung: »Meinem Freunde Dr. Karl Böhm«. UA 15. Oktober 1938 Dresden (Dirigent: Karl Böhm). Notendigitalisat
- Die Liebe der Danae. Heitere Mythologie in 3 Akten, op. 83 (TrV 278). Libretto: Joseph Gregor. Komp.: Baden (bei Zürich) 1939, Garmisch 1939–1940. Widmung: »Meinem Freunde Heinz Tietjen«. UA 14. August 1952 Salzburg (Dirigent: Clemens Krauss). Die für die Salzburger Festspiele geplante UA 1944 wurde durch die Verkündigung des »Totalen Krieges« abgesagt. Im Rahmen einer öffentlichen Generalprobe vor geladenen Gästen konnte Richard Strauss dennoch am 16. August 1944 eine Aufführung seines Werkes im Festspielhaus erleben. Notendigitalisat
- Capriccio. Ein Konversationsstück für Musik in 1 Aufzug, op. 85 (TrV 279). Libretto: Clemens Krauss und Richard Strauss. Komp.: Garmisch 1941. Widmung: »Meinem Freunde und Mitarbeiter Clemens Krauss«. UA 28. Oktober 1942 München (Dirigent: Clemens Krauss). Notendigitalisat

Die Musikkomödie Des Esels Schatten (TrV 294) nach Christoph Martin Wielands Die Abderiten (komponiert 1947/48, UA 7. Juni 1964 Kloster Ettal) wird üblicherweise nicht als Oper gezählt.

### Opernbearbeitungen
- Christoph Willibald Gluck: Iphigenie auf Tauris. Für die deutsche Bühne bearbeitet (TrV 161); Bearb.: Weimar September 1890. UA 9. Juni 1900 Weimar (Dirigent: Rudolf Krzyzanowski). Anmerkung: neue Übersetzung von Richard Strauss; vier Akte sind zu drei zusammengezogen; Umstellung einzelner Szenen; neue Rezitative und Erweiterung des Schlusses
- Ludwig van Beethoven: Die Ruinen von Athen. Ein Festspiel mit Tänzen und Chören, neu herausgegeben und bearbeitet von Hugo von Hofmannsthal und Richard Strauss (TrV 249); Bearb.: Garmisch 1924. UA 20. September 1924 Wien (Dirigent: Richard Strauss). Anmerkung: Ouvertüre von Die Geschöpfe des Prometheus; Nr. 6: Das Melodram komponierte Richard Strauss unter Verwendung von Motiven aus der 3. u. 5. Sinfonie von Beethoven
- Wolfgang Amadeus Mozart: Idomeneo. Opera seria in drei Akten; vollständige Neubearbeitung von Lothar Wallerstein und Richard Strauss (TrV); bearb.: Garmisch 28. September 1930. Widmung: Franz Schneiderhan und Clemens Krauss. UA 16. April 1931 Wien (Dirigent: Richard Strauss). Anmerkung: von Strauss neu komponiert: Interludio c-Moll zwischen 8. und 9. Szene im 2. Akt; 5. Szene im 3. Akt: Rezitativ »Halt ein, Fürst« und Ensemble »Erlösung!« vor Schlussgesang mit Tanz

Außerdem einzelne Einlagen bzw. Umarbeitungen in Wagners Die Feen, Boieldieus Johann von Paris, Nachinstrumentierung von Introduktion, Terzett (1. Akt) und Finale (2. Akt) in Wagners Rienzi

### Ballette und Tanzmusiken
- Josephs Legende. Handlung in einem Aufzug von Harry Graf Kessler und Hugo von Hofmannsthal op. 63 (TrV 231); komp.: Berlin 2. Februar 1914. Widmung: »Meinem Freunde Edouard Hermann«. UA 14. Mai 1914 Paris (Dirigent: Richard Strauss). Berlin: Fürstner 1914 (Partitur). Notendigitalisat
- Der Bürger als Edelmann. Komödie mit Tänzen von Molière. Freie Bühnenbearbeitung in drei Aufzügen (Hugo von Hofmannsthal) op. 60 (III) (TrV 228b); komp.: Garmisch 11. Oktober 1917. Widmung: »Max Reinhardt in Verehrung und Dankbarkeit«. UA 9. April 1918 Berlin (Dirigent: Einar Nilson). Berlin: Fürstner 1918 (Partitur, Klavierauszug von Otto Singer). Notendigitalisat
- Schlagobers. Heiteres Wiener Ballett in zwei Aufzügen (Libretto: Richard Strauss) op. 70 (TrV 243); komp.: Garmisch 16. September 1922. Widmung: »Meinem lieben Freunde Ludwig Karpath«. UA 9. April 1924 Wien (Dirigent: Richard Strauss, Choreografie: Heinrich Kröller). Berlin: Fürstner 1923 (Partitur, Klavierauszug von Otto Singer). Notendigitalisat
- Tanzsuite aus Klavierstücken von François Couperin (TrV 245); komp.: Wien 6. Januar 1923. UA 17. Februar 1923 Wien (Dirigent: Clemens Krauss, Choreografie: Heinrich Kröller). Berlin: Fürstner 1923 (Partitur). Notendigitalisat

### Schauspielmusiken
- Bühnenmusik zu »Romeo und Julia« von William Shakespeare (Bearb. von Dr. Förster) für Singstimmen und Instrumente (TrV 150); komp.: München, Herbst 1887. UA 23. Oktober 1887 München. Partitur in: Richard Strauss-Jahrbuch 2 (1959/60), S. 42–50
- Fanfare zu dem Schauspiel »Die Jäger« von August Wilhelm Iffland für Orchester (TrV 165); komp.: Weimar, Frühjahr 1891. UA 7. Mai 1891 Weimar. Leipzig: Peters (PDF-Vorschau).
- Musik zu »Lebende Bilder«. Zur Feier der goldenen Hochzeit des Großherzogs Carl Alexander von Sachsen-Weimar-Eisenach und der Großherzogin Sophie, Prinzessin der Niederlande (TrV 167); komp.: Marquartstein 21. August 1892 (1. Satz), Weimar Ende September 1892 (2. Satz), München 13. September 1892 (3. Satz), Weimer 26. September 1892 (4. Satz). UA 8. Oktober 1892 (Dirigent: Richard Strauss). Magdeburg: Heinrichshofen 1930 (Titel: »Kampf und Sieg«)
- Zwei Lieder aus »Der Richter von Zalamea« von Pedro Calderón de la Barca (dt. Bühnenbearb. von Rudolf Presber) (TrV 211); komp.: Marquartstein 16. August 1904. UA 7. September 1904 Berlin(?). Abdruck in: Richard Strauss-Jahrbuch 1954, S. 97; GAL III, S. 176; Nachlese, S. 88

### Sinfonien und Sinfonische Dichtungen
- Symphonie (d-Moll) für großes Orchester (TrV 94); komp.: München 1880. UA 30. März 1881 München (Dirigent: Hermann Levi). Notendigitalisat
- Zweite Symphonie (f-Moll) für großes Orchester, op. 12 (TrV 126); komp.: München und Leipzig 1883, Berlin 1884. UA 13. Dezember 1884 New York (Dirigent: Theodor Thomas). Notendigitalisat
- Aus Italien. Sinfonische Fantasie für großes Orchester (G-Dur) op. 16 (TrV 147); komp.: Italien u. München 1886. Widmung: »Herrn Dr. Hans von Bülow in tiefster Verehrung und Dankbarkeit«. UA 2. März 1887 München (Dirigent: Richard Strauss). Vgl. auch Analyse vom Komponisten (AV 307). Notendigitalisat. Kritische Ausgabe der Werke von Richard Strauss, Band III/3
- Don Juan (Ausschnitt) Don Juan. Tondichtung für großes Orchester (nach Nikolaus Lenaus dramatischem Gedicht), op. 20 (TrV 156); Komp.: München 30. September 1888. Widmung: »Meinem lieben Freunde Ludwig Thuille«. UA 11. November 1889 Weimar (Dirigent: Richard Strauss). Notendigitalisat. Kritische Ausgabe der Werke von Richard Strauss, Band III/5
- Macbeth. Tondichtung nach Shakespeares Drama für großes Orchester, op. 23 (TrV 163); Komp.: München 9. Januar 1888 (1. ungedr. Fass.), München 8. Februar 1888 (2. ungedr. Fass.), rev. 1890, Weimar 4. März 1891 (3. gedr. Fass.). Widmung: Alexander Ritter. UA 2. Fass.: 3. Oktober 1890 Weimar; 3. Fass.: 29. Februar 1892 Berlin (jeweils Dirigent: Richard Strauss). Notendigitalisat. Kritische Ausgabe der Werke von Richard Strauss, Band III/4
- Tod und Verklärung. Tondichtung für großes Orchester, op. 24 (TrV 158); Komp.: Weimar 18. November 1889. Widmung: »Meinem lieben Freunde Rösch«. UA 21. Juni 1890 Eisenach (Dirigent: Richard Strauss). Notendigitalisat. Kritische Ausgabe der Werke von Richard Strauss, Band III/6
- Till Eulenspiegels lustige Streiche nach alter Schelmenweise in Rondoform für großes Orchester gesetzt, op. 28 (TrV 171); Komp.: München 6. Mai 1895. Widmung: »Meinem lieben Freunde Dr. Arthur Seidl«. UA 5. November 1895 Köln (Dirigent: Franz Wüllner). Notendigitalisat
- Also sprach Zarathustra. Tondichtung (Frei nach Friedrich Nietzsche) für großes Orchester, op. 30 (TrV 176); Komp.: München 4. Februar – 24. August 1896. UA 27. November 1896 Frankfurt/M. (Dirigent: Richard Strauss). Notendigitalisat
- Don Quixote. Fantastische Variationen über ein Thema ritterlichen Charakters für großes Orchester, op. 35 (TrV 184); Komp.: München 29. Dezember 1897. Widmung: »Meinem Freunde Joseph Dupont«. UA 8. März 1898 Köln (Dirigent: Franz Wüllner, Violoncello: Friedrich Grützmacher). Notendigitalisat
- Ein Heldenleben. Tondichtung für großes Orchester, op. 40 (TrV 190); Komp.: Berlin-Charlottenburg 1.–27. Dezember 1898. Widmung: Willem Mengelberg. UA 3. März 1899 Frankfurt/M. (Dirigent: Richard Strauss). Notendigitalisat
- Sinfonia domestica für großes Orchester, op. 53 (TrV 209); Komp.: Berlin-Charlottenburg 31. Dezember 1903. Widmung: »Meiner lieben Frau und unserem Jungen«. UA 21. März 1904 New York (Dirigent: Richard Strauss). Notendigitalisat
- Eine Alpensinfonie für großes Orchester, op. 64 (TrV 233); komp.: Skizzen 1899–1902, 1910, 1911–1913, Particell 1913, Partitur bis 8. Februar 1915 in Berlin. Widmung: »Dem Grafen Nicolaus Seebach und der Königlichen Kapelle zu Dresden in Dankbarkeit«. UA 28. Oktober 1915 Berlin (Dirigent: Richard Strauss). Notendigitalisat
- Sinfonie zu drei Themen (Es-Dur) (TrV 253); komp.: etwa 1925 (Particell-Skizze)
- Die Donau. Symphonische Dichtung für großes Orchester, Chor und Orgel (TrV 284); komp.: Garmisch und Wien 1941–1942 (Fragment)

### Weitere Orchesterkompositionen
- Festmarsch (Es-Dur) für Orchester op. 1 (TrV 43); komp.: München 1876. Widmung: »Seinem lieben Onkel Herrn Georg Pschorr«. UA 26. März 1881 München (Dirigent: Franz Strauss; »Wilde Gungl«). Notendigitalisat
- Romanze (Es-Dur) für Klarinette mit Orchesterbegleitung (TrV 80); komp.: München 25. Juni 1879. UA Sommer 1879 München (Schlusskonzert des Ludwigsgymnasiums). Notendigitalisat
- Concert (d-Moll) für Violine mit Begleitung des Orchesters, op. 8 (TrV 110); Komp.: München 22. März 1882. Widmung: »Dem königl. bayer. Concertmeister Herrn Benno Walter«. UA mit Klavierbegleitung: 5. Dezember 1882 Wien (Violine: Benno Walter; Klavier: Richard Strauss); mit Orchester: 4. März 1890 Köln (Dirigent: Franz Wüllner; Violine: Benno Walter). Notendigitalisat
- Concert (Es-Dur) für Waldhorn mit Orchester- oder Klavierbegleitung, op. 11 (TrV 117); komp.: München 1882/83. Widmung: Klavierauszug: »Seinem lieben Vater Herrn Franz Strauss«; Partitur: »Dem kgl. Sächs. Kammermusiker Herrn Oscar Franz freundlichst«. UA mit Klavierbegleitung: Anfang 1883 München (Horn: Bruno oder Franz Hoyer; Klavier: Richard Strauss); mit Orchester: 4. März 1885 Meiningen (Horn: Gustav Leinhos; Dirigent: Hans von Bülow). Notendigitalisat
- Romanze (F-Dur) für Violoncello mit Orchester- oder Klavierbegleitung (TrV 118); komp.: München 27. Juni 1883. Widmung: Anton Ritter von Knötzinger (Partitur), Ferdinand Böckmann (kürzere Fassung). UA 15. Februar 1884 Baden-Baden. Notendigitalisat
- Concertouvertüre (c-Moll) für großes Orchester (TrV 125); komp.: München 1883. Widmung: »Herrn Hofkapellmeister Hermann Levi in Hochachtung und Dankbarkeit«. UA 28. November 1883 München (Dirigent: Hermann Levi). Notendigitalisat
- Burleske für Klavier und Orchester, d-Moll (TrV 145); komp.: Meiningen 24. Februar 1886. Widmung: »Eugen d'Albert freundschaftlich zugeeignet«. UA 21. Juni 1890 Eisenach (Klavier: Eugen d’Albert, Dirigent: Richard Strauss). Notendigitalisat
- Königsmarsch (Militärischer Festmarsch) für Orchester (TrV 217); komp.: Berlin 6. Januar 1906. Widmung: »Seiner Majestät dem Kaiser und König Kaiser Wilhelm II. in tiefster Ehrfurcht«. UA 27. Januar 1906 Berlin (Dirigent: Richard Strauss). Notendigitalisat
- Zwei Militärmärsche für großes Orchester (TrV 221); komp.: Berlin 1906. Widmung: »Seiner Majestät Kaiser Wilhelm II.«. UA 6. März 1907 Berlin (Dirigent: Richard Strauss). Notendigitalisat
- Walzerfolge Nr. 2 aus Der Rosenkavalier (TrV 227a); komp.: 1910/11. Notendigitalisat
- Festliches Präludium für großes Orchester und Orgel op. 61 (TrV 229); komp.: Garmisch 11. Mai 1913. Widmung: »Zur Einweihung des Wiener Konzerthauses am 19. Oktober 1913«. UA 19. Oktober 1913 Wien (Dirigent: Ferdinand Löwe). Notendigitalisat
- Orchestersuite aus der Musik zum Bürger als Edelmann (TrV 228c); komp.: 1915–1920. UA 31. Januar 1920 Wien (Dirigent: Richard Strauss). Notendigitalisat
- Vier sinfonische Zwischenspiele aus Intermezzo (TrV 246a); komp.: 1923. Notendigitalisat
- Parergon zur Sinfonia domestica für Klavier (linke Hand) und Orchester op. 73 (TrV 209a); komp.: Garmisch 27. Januar 1925. Widmung: Paul Wittgenstein. UA 6. Oktober 1926 Dresden (Klavier: Paul Wittgenstein, Dirigent: Fritz Busch). Notendigitalisat
- Begleitmusik zum Stummfilm Der Rosenkavalier für Orchester (TrV 227b); komp.: Garmisch 18. Oktober 1925 (Partitur). UA 10. Januar 1926 Dresden (Dirigent: Richard Strauss)
- Panathenäenzug. Sinfonische Etüden in Form einer Passacaglia für Klavier (linke Hand) und Orchester op. 74 (TrV 254); komp.: Wien 14. Februar 1927. Widmung: Paul Wittgenstein. UA 16. Januar 1928 Berlin (Klavier: Paul Wittgenstein, Dirigent: Bruno Walter). Notendigitalisat
- Orchestersuite aus dem Ballett Schlagobers (TrV 243a); komp.: Garmisch 16. September 1932. UA 8. November 1932 Mannheim (Dirigent: Richard Strauss). Notendigitalisat
- München. Ein Gedächtniswalzer für großes Orchester, erste Fassung (TrV 274); komp.: Garmisch 3. Januar 1939. Widmung: »Der Bayerischen Staatsbibliothek zur Erinnerung an den 11. Juni 1949«. UA 24. Mai 1939 München (Dirigent: Carl Ehrenberg). Anmerkung: Für einen von Hitler und Goebbels kurzfristig verbotenen gleichnamigen Film komponiert. Notendigitalisat
- Festmarsch zur Feier des 2600jährigen Bestehens des Kaiserreichs Japan für großes Orchester (Japanische Festmusik) op. 84 (TrV 277); komp.: Meran 22. April 1940. Widmung: »Seiner Majestät dem Kaiser von Japan«. UA 14. Dezember 1940 Tokio (Dirigent: Helmut Fellmer). Notendigitalisat
- Divertimento (Klavierstücke von François Couperin) für kleines Orchester bearbeitet (TrV 245b); komp.: Garmisch 1940–1941. UA 31. Januar 1943 (Dirigent: Clemens Krauss). Notendigitalisat
- Zweites Konzert (Es-Dur) für Horn und Orchester (TrV 283); komp.: Wien 28. November 1942. UA 11. August 1943 Salzburg (Horn: Gottfried von Freiberg, Dirigent: Karl Böhm). Notendigitalisat
- Einleitung und Walzer aus Der Rosenkavalier für den Konzertgebrauch neu bearbeitet für großes Orchester, erste Folge (TrV 227c); komp.: Garmisch 15. November 1944. Widmung: »Dr. Ernst Roth, dem treuen Helfer und mutigen Veranstalter des Londoner Strauss-Festivals dankbar ergeben«. UA 4. August 1946 London (Dirigent: Erich Leinsdorf). Notendigitalisat
- Konzert für Oboe und kleines Orchester D-Dur (TrV 292); komp.: Baden (Schweiz) 25. Oktober 1945. Widmung: »Meinem Freunde Dr. Volkmar Andreae und dem Tonhallenorchester Zürich«. UA 26. Februar 1946 (Oboe: Marcel Saillet, Dirigent: Volkmar Andreae). Notendigitalisat
- Metamorphosen. Studie für 23 Solostreicher (TrV 290). komp.: Garmisch 12. April 1945. Widmung: »Paul Sacher und dem Collegium Musicum Zürich«. UA 25. Januar 1946 Zürich (Dirigent: Paul Sacher)[221] Notendigitalisat
- Symphonisches Fragment aus Josephs Legende für großes Orchester (TrV 231a); komp.: Baden (Aargau) 4. Februar 1947. UA März 1949 Cincinnati (Dirigent: Fritz Reiner). Notendigitalisat
- Symphonische Fantasie aus Die Frau ohne Schatten für Orchester (TrV 234a); komp.: Ouchy/Lausanne 30. Mai 1946. Widmung: »Meinem lieben Freunde Manfred von Mautner Markhof«. UA 26. Juni 1947 Wien (Dirigent: Karl Böhm). Notendigitalisat
- Duett-Concertino (F-Dur) für Klarinette und Fagott mit Streichorchester und Harfe (TrV 293); komp.: Montreux 16. Dezember 1947. Widmung: »Hugo Burghauser, dem Getreuen«. UA 4. April 1948 Lugano (Radio Monte Ceneri) (Solisten: Armando Basile und Bruno Bergamaschi, Dirigent: Otmar Nussio). Notendigitalisat

Weitere Ouvertüren, Suiten und Stücke aus Bühnenwerken für Orchester, Märsche für Orchester

### Kammermusik
- Introduktion, Thema und Variationen für Horn und Klavier Es-Dur (TrV 70); komp.: München 4. Oktober 1878
- Andante (C-Dur) für Horn und Klavier (TrV 155); komp.: München 29. August 1888. UA 3. Mai 1973 Wien. Notendigitalisat
- Sonate (F-Dur) für Violoncello und Klavier op. 6 (TrV 115); 1. Fass.: Staffelstein u. München 5. Mai 1881; 2. Fass.: Herbst/Winter 1882/83. Widmung: »Seinem lieben Freunde, Herrn Hans Wihan«. UA 8. Dezember 1883 Nürnberg (Violoncello: Hans Wihan, Klavier: Hildegard von Königsthal). Notendigitalisat. Kritische Ausgabe der Werke von Richard Strauss, Band VI/4
- Suite (B-Dur) für 13 Blasinstrumente op. 4 (TrV 132); komp.: München 29. September 1884. Widmung: »Meinem lieben Freunde Ludwig Thuille«. UA 18. November 1884 (Solisten der Meininger Hofkapelle, Dirigent: Richard Strauss). Notendigitalisat
- Sonate (Es-Dur) für Violine und Pianoforte op. 18 (TrV 151); komp.: München 1887. Widmung: »Meinem lieben Vetter und Freunde Herrn Robert Pschorr«. UA 3. Oktober 1888 Elberfeld (Violine: Robert Heckmann, Klavier: Julius Buths). Notendigitalisat. Kritische Ausgabe der Werke von Richard Strauss, Band VI/4
- Daphne-Etüde (G-Dur) (Andante nach einem Motov aus Daphne) für Violine solo (TrV 272b); komp.: Garmisch 27. Februar 1945. Widmung: »Meinem lieben Geigenschüler Christian zum 13. Geburtstag«. Notendigitalisat
- Allegretto (E-Dur) für Violine und Klavier (TrV 295); komp.: Pontresina 5. August 1948. Notendigitalisat
- Quartett (A-Dur) für 2 Violinen, Viola und Violoncello op. 2 (TrV 95); komp.: München 14. November 1880. Widmung: »Dem Quartette der Herren Benno Walter, Michael Steiger, Anton Thomas, Hans Wihan«. UA 14. März 1881 München (Benno-Walter-Quartett). Notendigitalisat
- Quartett (c-Moll) für Pianoforte, Violine, Viola und Violoncello op. 13 (TrV 137); komp.: München 1. Januar 1885. Widmung: »Sr. Hoheit Georg II., Herzog v. Sachsen-Meiningen, in Ehrfurcht und Dankbarkeit«. UA 8. Dezember 1885 Weimar (Mitglieder des Halir-Quartetts, Klavier: Richard Strauss). Notendigitalisat
- Serenade für 13 Blasinstrumente Es-Dur op. 7 (TrV 106); komp.: München 11. November 1881. Widmung: »Seinem hochverehrten Lehrer, Herrn Fr. W. Meyer, königl. bayr. Hof-Kapellmeister«. UA 27. November 1882 Dresden, Tonkünstlerverein (Bläser der Hofkapelle, Dirigent: Franz Wüllner). Notendigitalisat
- Feierlicher Einzug der Ritter des Johanniter-Ordens (Investiturmarsch) für Blechbläser und Pauken (TrV 224); komp.: Garmisch 21. Juli 1909. Widmung: »Seiner königlichen Hoheit dem Prinzen Eitel Friedrich von Preußen, Herrenmeister des Johanniter-Ordens der Balley-Brandenburg ehrfurchtsvoll«. UA 12. Dezember 1909 Wien? Notendigitalisat
- Wiener Philharmoniker Fanfare für Blechblasinstrumente und Pauken (TrV 248); komp.: Wien 19. Februar 1924. Widmung: »Den lieben herrlichen Wiener Philharmonikern«. UA 4. März 1924 Wien (Ball der Wiener Philharmoniker). Notendigitalisat
- Festmusik der Stadt Wien für Blechblasinstrumente und Pauken (TrV 286); komp.: Wien 14. Januar 1943. Widmung: »Dem Gemeinderat der Stadt«. UA 9. April 1943 Wien (Dirigent: Richard Strauss). Notendigitalisat
- (Erste) Sonatine (F-Dur) für sechzehn Blasinstrumente. Aus der Werkstatt eines Invaliden (TrV 288); komp.: Wien und Garmisch 1943. UA 18. Juni 1944 Dresden (Dirigent: Karl Elmendorff). Notendigitalisat
- Zweite Sonatine (Es-Dur) für sechzehn Blasinstrumente. Fröhliche Werkstatt (TrV 291); komp.: Garmisch 1944–1945. Am Schluss des 3. Satzes: »Fröhliche Werkstatt. Den Manen des göttlichen Mozart am Ende eines Dankerfüllten Lebens«. Widmung: Werner Reinhart. UA 27. März 1946 Winterthur (Dirigent: Hermann Scherchen). Notendigitalisat

Weitere Kammermusik für drei und mehr Instrumente, Musik für Soloinstrument mit Klavierbegleitung und für Soloinstrument ohne Begleitung

### Musik für Klavier solo
- Fünf Klavierstücke op. 3 (TrV 105); komp.: München 31. Juli 1881. Notendigitalisat
- Sonate (h-Moll) für Pianoforte zu zwei Händen op. 5 (TrV 103); komp.: Frühjahr 1881. Widmung: »Seinem lieben Freunde Josef Giehrl«. Notendigitalisat
- 14 Improvisationen und Fuge über ein Originalthema für Pianoforte zu zwei Händen (TrV 130); komp.: München 16. Mai 1884. Widmung: »Hans von Bülow«. Notendigitalisat
- Intermezzo (F-Dur) für Klavier zu vier Händen (TrV 138); komp.: München 31. Januar 1885

Weitere Musik für Klavier zu zwei und vier Händen

### Chorwerke

#### Werke für Solostimmen, Chor und Instrumentalbegleitung
- Taillefer (Text: Ludwig Uhland) für Sopran, Tenor, Bass, gemischten Chor und Orchester op. 52 (TrV 207); komp.: Berlin-Charlottenburg 2. Mai 1903. Widmung: »Der philosophischen Fakultät der Universität Heidelberg« [aus Anlass seiner Promotion zum Dr. h. c.]. UA 26. Oktober 1903 Heidelberg (Stadthalle, Dirigent: Richard Strauss). Notendigitalisat
- Lied der Chispa für Mezzosopran und einstimmigen Männerchor mit Gitarre und zwei Harfen (TrV 211); komp.: Marquartstein 16. August 1904. UA 7. September 1904 Berlin? (Solo: Elsa Schiff)

#### Werke mit Instrumentalbegleitung
- Wandrers Sturmlied (Text: Johann Wolfgang von Goethe) für sechsstimmigen Chor und großes Orchester op. 14 (TrV 131); komp.: München 22. Mai 1885. Widmung: »Herrn Professor Dr. Franz Wüllner in Verehrung und Dankbarkeit«. UA 8. März 1887 Köln (Dirigent: Richard Strauss). Notendigitalisat
- Bardengesang (Text: Friedrich Gottlieb Klopstock) für Männerchor und Orchester op. 55 (TrV 219); komp.: Berlin-Charlottenburg 26. April 1906. Widmung: »Dem tatkräftig für die Ziele der Genossenschaft deutscher Tonsetzer wirkenden Vorkämpfer aller künstlerischen Bestrebungen der Männergesangvereine Herrn Chormeister Gustav Wohlgemuth«. UA 6. Februar 1907 Dresden (Dresdner Lehrergesangverein, Dirigent: Friedrich Brandes). Notendigitalisat
- Die Tageszeiten (Text: Joseph von Eichendorff). Ein Liederzyklus für Männerchor und Orchester op. 76 (TrV 256); komp.: Wien 19. Dezember 1927. Widmung: »Dem Wiener Schubertbund und seinem Dirigenten Viktor Keldorfer«. UA 21. Juli 1928 Wien (Dirigent: Viktor Keldorfer). Notendigitalisat
- Austria (Text: Anton Wildgans). Österreichisches Lied für großes Orchester mit Männerchor op. 78 (TrV 259); komp.: Wien 9. März 1929. Wirdmung: »Dem Wiener Männergesangverein«. UA 10. Januar 1930 Wien (Dirigent: Richard Strauss). Notendigitalisat
- Olympische Hymne (Text: Robert Lubahn) für gemischten Chor und großes Orchester (TrV 266); komp.: Garmisch 22. Dezember 1934. UA 1. August 1936 Berlin (Olympiastadion, Dirigent: Richard Strauss)

#### Werke a cappella
- Vier Sätze einer Messe (D-Dur) für gemischten Chor a cappella (TrV 54); komp.: München Mai u. Dezember 1877. Widmung: »Seinem lieben Papa zum 30jährigen Dienstjubiläum«. UA 13. Dezember 1987 München, Herz-Jesu-Kirche (Dirigent: Josef Schmidhuber). Mainz: Schott 1996 (PDF-Vorschau)
- Zwei Gesänge für 16-stimmigen gemischten Chor op. 34 (TrV 182); komp.: München 1897. UA 19. April 1898 Köln (Dirigent: Franz Wüllner).
  - Nr. 1. Der Abend (Text: Friedrich Schiller), Widmung: »Meinem Freunde Julius Buths«; Nr. 2. Hymne (Text: Friedrich Rückert), Widmung: »Meinem Freunde Philipp Wolfrum«
- Deutsche Motette (Text: Friedrich Rückert) für 4 Solostimmen (SATB) u. 16-stimmigen gemischten Chor op. 62 (TrV 230); komp.: Garmisch 22. Juni 1913. Widmung: »Professor Hugo Rüdel und dem ausgezeichneten Hoftheatersingchor in Berlin«. UA 2. Dezember 1913 Berlin (Dirigent: Hugo Rüdel). Notendigitalisat
- Die Göttin im Putzzimmer (Text: Friedrich Rückert) für 8-stimmigen gemischten Chor (TrV 267); komp.: Garmisch 6. Februar 1935. UA 2. März 1952 Wien (Staatsopernchor, Dirigent: Clemens Krauss). Notendigitalisat
- An den Baum Daphne (Text: Joseph Gregor; Epilog zu Daphne) für 9-stimmigen gemischten Chor (TrV 272a); komp.: Garmisch 13. November 1943. Widmung: »Dem Wiener Staatsopernchor«. UA 5. Januar 1947 Wien (Dirigent: Felix Prohaska)
- Zwei Männerchöre (Texte: Johann Gottfried Herder, aus: Volkslieder, 1778, später: Stimmen der Völker in Liedern) op. 42 (TrV 194); komp.: Marquartstein 1899. UA 8. Dezember 1899 Wien (Wiener Schubertbund, Dirigent: Adolf Kirchl)
  - Nr. 1. Liebe Notendigitalisat, Nr. 2. Altdeutsches Schlachtlied
- Drei Männerchöre (Texte: Johann Gottfried Herder, aus: Volkslieder) op. 45 (TrV 193); komp.: Marquartstein 1899. Widmung: »Meinem lieben Vater«. Notendigitalisat
  - Nr. 1. Schlachtgesang, Nr. 2. Lied der Freundschaft, Nr. 3. Der Brauttanz
- Cantate (Text: Hugo von Hofmannsthal) für 4-stimmigen Männerchor (TrV 232); komp.: Berlin 22. Februar 1914. Widmung: »Seiner Excellenz dem Grafen von Seebach anläßlich der Feier seines 20jährigen Jubiläums als Generaldirektor der Königl. sächs. Hofbühnen verehrungsvollst zugeeignet«
- Drei Männerchöre (Texte: Friedrich Rückert) (TrV 270); komp.: Garmisch 1935. Widmung: »Eugen Papst und dem Kölner Männergesangverein«. UA 5. April 1936 Köln (Dirigent: Eugen Papst). Notendigitalisat
  - Nr. 1. Vor den Türen, Nr. 2. Traumlicht, Nr. 3. Fröhlich im Maien
- Durch Einsamkeiten (Text: Anton Wildgans) für 4-stimmigen Männerchor (TrV 273); komp.: Garmisch 8. Mai 1938. Widmung: »Dem Wiener Schubertbund zum 50jährigen Jubiläum gewidmet von seinem Ehrenmitgliede Dr. Richard Strauss«. UA 1. April 1939 Wien (Dirigent: Otto Nurrer)

### Lieder

#### Für eine Singstimme und Orchester
- Vier Gesänge für eine Singstimme mit Begleitung des Orchesters op. 33 (TrV 180); komp.: Marquartstein u. München 1896–1897. UA 2. November 1896 Berlin. Notendigitalisat
  - Nr. 1. Verführung (Text: John Henry Mackay), Nr. 2. Gesang der Apollopriesterin (Text: Emanuel von Bodman), Nr. 3. Hymnus (Text: Friedrich Schiller), 4. Pilgers Morgenlied (Text: Johann Wolfgang von Goethe)
- Zwei größere Gesänge für eine tiefere Stimme mit Orchesterbegleitung op. 44 (TrV 197); komp.: Berlin-Charlottenburg 1899: Widmung: Nr. 1: »Herrn Anton van Rooy«; Nr. 2: »Herrn Karl Scheidemantel«. UA 3. Dezember 1900 Berlin. Notendigitalisat
  - Nr. 1. Notturno (Text: Richard Dehmel), Nr. 2. Nächtlicher Gang (Text: Friedrich Rückert)
- Zwei Gesänge für eine tiefe Baßstimme mit Orchesterbegleitung op. 51 (TrV 206); komp.: Berlin 1902/1906. Widmung: »Dem kgl. Hofopernsänger, Herrn Paul Knüpfer«. UA Nr. 1: 7. April 1903 Berlin; UA Nr. 2: 5. März 1906 Leipzig. Notendigitalisat
  - Nr. 1. Das Tal (Text: Ludwig Uhland), Nr. 2. Der Einsame (Text: Heinrich Heine)
- Drei Hymnen von Friedrich Hölderlin für eine hohe Singstimme und großes Orchester op. 71 (TrV 240); komp.: Wien 1921. Widmung »Mrs. Minnie Untermyr in herzlicher Freundschaft«. UA 4. November 1921 Berlin (Solistin: Barbara Kemp-v. Schillings, Dirigent: Gustav Brecher). Notendigitalisat
  - Nr. 1. Hymne an die Liebe, Nr. 2. Rückkehr in die Heimat, Nr. 3. Die Liebe
- Vier letzte Lieder für Sopran und Orchester (TrV 296); komp.: Pontresina, Montreux 1948. Widmung: Nr. 1: »Dr. Willi Schuh und Frau«; Nr. 2: »Mr. & Mme Seery (Maria Jeritza)«; Nr. 3: »Herrn und Frau Dr. Adolf Jöhr«; Nr. 4: »Dr. Ernst Roth«. UA 22. Mai 1950 London (Solo: Kirsten Flagstad, Dirigent: Wilhelm Furtwängler). Notendigitalisat
  - Nr. 1. Frühling (Text: Hermann Hesse), Nr. 2. September (Text: Hermann Hesse), Nr. 3. Beim Schlafengehen (Text: Hermann Hesse), Nr. 4. Im Abendrot (Text: Joseph von Eichendorff)

#### Für eine Singstimme und Klavier
- Acht Gedichte aus »Letzte Blätter« von Hermann von Gilm op. 10 (TrV 141), komp.: Steinach, München u. Meiningen 1885. Widmung: »Herrn Heinrich Vogl, k. b. Kammersänger«. Notendigitalisat. Kritische Ausgabe der Werke von Richard Strauss, Band II/2. Anmerkung: Lied Nr. 1 auch mit Orchester; instrumentiert: Meran 14. April 1940. Widmung: »Für Viorica, Garmisch, 19. Juni 1940«. UA 4. Juli 1940 Rom (Solistin: Viorica Ursuleac, Dirigent: Clemens Krauss)
  - Nr. 1. Zueignung, Nr. 2. Nichts, Nr. 3. Die Nacht, Nr. 4. Die Georgine, Nr. 5. Geduld, Nr. 6. Die Verschwiegenen, Nr. 7. Die Zeitlose, Nr. 8. Allerseelen
- Fünf Lieder für eine mittlere Stimme op. 15 (TrV 148); komp.: München 1886. Widmung: Victoria Blank (Nr. 1, 3, 4) u. Johanna Pschorr (Nr. 2, 5). Notendigitalisat. Kritische Ausgabe der Werke von Richard Strauss, Band II/2
  - Nr. 1. Madrigal (Text: Michelangelo Buonarroti), Nr. 2. Winternacht (Text: Adolf Friedrich von Schack), Nr. 3. Lob des Leidens (Text: Adolf Friedrich von Schack), Nr. 4. Aus den Liedern der Trauer (Text: Adolf Friedrich von Schack), Nr. 5. Heimkehr (Text: Adolf Friedrich von Schack)
- Sechs Lieder von Adolf Friedrich von Schack für eine hohe Singstimme op. 17 (TrV 149); komp.: München 1886/87. Notendigitalisat. Kritische Ausgabe der Werke von Richard Strauss, Band II/2
  - Nr. 1. Seitdem dein Aug' in meines schaute, Nr. 2. Ständchen, Nr. 3. Das Geheimniss, Nr. 4. Aus den Liedern der Trauer, Nr. 5. Nur Muth!, Nr. 6. Barcarole
- Sechs Lieder aus »Lotosblätter« von Adolf Friedrich Graf von Schack op. 19 (TrV 152); komp.: München 1888. Widmung: »Fräulein Emilie Herzog, kgl. Bayer. Hofopernsänegrin verehrungsvoll«. Notendigitalisat. Kritische Ausgabe der Werke von Richard Strauss, Band II/2
  - Nr. 1. Wozu noch, Mädchen, soll es frommen, Nr. 2. Breit' über mein Haupt, Nr. 3. Schön sind, doch kalt die Himmelssterne, Nr. 4. Wie sollten wir geheim sie halten, Nr. 5. Hoffen und wieder verzagen, Nr. 6. Mein Herz ist stumm
- Schlichte Weisen. Fünf Gedichte von Felix Dahn op. 21 (TrV 160); komp.: München u. Weimar 1889/90. Widmung: »Meiner lieben Schwester« [Johanna Strauss]. Notendigitalisat. Kritische Ausgabe der Werke von Richard Strauss, Band II/2
  - Nr. 1. All' mein' Gedanken, Nr. 2. Du meines Herzens Krönelein, Nr. 3. Ach Lieb, ich muss nun scheiden, Nr. 4. Ach weh mir unglückhaftem Mann, Nr. 5. Die Frauen sind oft fromm und still
- Mädchenblumen. Vier Gedichte von Felix Dahn op. 22 (TrV 153); komp.: München 1888. Widmung: »Herrn Hans Giessen, Großherzogl. Kammersänger, freundschaftlich«. Notendigitalisat. Kritische Ausgabe der Werke von Richard Strauss, Band II/2
  - Nr. 1. Kornblume, Nr. 2. Mohnblumen, Nr. 3. Epheu, Nr. 4. Wasserrose
- Zwei Lieder. Gedichte von Nicolaus von Lenau op. 26 (TrV 166); komp.: Weimar 2. Dezember 1891. Widmung: »Herrn Heinrich Zeller, großh. weimar. Hofopernsänger«. Notendigitalisat. Kritische Ausgabe der Werke von Richard Strauss, Band II/2
  - Nr. 1. Frühlingsgedränge, Nr. 2. O wärst du mein!
- Vier Lieder op. 27 (TrV 170); komp.: Weimar u. Marquartstein 1894. Widmung: »Meiner geliebten Pauline zum 10. September 1894«. Notendigitalisat. Kritische Ausgabe der Werke von Richard Strauss, Band II/2. Anmerkung: Lieder Nr. 1, 2 u. 4 auch mit Orchester; instrumentiert: Montreux 9. Juni 1948 (Nr. 1), Marquartstein 1897 (Nr. 2, 4). UA (Nr. 2, 4) 21. November 1897 Brüssel (Solistin: Pauline Strauss-de Ahna, Dirigent: Richard Strauss)
  - Nr. 1. Ruhe, meine Seele (Text: Karl Henkell), Nr. 2. Cäcilie (Text: Heinrich Hart), Nr. 3. Heimliche Aufforderung (Text: John Henry Mackay), Nr. 4. Morgen! (Text: John Henry Mackay)
- Drei Lieder nach Gedichten von Otto Julius Bierbaum op. 29 (TrV 172); komp.: München 1895. Widmung: »Herrn Eugen Gura, kgl. bayer. Kammersänger, verehrungsvollst zugeeignet«. Notendigitalisat. Kritische Ausgabe der Werke von Richard Strauss, Band II/2
  - Nr. 1: Traum durch die Dämmerung, Nr. 2. Schlagende Herzen, Nr. 3. Nachtgang
- Vier Lieder von Carl Busse und Richard Dehmel op. 31 (TrV 173); komp.: München 1895. Widmung: »Meiner lieben Schwester Johanna zum 8. Juli 1895 [Hochzeitstag, verh. Rauchenberger] zugeeignet« (Nr. 1–3); »Fräulein Marie Ritter verehrungsvoll zugeeignet« (Nr. 4). Notendigitalisat. Kritische Ausgabe der Werke von Richard Strauss, Band II/3
  - Nr. 1. Blauer Sommer (Text: Carl Busse), Nr. 2. Wenn... (Text: Carl Busse), Nr. 3. Weißer Jasmin (Text: Carl Busse), Nr. 4. Stiller Gang (Text: Richard Dehmel)
- Fünf Lieder op. 32 (TrV 174); komp.: München 1896. Widmung: »Meiner lieben Frau gewidmet«. Notendigitalisat. Kritische Ausgabe der Werke von Richard Strauss, Band II/3. Anmerkung: Lied Nr. 3 auch mit Orchester; instrumentiert: München 27. September 1897. UA 21. November 1897 Brüssel (Solistin: Pauline Strauss-de Ahna, Dirigent: Richard Strauss)
  - Nr. 1. Ich trage meine Minne (Text: Karl Henkell), Nr. 2. Sehnsucht (Text: Detlev von Liliencron), Nr. 3. Liebeshymnus (Text: Karl Henkell), Nr. 4. O süßer Mai! (Text: Karl Henkell), Nr. 5. Himmelsboten zu Liebchens Himmelbett (Text: aus Des Knaben Wunderhorn)
- Wir beide wollen springen. Text: Otto Julius Bierbaum (TrV 175); komp.: München 7. Juni 1896. Kritische Ausgabe der Werke von Richard Strauss, Band II/3
- Vier Lieder für hohe Stimme op. 36 (TrV 186); komp.: Marquartstein u. München 1897/98. Widmung: »Frau Marie Riemerschmid, geb. Hörburger, treu freundschaftlichst zugeeignet« (Nr. 1); »Herrn Dr. Raoul Walter, k. b. Kammersänger verehrungsvoll zugeeignet« (Nr. 2–4). Notendigitalisat. Kritische Ausgabe der Werke von Richard Strauss, Band II/3. Anmerkung: Lied Nr. 1 auch mit Orchester; instrumentiert: München ab 22. September 1897. UA 21. November 1897 Brüssel (Solistin: Pauline Strauss-de Ahna, Dirigent: Richard Strauss)
  - Nr. 1. Das Rosenband (Text: Friedrich Gottlieb Klopstock), Nr. 2. Für funfzehn Pfennige (Text: aus Des Knaben Wunderhorn), Nr. 3. Hat gesagt – bleibt's nicht dabei (Text: aus Des Knaben Wunderhorn), Nr. 4. Anbetung (Text: Friedrich Rückert)
- Sechs Lieder für hohe Stimme op. 37 (TrV 187); komp.: München 1896–1898. Widmung: »Meiner geliebten Frau zum 12. April« [Geburtstag des Sohnes Franz]. Notendigitalisat. Kritische Ausgabe der Werke von Richard Strauss, Band II/3. Anmerkung: Lieder Nr. 2–4 auch mit Orchester; instrumentiert: Garmisch 1943 (Nr. 2), 1900 (Nr. 3), Bad Wiessee 1933 (Nr. 4). UA (Nr. 3) 8. Juli 1900 Elberfeld (Solistin: Pauline Strauss-de Ahna, Dirigent: Richard Strauss), UA (Nr. 4) 3. Oktober 1933 Berlin (Solistin: Viorica Ursuleac, Dirigent: Richard Strauss)
  - Nr. 1. Glückes genug (Text: Detlev von Liliencron), Nr. 2. Ich liebe dich (Text: Detlev von Liliencron), Nr. 3. Meinem Kinde (Text: Gustav Falke), Nr. 4. Mein Auge (Text: Richard Dehmel), Nr. 5. Herr Lenz (Text: Emanuel von Bodman), Nr. 6. Hochzeitlich Lied (Text: Anton Lindner)
- Fünf Lieder op. 39 (TrV 189); komp.: Marquartstein u. München 1898. Widmung: »Herrn Dr. Fritz Sieger freundschaftlichst«. Notendigitalisat. Kritische Ausgabe der Werke von Richard Strauss, Band II/3. Anmerkung: Lieder Nr. 3 u. 4 auch mit Orchester; instrumentiert: Garmisch 1918 (Nr. 3), Bad Wiessee 1933 (Nr. 4). UA (Nr. 3) 20. April 1919 Berlin (Solist: Ernst Kraus, Dirigent: Richard Strauss), UA (Nr. 4) 13. Oktober 1933 Berlin (Solistin: Viorica Ursuleac, Dirigent: Richard Strauss)
  - Nr. 1. Leises Lied (Text: Richard Dehmel), Nr. 2. Junghexenlied (Text: Otto Julius Bierbaum), Nr. 3. Der Arbeitsmann (Text: Richard Dehmel), Nr. 4. Befreit (Text: Richard Dehmel), Nr. 5. Lied an meinen Sohn (Text: Richard Dehmel)
- Fünf Lieder op. 41 (TrV 195); komp.: Marquartstein, Berlin 1899. Widmung: »Fräulein Marie Ritter in freundschaftlicher Verehrung« (Nr. 1–4). Notendigitalisat. Kritische Ausgabe der Werke von Richard Strauss, Band II/3. Anmerkung: Lied Nr. 1 auch mit Orchester; instrumentiert: 1900. UA 8. Juli 1900 Elberfeld (Solistin: Pauline Strauss-de Ahna, Dirigent: Richard Strauss)
  - Nr. 1. Wiegenlied (»Träume«,Text: Richard Dehmel), Nr. 2. In der Campagna (Text: John Henry Mackay), Nr. 3. Am Ufer (Text: Richard Dehmel), Nr. 4. Bruder Liederlich (Text: Detlev von Liliencron), Nr. 5. Leise Lieder (Text: Christian Morgenstern)
- Drei Gesänge älterer deutscher Dichter für hohe Stimme op. 43 (TrV 196); komp.: Marquartstein u. Berlin 1899. Widmung: »Frau Schumann-Heink verehrungsvoll«. Notendigitalisat. Kritische Ausgabe der Werke von Richard Strauss, Band II/3. Anmerkung: Lied Nr. 2 auch mit Orchester; instrumentiert: Berlin 21. Februar 1900. UA 8. Juli 1900 Elberfeld (Solistin: Pauline Strauss-de Ahna, Dirigent: Richard Strauss)
  - Nr. 1. An sie (Text: Friedrich Gottlieb Klopstock), Nr. 2. Muttertändelei (Text: Gottfried August Bürger), Nr. 3. Die Ulme zu Hirsau (Text: Ludwig Uhland)
- Fünf Gedichte von Friedrich Rückert op. 46 (TrV 199); komp.: Berlin 1900. Widmung: »Meinem lieben Schwiegereltern« [Adolf u. Maria de Ahna] Notendigitalisat. Kritische Ausgabe der Werke von Richard Strauss, Band II/4
  - Nr. 1. Ein Obdach gegen Sturm und Regen, Nr. 2. Gestern war ich Atlas, Nr. 3. Die sieben Siegel, Nr. 4. Morgenrot, Nr. 5. Ich sehe wie in einem Spiegel
- Fünf Lieder nach Gedichten von Ludwig Uhland op. 47 (TrV 200); komp.: Berlin 1900. Widmung: »Herrn C. J. Pflüger in Bremen freundschaftlichst«. Notendigitalisat. Kritische Ausgabe der Werke von Richard Strauss, Band II/4. Anmerkung: Lied Nr. 2 auch mit Orchester; instrumentiert: Garmisch 15. Juni 1918
  - Nr. 1. Auf ein Kind, Nr. 2. Des Dichters Abendgang, Nr. 3. Rückleben, Nr. 4. Einkehr, Nr. 5. Von den sieben Zechbrüdern
- Fünf Lieder op. 48 (TrV 202); komp.: Berlin 1900. Notendigitalisat. Kritische Ausgabe der Werke von Richard Strauss, Band II/4. Anmerkung: Lieder Nr. 1, 4 u. 5 auch mit Orchester; instrumentiert: Garmisch Juni/Juli 1918
  - Nr. 1. Freundliche Vision (Text: Otto Julius Bierbaum), Nr. 2. Ich schwebe (Text: Karl Henckell), Nr. 3. Kling! (Text: Karl Henkell), Nr. 4. Winterweihe (Text: Karl Henkell), Nr. 5. Winterliebe (Text: Karl Henkell)
- Acht Lieder op. 49 (TrV 204); komp.: Berlin 1901. Widmung: »Meiner lieben Frau« (Nr. 1); »Ernst Kraus« (Nr. 2); »Frau Grete Kraus« (Nr. 3); »Herrn Consul Simon« (Nr. 4); »Herrn Walter Ende« (Nr. 5); »Herrn Baron A. v. Stengel« (Nr. 6). Notendigitalisat. Kritische Ausgabe der Werke von Richard Strauss, Band II/4. Anmerkung: Lied Nr. 1 auch mit Orchester; instrumentiert: Garmisch 24. Juni 1918
  - Nr. 1. Waldseligkeit (Text: Richard Dehmel), Nr. 2. In goldener Fülle (Text: Paul Remer), Nr. 3. Wiegenliedchen (Text: Richard Dehmel), Nr. 4. Das Lied des Steinklopfers (Text: Karl Henckell), Nr. 5. Sie wissen's nicht (Text: Oscar Panizza), Nr. 6. Junggesellenschwur (Text: aus Des Knaben Wunderhorn), Nr. 7. Wer lieben will, muss leiden (Text: Elsässische Volkslieder), Nr. 8. Ach was Kummer, Qual und Schmerzen (Text: Elsässische Volkslieder)
- Sechs Lieder op. 56 (TrV 220); komp.: Marquartstein u. Berlin 1903/1906. Widmung: »Meiner lieben Pauline zum 8. August 1903« [Datum der Urkunde zur Ehrenpromotion] (Nr. 1); »Meiner lieben Mutter« [Josephine Strauss] (Nr. 2–6). Notendigitalisat. Kritische Ausgabe der Werke von Richard Strauss, Band II/4. Anmerkung: Lieder Nr. 5 u. 6 auch mit Orchester; instrumentiert: Bad Wiessee 1933 (Nr. 5), Berlin 1906 (Nr. 6). UA (Nr. 5) 13. Oktober 1933 (Solistin: Viorica Ursuleac, Dirigent: Richard Strauss)
  - Nr. 1. Gefunden (Text: Johann Wolfgang von Goethe), Nr. 2. Blindenklage (Text: Karl Henckell), Nr. 3. Im Spätboot (Text: Conrad Ferdinand Meyer), Nr. 4. Mit deinen blauen Augen (Text: Heinrich Heine), Nr. 5. Frühlingsfeier (Text: Heinrich Heine), Nr. 6. Die heil'gen drei Kön'ge aus Morgenland (Text: Heinrich Heine);
- Krämerspiegel. Zwölf Gesänge von Alfred Kerr op. 66 (TrV 236); komp.: Amsterdam u. Garmisch 1918. Widmung: »Dr. Friedrich Rösch in heiterer Laune freundschaftlichst zugeeignet«. Notendigitalisat. Kritische Ausgabe der Werke von Richard Strauss, Band II/5
  - Nr. 1. Es war einmal ein Bock, Nr. 2. Einst kam der Bock als Bote, Nr. 3. Es liebte einst ein Hase, Nr. 4. Drei Masken sah ich am Himmel stehn, Nr. 5. Hast du ein Tongedicht vollbracht, Nr. 6. O lieber Künstler sei ermahnt, Nr. 7. Unser Feind ist, großer Gott, Nr. 8. Von Händlern wird die Kunst bedroht, Nr. 9. Es war mal eine Wanze, Nr. 10. Die Künstler sind die Schöpfer, Nr. 11. Die Händler und die Macher, Nr. 12. O Schröpferschwarm, o Händlerkreis
- Sechs Lieder für eine hohe Stimme op. 67 (TrV 238); komp.: 1918. Notendigitalisat. Kritische Ausgabe der Werke von Richard Strauss, Band II/5
  - Heft 1: Drei Lieder der Ophelia (Texte: Karl Joseph Simrock nach William Shakespeares Hamlet): Nr. 1. Wie erkenn' ich mein Treulieb, Nr. 2. Guten Morgen, 's ist Sankt Valentinstag, Nr. 3. Sie trugen ihn auf der Bahre bloß; Heft 2: Drei Lieder aus den Büchern des Unmuts des Rendsch Nameh (Text: Johann Wolfgang von Goethe, aus: West-östlicher Divan): Nr. 4. Wer wird von der Welt verlangen, Nr. 5. Hab' ich euch denn je geraten, Nr. 6. Wanderers Gemütsruhe
- Sechs Lieder nach Gedichten von Clemens Brentano op. 68 (TrV 235); komp.: Zürich u. München 1918. Notendigitalisat. Kritische Ausgabe der Werke von Richard Strauss, Band II/5. Anmerkung: alle Lieder auch mit Orchester; instrumentiert: Garmisch 1940 (Nr. 1–5), Bad Wiessee 1933 (Nr. 6). UA (Nr. 6) 13. Oktober 1933 Berlin (Solistin: Viorica Ursuleac, Dirigent: Richard Strauss), UA 1–5 (u. Nr. 6) 9. Februar 1941 Düsseldorf (Solistin: Erna Schlüter, Dirigent: Hugo Balzer)
  - Nr. 1. An die Nacht, Nr. 2. Ich wollt ein Sträußlein binden, Nr. 3. Säusle, liebe Myrthe!, Nr. 4. Als mir dein Lied erklang, Nr. 5. Amor, Nr. 6. Lied der Frauen
- Fünf kleine Lieder nach Gedichten von Achim von Arnim und Heinrich Heine op. 69 (TrV 237); komp.: Garmisch 1918. Widmung: »Frau Liori Nossal« (Nr. 1); »Frau Margit Steiner« (Nr. 2); »Frau Mizzi von Grab« (Nr. 3); »Frau Jenny Mautner« (Nr. 4); »Frau Irene Hellmann« (Nr. 5). Notendigitalisat. Kritische Ausgabe der Werke von Richard Strauss, Band II/5
  - Nr. 1. Der Stern (Text: Achim von Arnim), Nr. 2. Der Pokal (Text: Achim von Arnim), Nr. 3. Einerlei (Text: Achim von Arnim), Nr. 4. Waldesfahrt (Text: Heinrich Heine), Nr. 5. Schlechtes Wetter (Text: Heinrich Heine)
- Sinnspruch (Text: Johann Wolfgang von Goethe, aus: West-östlicher Divan) (TrV 239); komp.: Garmisch 1919. Widmung: »Herrn Rudolf Mosse ergebenst überreicht«. Notendigitalisat. Kritische Ausgabe der Werke von Richard Strauss, Band II/5
- Durch allen Schall und Klang (Text: Johann Wolfgang von Goethe, aus: West-östlicher Divan) (TrV 251); komp.: Garmisch 11. Juni 1925. Widmung: »Romain Rolland, dem großen Dichter und hochverehrten Freunde, dem heroischen Kämpfer gegen alle ruchlosen an Europas Untergang arbeitenden Mächte mit dem Ausdruck treuester Sympathie und aufrichtigster Bewunderung«. Kritische Ausgabe der Werke von Richard Strauss, Band II/5
- Gesänge des Orients. Nachdichtungen aus dem Persischen und Chinesischen von Hans Bethge op. 77 (TrV 257); komp.: Garmisch 1928. Widmung: »Meinen Freunden Elisabeth Schumann und Karl Alwin«. Notendigitalisat. Kritische Ausgabe der Werke von Richard Strauss, Band II/5
  - Nr. 1. Ihre Augen, Nr. 2. Schwung, Nr. 3. Liebesgeschenke, Nr. 4. Die Allmächtige, Nr. 5. Huldigung
- Vier Gesänge für eine Bassstimme op. 87 (TrV (TrV 260, 244, 258, 268); komp.: Wien 1922 u. 1929, Garmisch 1935. Widmung: Hans Hotter (Nr. 1, 2 ab 1945); Michael Bohnen (Nr. 2); Hans Hermann Nissen (Nr. 3); Georg Hann (Nr. 4). Kritische Ausgabe der Werke von Richard Strauss, Band II/5
  - Nr. 1. Vom künftigen Alter (Text: Friedrich Rückert), Nr. 2. Erschaffen und Beleben (Text: Johann Wolfgang von Goethe, aus: West-östlicher Divan), Nr. 3. Und dann nicht mehr (Text: Friedrich Rückert), Nr. 4. Im Sonnenschein (Text: Friedrich Rückert)
- Drei Lieder op. 88 (TrV 264, 281, 280); komp.: Garmisch 1933 (Nr. 1) u. Wien 1942 (Nr. 2–3). Widmung: »Herrn Reichsminister Dr. Joseph Goebbels zur Erinnerung an den 15. November 1933 [Gründung der Reichsmusikkammer] verehrungsvoll zugeeignet« (Nr. 1); »Viorica Ursuleac mit schönsten Grüßen« (Nr. 2); »Dr. Alfred Poell« (Nr. 3). Kritische Ausgabe der Werke von Richard Strauss, Band II/5. Anmerkung: Lied Nr. 1 auch mit Orchester; instrumentiert: Garmisch 6. April 1935. Widmung »Dies Manuskript ist Eigentum von Frau Viorica Ursuleac. Der dankbare Componist der Helena«. UA 19. Juni 1942 Berlin (Solistin: Viorica Ursuleac, Dirigent: Clemens Krauss)
  - Nr. 1: Das Bächlein (Text: Charlotte von Oth, geb. Wiedemann), Nr. 2. Blick vom oberen Belvedere (Text: Josef Weinheber), 3. Sankt Michael (Text: Josef Weinheber)
- Xenion (Text: Johann Wolfgang von Goethe, Zahme Xenien I) (TrV 282); komp.: Garmisch 20. September 1942. Widmung: »Gerhart Hauptmann dem großen Dichter und hochverehrten Freunde mit herzlichen Glückwünschen [zum 80. Geburtstag von Gerhart Hauptmann]«. Kritische Ausgabe der Werke von Richard Strauss, Band II/5
- Malven (Text: Betty Knobel) (TrV 297); komp.: Montreux 23. November 1948. Widmung: »Der geliebten Maria diese letzte Rose!«. Kritische Ausgabe der Werke von Richard Strauss, Band II/5

### Melodramen mit Klavierbegleitung
- Enoch Arden. Melodram nach Alfred Tennysons Gedicht für Sprechstimme und Klavier op. 38 (TrV 181); komp.: München 26. Februar 1897. Widmung: Ernst von Possart. UA 24. März 1897 München (Sprecher: Ernst von Possart, Klavier: Richard Strauss) Notendigitalisat
- Das Schloß am Meer. Melodram nach Ludwig Uhlands Gedicht (TrV 191); komp.: Berlin-Charlottenburg 12. März 1899. UA 23. März 1899 Berlin (Sprecher: Ernst von Possart, Klavier: Richard Strauss). Notendigitalisat

Seit 1. Januar 2020 sind die Kompositionen in Deutschland gemeinfrei.

### Briefe, Aufzeichnungen, Aufsätze und Editionen (Auswahl)

#### Briefe
- Brief eines deutschen Kapellmeisters über das Bayreuther Orchester (AV 308). In: Bayreuther Blätter 15 (1892), S. 126–132 Digitalisat. Auch abgedruckt in: Betrachtungen und Erinnerungen (1949, 1957), hier unter dem Titel: Zum »Tannhäuser« in Bayreuth.
- Bemerkungen über amerikanische Musikpflege [Brief an den Liederkranz New York, 1907] (AV 319). Auch abgedruckt in: Allgemeine Musikzeitung 35 (1908), Nr. 16, S. 337.
- Der Rosenkavalier [Brief an den Herausgeber der Allgemeinen Musikzeitung, 18. September 1910] (AV 330). In: Berliner Tageblatt. Abend-Ausgabe, 22. September 1910 Digitalisat; auch abgedruckt in: Allgemeine Musikzeitung 37 (1910), S. 819–822.
- Ein Brief (AV 333). In: Berliner Tageblatt und Handels-Zeitung. Abend-Ausgabe. 42 (1913), Nr. 651 Digitalisat. Abgedruckt auch in: Betrachtungen und Erinnerungen (1949, 1957), hier unter dem Titel: Offener Brief an einen Oberbürgermeister.
- Richard Strauss. Briefwechsel mit Hugo von Hofmannsthal. Hrsg. von Willi Schuh. Zsolnay, Berlin [u. a.] 1926.
- Glückwunsch an die Wiener Philharmoniker [Brief vom 18. Februar 1942] (AV 374). In: Briefe an die Wiener Philharmoniker. Hrsg. von Wilhelm Jerger. Wiener Verlagsanstalt, Wien 1942, S. 145–146. Abgedruckt auch in: Betrachtungen und Erinnerungen (1949, 1957). Faksimile des Briefes in: Wiener Philharmoniker 1842–1942. Hrsg. von den Wiener Philharmonikern. Universal-Edition, Wien/Leipzig 1942, S. [7].
- Über die Generalprobe der Oper »Die Liebe der Danae«. Ein Brief an Dr. Willi Schuh [25. September 1944] (AV 382). Abgedruckt in: Betrachtungen und Erinnerungen, 1957, S. 168–172. Abgedruckt u. a. auch in: Atlantis 24 (1952), Heft 7, S. 309–310; vollständig in: Richard Strauss. Briefwechsel mit Willi Schuh, 1969, S. 68–72.
- Brief über das humanistische Gymnasium. An Professor Reisinger [20. April 1945] (AV 384). Abgedruckt u. a. in: Betrachtungen und Erinnerungen, 1949, S. 106–111; 1957, S. 128–133.
- Ein Glückwunsch [Brief vom 25. Juli 1948] (AV 388). In: Musica 2 (1948), Heft 5, S. 250. Abgedruckt auch in: Betrachtungen und Erinnerungen (1949, 1957), hier unter dem Titel: Glückwunsch für die Sächsische Staatskapelle. Faksimile des Briefes in: Dresdner Kapellbuch. Hrsg. von Günter Haußwald. Dresdener Verlagsgesellschaft, Dresden 1948, unpag. Einlage nach S. 111.
- Richard Strauss. Hugo von Hofmannsthal. Briefwechsel. Gesamtausgabe. Hrsg. von Franz und Alice Strauss, bearbeitet von Willi Schuh. Atlantis, Zürich 1952. Weitere Ausgaben: 1964, 1970, 1978. [Briefwechsel von 1900–1929].
- Richard Strauss. Briefe an die Eltern, 1882–1906. Hrsg. von Willi Schuh. Atlantis, Zürich/Freiburg i. Brg. 1954.
- Hans von Bülow/Richard Strauss: Briefwechsel. Hrsg. von Willi Schuh u. Franz Trenner. In: Richard-Strauss-Jahrbuch 1954, S. 7–88. [Briefwechsel von 1883–1893].
- Richard Strauss und Joseph Gregor. Briefwechsel, 1934–1949. Hrsg. von Roland Tenschert. Otto Müller, Salzburg 1955.
- Richard Strauss. Stefan Zweig. Briefwechsel. Hrsg. von Willi Schuh. S. Fischer, Frankfurt am Main 1957. [Briefwechsel von 1931–1935].
- Richard Strauss und Anton Kippenberg: Briefwechsel. In: Richard-Strauss-Jahrbuch (1959/60), S. 114–146. [Briefwechsel von 1925–1948].
- Hans Zurlinden: Erinnerungen an Richard Strauss, Carl Spitteler, Albert Schweitzer, Max Huber, Cuno Amiet, Arthur Honegger. Tschudy, St. Gallen 1962. [Briefe von 1945–1947].
- Richard Strauss und Franz Wüllner im Briefwechsel. (Beiträge zur rheinischen Musikgeschichte, Bd. 51). Hrsg. von Dietrich Kämper. Volk, Köln 1963. [Briefwechsel von 1884–1901].
- Richard Strauss – Clemens Krauss. Briefwechsel. Ausgewählt und hrsg. von Götz Klaus Kende und Willi Schuh. 2. durchgesehene Auflage. C. H. Beck, München 1964.
- Der Strom der Töne trug mich fort. Die Welt um Richard Strauss in Briefen. Hrsg. von Franz Grasberger [u. a.]. Schneider, Tutzing 1967. [Ausgewählte Briefe von 1864–1949].
- Richard Strauss. Briefwechsel mit Willi Schuh. Hrsg. von Willi Schuh. Atlantis, Zürich/Freiburg im Brg. 1969. [Briefwechsel von 1936–1949].
- Richard Strauss – Ludwig Karpath. Briefwechsel 1902–1933. Hrsg. von Günter Brosche. In: Richard Strauss-Blätter 6 (1975), S. 2–29.
- Richard Strauss – Roland Tenschert. Briefwechsel 1943–1949. Hrsg. von Günter Brosche. In: Richard Strauss-Blätter 10 (1977), S. 1–10.
- Arthur Tröber: Strauss-Erinnerungen eines Dresdner Kammermusikers. In: Richard Strauss-Blätter 11 (1978), S. 1–6. [Sechs Briefe von 1901–1949].
- Richard Strauss und Anton Bruckner. Mit unveröffentlichten Briefen. Hrsg. von Günter Brosche. In: Richard Strauss-Blätter 12 (1978), S. 27–29. [Zwei Briefe von 1904 u. 1906].
- Cosima Wagner – Richard Strauss. Ein Briefwechsel. (Veröffentlichungen der Richard-Strauss-Gesellschaft München, Bd. 2). Hrsg. von Franz Trenner. Schneider, Tutzing 1978, ISBN 3-7952-0258-2. [Enthält auch Briefe von Siegfried Wagner, Daniela und Henry Thode, Eva Chamberlain und Blandine Gravina von 1889–1940].
- Sie sind ja ein so göttlicher Kerl – Strauss, Sie sind ja ein so göttlicher Kerl! Briefe an und von Emil Struth, Hugo Becker, Wilhelm Bopp, Oskar und Helmut Grohe. Hrsg. von Günter Brosche. In: Richard Strauss-Blätter N. F. 1 (Juni 1979), S. 15–37. [Briefe von 1887–1943].
- Richard Strauss und Arnold Schoenberg. Mit unveröffentlichten Briefen. Hrsg. Günter Brosche. In: Richard Strauss-Blätter N. F. 2 (Dezember 1979), S. 21–28. [Briefe von 1903 und 1909].
- Richard Strauss – Ludwig Thuille. Ein Briefwechsel. (Veröffentlichungen der Richard-Strauss-Gesellschaft München, Bd. 4). Hrsg. von Franz Trenner. Schneider, Tutzing 1980, ISBN 3-7952-0307-4. [Briefwechsel von 1877–1907].
- Richard Strauss und Hans Adler im Briefwechsel. Hrsg. u. eingeleitet von Götz Klaus Kende. In: Richard Strauss-Blätter N. F. 4 (1980), S. 18–28. [Briefe von 1947–1949 zur Entstehung von Des Esels Schatten].
- Stephan Kohler: Der Vater des »Überbrett'l«. Ernst von Wolzogen im Briefwechsel mit Richard Strauss. In: Jahrbuch der Bayerischen Staatsoper 1980, München 1980, S. 100–121. [Briefwechsel von 1899–1903].
- Gustav Mahler. Richard Strauss. Briefwechsel 1888–1911. (Bibliothek der Internationalen Gustav-Mahler-Gesellschaft). Hrsg. von Herta Blaukopf. Piper, München 1980, ISBN 978-3-492-02559-1. Erweiterte Neuausgabe, München 1988 (Serie Piper, Bd. 767).
- Richard Strauss und Heinz Tiessen. Briefwechsel. Hrsg. von Dagmar Wünsche. In: Richard Strauss-Blätter N. F. 6 (1981), S. 23–47. [Briefwechsel von 1910–1939].
- Richard Strauss/Giuseppe Verdi. Ein Briefwechsel. Hrsg. von Stephan Kohler. In: Jahrbuch der Bayerischen Staatsoper 1981, München 1981, S. 105–111. [Zwei Briefe von 1895].
- Richard Strauss schreibt an Josef Krips. Hrsg. von Götz Klaus Kende. In: Richard Strauss-Blätter N. F. 5 (1981), S. 34–47. [Briefe von 1930–1934].
- Richard Strauss – Manfred Mautner Markhof. Briefwechsel. Hrsg. von Alice Strauss. In: Richard Strauss-Blätter N. F. 5 (1981), S. 5–23. [Briefwechsel von 1936–1948].
- Richard Strauss – Franz Schalk. Ein Briefwechsel. (Veröffentlichungen der Richard-Strauss-Gesellschaft München, Bd. 6). Hrsg. von Günter Brosche. Schneider, Tutzing 1983, ISBN 3-7952-0365-1.
- Gerhart Hauptmann – Richard Strauss. Hrsg. von Dagmar Wünsche. In: Richard Strauss-Blätter N. F. 9 (1983), S. 3–39. [Briefwechsel von 1902–1944].
- Richard Strauss – Rudolf Hartmann. Ein Briefwechsel mit Aufsätzen und Regiearbeiten von Rudolf Hartmann. (Veröffentlichungen der Richard-Strauss-Gesellschaft München, Bd. 7). Hrsg. von Roswitha Schlötterer. Schneider, Tutzing 1984, ISBN 3-7952-0416-X. [Briefwechsel von 1937–1949].
- Herta Müller: Max Regers Verhältnis zu Richard Strauss. Dargestellt anhand einer Briefsammlung in den Staatlichen Museen Meiningen. In: Südthüringer Forschungen 19 (1984), S. 35–47. [Briefe von 1904–1916].
- Richard Strauss an Volkmar Andreae. [Hrsg. von Willi Schuh]. In: Briefe an Volkmar Andreae. Ein halbes Jahrhundert Zürcher Musikleben (1902–1959). Hrsg. von Margret Engeler u. a. Atlantis-Musikbuch-Verl., Zürich 1986 S. 185–199, ISBN 978-3-254-00122-1, 3-254-00122-2. [Neunzehn Briefe von 1903–1947].
- J. Rigbie Turner: Richard Strauss to Cäcilie Wenzel: Twelve Unpublished Letters. In: 19th-Century Music 9/3 (1986), S. 163–175. [Briefe von 1886–1887].
- Richard Strauss – Max von Schillings. Ein Briefwechsel. (Veröffentlichungen der Richard-Strauss-Gesellschaft München, Bd. 9). Hrsg. von Roswitha Schlötterer. Ludwig, Pfaffenhofen 1987, ISBN 3-7787-2087-2. [Briefwechsel von 1894–1933].
- Hans Pfitzner: Sämtliche Schriften, 4. Band. Schneider, Tutzing 1987, ISBN 3-7952-0484-4. [Briefwechsel von 1899–1913].
- Richard Strauss und Heinz Tietjen. Briefe der Freundschaft. Hrsg. von Dagmar Wünsche. In: Richard Strauss-Blätter N. F. 20 (1988), S. 3–150. [Briefe von 1927–1948].
- Richard Strauss – Romain Rolland. Briefwechsel und Tagebuchnotizen. (Veröffentlichungen der Richard-Strauss-Gesellschaft München, Bd. 13). Hrsg. von Maria Hülle-Keeding. Henschel, Berlin 1994, ISBN 978-3-89487-189-5. [Briefe von 1899–1926].
- Richard Strauss. Briefe aus dem Archiv des Allgemeinen Deutschen Musikvereins (1888–1909). (Schriftenreihe der Hochschule für Musik »Franz Liszt«, Bd. 1). Hrsg. von Irina Kaminiarz. Böhlau, Weimar u. a. 1995, ISBN 3-412-06194-8, ISBN 978-3-412-06194-4.
- Lieber Collega. Richard Strauss im Briefwechsel mit zeitgenössischen Komponisten und Dirigenten. 1. Band. (Veröffentlichungen der Richard-Strauss-Gesellschaft München, Bd. 14). Hrsg. von Gabriele Strauss. Henschel, Berlin 1996, ISBN 3-89487-241-1.
- Ten Letters from Alexander Ritter to Richard Strauss, 1887–1894. Hrsg. von Charles Youmans. In: Richard Strauss-Blätter N. F. 35 (1996), S. 3–22.
- Richard Strauss – Clemens Krauss. Briefwechsel. Gesamtausgabe. (Publikationen des Instituts für Österreichische Musikdokumentation, Bd. 20). Hrsg. von Günter Brosche. Schneider, Tutzing 1997, ISBN 3-7952-0916-1. [Briefwechsel von 1922–1949].
- Ihr aufrichtig Ergebener. Richard Strauss im Briefwechsel mit zeitgenössischen Komponisten und Dirigenten. 2. Band. (Veröffentlichungen der Richard-Strauss-Gesellschaft München, Bd. 15). Hrsg. von Gabriele Strauss u. Monika Reger. Henschel, Berlin 1998, ISBN 3-89487-283-7.
- Der Briefwechsel zwischen Alfred Kerr und Richard Strauss. Erstveröffentlichung. Hrsg. von Marc Konhäuser. In: Richard Strauss-Blätter N. F. 39 (1998), S. 34–51. [Briefe von 1918–1922].
- Richard Strauss – Ernst von Schuch. Ein Briefwechsel. (Veröffentlichungen der Richard-Strauss-Gesellschaft München, Bd. 16). Hrsg. von Gabriella Hanke Knaus. Henschel, Berlin 1999, ISBN 978-3-89487-329-5. [Briefwechsel von 1884–1912].
- Richard Strauss – Karl Böhm. Briefwechsel, 1921–1949. Hrsg. von Martina Steiger. Schott, Mainz [u. a.] 1999, ISBN 3-7957-0377-8.
- Mit herzlichen Grüssen von Haus zu Haus. Richard Strauss im Briefwechsel mit zeitgenössischen Komponisten und Dirigenten. 3. Band. (Veröffentlichungen der Richard-Strauss-Gesellschaft München, Bd. 18). Hrsg. von Monika Reger. Henschel, Berlin 2004, ISBN 3-89487-438-4.
- Der unbekannte Engelbert Humperdinck im Spiegel des Briefwechsels mit seinen Zeitgenossen. Bd. I: 1884–1893. Hrsg. von Eva Humperdinck. Dr. Richard Strauss GmbH & Co. KG., Wien 2004, ISBN 3-901974-02-4.[Briefe von 1885–1893].
- Richard Strauss im Briefwechsel mit Hans Sommer, Hermann Bahr und Willy Levin. (Veröffentlichungen der Richard-Strauss-Gesellschaft München, Bd. 22). Hrsg. von Christian Cöster. Schott, Mainz [u. a.] 2019, ISBN 978-3-7957-1806-0.
- Hugo von Hofmannsthal, Richard Strauss, Alfred Roller. »Mit dir keine Oper zu lang … «. Hrsg. und kommentiert von Christiane Mühlegger-Henhapel und Ursula Renner. Benevento, Salzburg/München 2021, ISBN 3-7109-0127-8.

#### Aufzeichnungen und Aufsätze
(Quelle:)
- Aus Italien. Analyse vom Komponisten (AV 307). In: Allgemeine Musikzeitung 16 (1889), Heft 26, S. 265–266. Abgedruckt auch in: Trenner, Dokumente, 1954, S. 42–44.
- Tagebuch der Griechenland- und Ägyptenreise [4. November – 15. Dezember 1892] (AV 309). In: Richard-Strauss-Jahrbuch 1.1954 (1953), S. 89–96.
- Über mein Schaffen. Eine bisher unveröffentlichte Skizze [1893] (AV 310). In: Österreichische Musikzeitschrift 19 (1964), Heft 5–6, S. 221–223.
- Rundschreiben über die Parsifal-Schutzfrage [1894] (AV 311). Lithographiertes Blatt, München, August 1894.
- Handschreiben von Dr. Richard Strauß zur Reform des Urheberrechtsgesetzes von 1870 [1898] (AV 312). In: Musik und Dichtung. 50 Jahre Deutsche Urheberrechtsgesellschaft. Hrsg. von der GEMA (Inhalt: Hans Eberhard Friedrich). Münchner Buchgewerbehaus GmbH, München 1953, S. 14–16 Digitalisat.
- Einleitung (AV 314). In: August Göllerich: Beethoven. (Die Musik. Sammlung illustrierter Einzeldarstellungen. Hrsg. von Richard Strauss, Bd. 1). Marquardt, Berlin 1903 Digitalisat. Auch abgedruckt in: Betrachtungen und Erinnerungen (1949, 1957), hier unter dem Titel: Einleitung zu »Die Musik«, Sammlung illustrierter Einzeldarstellungen.
- Vorwort [Weihnachten 1904] (AV 316). In: Instrumentationslehre von Hector Berlioz [s. u. Editionen].
- Zum Tonkünstlerfeste. Begrüßung anlässlich des Tonkünstlerfestes des allgemeinen deutschen Musikvereins (AV 318). In: Tagespost (Graz), 1. Juni 1905.
- Gibt es für die Musik eine Fortschrittspartei? (AV 320). In: Morgen. Wochenschrift für deutsche Kultur 1 (1907), S. 15–18 Digitalisat. Abgedruckt auch in: Betrachtungen und Erinnerungen (1949, 1957).
- Zum Geleit [20. November 1908] (AV 321). In: Leopold Schmidt: Aus dem Musikleben der Gegenwart. Beiträge zur zeitgenössischen Musikkritik. Hofmann, Berlin 1909 Digitalisat. Abgedruckt u. a. auch in: Betrachtungen und Erinnerungen (1949, 1957).
- Die hohen Bach-Trompeten (AV 322). In: Zeitschrift für Instrumentenbau 30 (1909), Heft 6, S. 194–195 Digitalisat.
- Persönliche Erinnerungen an Hans v. Bülow. In: Neue Freie Presse, Morgenblatt, Nr. 16288, 25. Dezember 1909, S. 33–34 (online bei ANNO). Abgedruckt u. a. auch in: Betrachtungen und Erinnerungen (1949, 1957).
- Gustav Mahler (AV 328). In: Gustav Mahler. Ein Bild seiner Persönlichkeit in Widmungen. Hrsg. von Paul Stefan. Piper, München 1910, S. 66. Abgedruckt auch in: Betrachtungen und Erinnerungen (1949, 1957).
- Die Grenzen des Komponierbaren. I. Antworten von Dr. Richard Strauß und Siegmund von Hausegger (AV 329). In: Der Merker 2 (1910), Heft 3, 10. November 1910, spez. S. 106 Digitalisat.
- Mozarts »Così fan tutte«. In: Neue Freie Presse, Nr. 16647, 25. Dezember 1910, S. 35 (online bei ANNO). Abgedruckt auch in: Betrachtungen und Erinnerungen (1949, 1957) und Richard Strauss. Dokumente (1980, S. 17–22).
- Richard Strauß über den »Parsifal«-Schutz (AV 332). In: Hamburger Fremdenblatt, 31. August 1912 Digitalisat. Abgedruckt auch in: Betrachtungen und Erinnerungen (1949, 1957), hier unter dem Titel: Zur Frage des »Parsifal«-Schutzes.
- Städtebund-Theater. Eine Anregung (AV 334). In: Vossische Zeitung. Morgen-Ausgabe, Nr. 96, 22. Februar 1914 Digitalisat. Auch abgedruckt in: Betrachtungen und Erinnerungen (1949, 1957).
- Eine Kundgebung Richard Strauß’. In: Neues Wiener Tagblatt, Nr. 103, 14. April 1919, S. 9 (online bei ANNO).
- Meine Beziehungen zu Wien und seiner Opern. In: Neue Freie Presse, (Morgenblatt), Nr. 19659, 18. Mai 1919, S. 1–2 (online bei ANNO).
- Novitäten und Stars. Spielplanerwägungen eines modernen Operndirektors. In: Neues Wiener Tagblatt, Nr. 200, 23. Juli 1922, S. 2–3 (online bei ANNO). Abgedruckt auch in: Betrachtungen und Erinnerungen (1949, 1957), hier unter dem Titel: Erwägungen zum Opernspielplan sowie falscher Zeitschriftennachweis: Neues Wiener Journal, 22. Juni 1922.
- Einleitung zu Schlagobers (AV 338). In: Textbuch zu Schlagobers op. 70. Fürstner, Berlin 1924.
- Vorwort [28. Juni 1924] (AV 339, 340) Digitalisat. In: Intermezzo op. 72. Adolph Fürstner, Berlin 1924. Abgedruckt auch in: Betrachtungen und Erinnerungen (1949, 1957).
- Warum ich demissionierte. Authentische Mitteilungen. In: Neues Wiener Journal, 14. November 1924, S. 5 (online bei ANNO).
- Johann Strauß, der Freudenspender. In: Neues Wiener Tagblatt. Demokratisches Organ / Neues Wiener Abendblatt. Abend-Ausgabe des („)Neuen Wiener Tagblatt(“) / Neues Wiener Tagblatt. Abend-Ausgabe des Neuen Wiener Tagblattes / Wiener Mittagsausgabe mit Sportblatt / 6-Uhr-Abendblatt / Neues Wiener Tagblatt. Neue Freie Presse – Neues Wiener Journal / Neues Wiener Tagblatt, 25. Oktober 1925, S. 23 (online bei ANNO). Abgedruckt auch in: Richard Strauss. Dokumente (1980), S. 44 und Betrachtungen und Erinnerungen (1957), S. 115, hier unter dem Titel: Über Johann Strauß.
- Gedächtnisrede auf Friedrich Rösch [1925] (AV 342). In: Betrachtungen und Erinnerungen, 1949, S. 94–95; 1957, S. 116–117.
- Ein Richard-Strauß-Interview. In: Berliner Börsen-Zeitung (Morgen-Ausgabe), 71 (1925), 29. September 1925, Nr. 455, S. 4 Digitalisat.
- Zehn goldene Regeln. Einem jungen Kapellmeister ins Stammbuch geschrieben [6. November 1927] (AV 343). In: Dresdner Anzeiger, 29. April 1934. Abgedruckt auch in: Betrachtungen und Erinnerungen (1949, 1957; dort jeweils falsche Datierung: 1925).
- Interview über »Die ägyptische Helena«. In: Neue Freie Presse, mitgeteilt von Ludwig Karpath, 27. Mai 1928, S. 14 (online bei ANNO). Abgedruckt auch in: Betrachtungen und Erinnerungen (1949, 1957).
- Schubert. Gegen die Verächter der Melodie. In: Neue Freie Presse, 27. Mai 1928, S. 33.
- Die Münchener Oper (AV 346). In: 150 Jahre Bayrisches Nationaltheater. Hrsg. von der Generaldirektion der bayrischen Staatstheater. Georg Hirth, München 1928, S. 207. Abgedruckt auch in: Betrachtungen und Erinnerungen (1949, 1957).
- Über Komponieren und Dirigieren (AV 348) In: Berliner Börsen-Courier, Abendausgabe, 8. Juni 1929. Abgedruckt auch in: Betrachtungen und Erinnerungen (1949, 1957).
- Die schöpferische Kraft des Komponisten (AV 349). In: Allgemeine Zeitung Chemnitz, 11. Juni 1929. Auszugsweise in: Trenner, Dokumente, 1954, S. 184–185, 296.
- Namhafte Persönlichkeiten zur Festwoche. In: 59. Tonkünstlerfest des Allgemeinen Deutschen Musikvereins, Duisburg 2.–7. Juli 1929, Duisburg 1929, S. 3–4.
- Vorwort (AV 350). In: Hans Diestel: Ein Orchestermusiker über das Dirigieren. Adler, Berlin 1931. Abgedruckt auch in: Betrachtungen und Erinnerungen (1949, 1957).
- Mozart, der Dramatiker. In: Münchner Neueste Nachrichten, 85 (1932), 4. September 1932, Nr. 240, S. 22 Digitalisat.
- Zeitgemäße Glossen für Erziehung zur Musik (AV 356). Abgedruckt u. a. in: Münchner Neueste Nachrichten, 86 (1933), 10. Oktober 1933, Nr. 277, S. 1. Abgedruckt nach dem Manuskript in: Betrachtungen und Erinnerungen (1949, 1957).
- Appell zum »Schutz der ideellen Interessen am Kunstwerk« [1933 oder 1934] (AV 358). In: GEMA-Nachrichten 1949, Nr. 4, S. 3–4; Trenner, Dokumente, 1954, S. 88–89.
- Dirigentenerfahrungen mit klassischen Meisterwerken [1933/34] (AV 361). In: Betrachtungen und Erinnerungen, 1949, S. 51–65; 1957, S. 53–68.
- Musik und Kultur (AV 360, vgl. auch AV 314). In: Das Atlantisbuch der Musik. Hrsg. von Fred Hamel u. Martin Hürlimann. Atlantis, Berlin u. Zürich 1934, S. 5–6.
- Anmerkungen zur Aufführung von Beethovens Symphonien [1934?] (AV 362). In: Neue Zeitschrift für Musik 125 (1964), S. 250–260.
- Bemerkungen zu Richard Wagners Gesamtkunstwerk und zum Bayreuther Festspielhaus [um 1940] (AV 366). In: Betrachtungen und Erinnerungen, 1949, S. 81–83; 1957, S. 91–93.
- Bemerkungen zu Wagners »Oper und Drama« [um 1940?] (AV 367). In: Betrachtungen und Erinnerungen, 1957, S. 94–97.
- Vom melodischen Einfall [um 1940] (AV 368). In: Betrachtungen und Erinnerungen, 1949, S. 134–140; 1957, S. 161–167.
- Die Bedeutung des Wortes in der Oper. In: Dramaturgische Blätter [der Bayerischen Staatsoper] 2 (1940/41), Nr. 1, S. 2–4.
- Meine »Josephs Legende« (AV 370). In: Dramaturgische Blätter [der Bayerischen Staatsoper] 2 (1940/41), Nr. 11, S. 117. Abgedruckt auch in: Betrachtungen und Erinnerungen (1949, 1957).
- Meine Werke in guter Zusammenstellung [1941] (AV 371). In: Betrachtungen und Erinnerungen, 1949, S. 133; 1957, S. 160.
- Mozart, der Dramatiker (AV 373). In: Dramaturgische Blätter [der Bayerischen Staatsoper] 3 (1941/42), Nr. 4, S. 26–27.
- Geleitwort [7. April 1942] (AV 375) Digitalisat. In: Capriccio op. 85. Schott/Boosey & Hawkes, Mainz/London 1942. Abgedruckt auch in: Betrachtungen und Erinnerungen (1949, 1957). Mit geringen Abweichungen auch in: Schweizerische Musikzeitung/Revue musicale suisse 82 (1942), Nr. 10, 1. Oktober 1942.
- Vorwort zur geplanten Publikation über Alfred Roller in der Reihe Denkmäler des Theaters [13. September 1942] (AV 353, falsche Datierung: 1933). In: Neue Zürcher Zeitung. Morgenausgabe, 11. Juni 1964, Nr. 2535, Blatt 3 Digitalisat. Abgedruckt auch in: Schweizerische Musikzeitung 104 (1964), S. 216–217.
- Erinnerungen an die ersten Aufführungen meiner Opern von »Guntram« bis »Intermezzo« [1942] (AV 376). In: Betrachtungen und Erinnerungen, 1949, S. 176–202; 1957, S. 219–246.
- Vorwort [1942] (AV 377). In: Divertimento op. 86. Johannes Oertel, Berlin-Grunewald 1942. Abgedruckt auch in: Trenner, Dokumente, 1954, S. 161–162 (Auszüge); Müller von Asow: Richard Strauss. Thematisches Verzeichnis, 2. Bd., 1962, S. 1115.
- Vorwort [1. April 1944] (AV 379). In: Willi Schuh: Das Bühnenwerk von Richard Strauss. Atlantis, Zürich 1954, S. 4–7.
- Über Mozart (AV 380). In: Schweizerische Musikzeitung/Revue musicale suisse 84 (1944), Nr. 6, 1. Juni 1944. Abgedruckt auch in: Betrachtungen und Erinnerungen (1949, 1957).
- Zum Kapitel Mozart [1. September 1944] (AV 381). In: Das Antiquariat. Halbmonatsschrift für alle Fachgebiete d. Buch- u. Kunstantiquariats 9 1953, Nr. 15–18, Aug.–Sept. Zweitdruck: Richard Strauss und Joseph Gregor. Briefwechsel, 1934–1949. Salzburg 1955, S. 269–272, 275–278. Abgedruckt auch in: Betrachtungen und Erinnerungen (1957).
- Betrachtungen zu Joseph Gregors »Weltgeschichte des Theaters« [4. Februar 1945] (AV 383). In: Betrachtungen und Erinnerungen, 1957, S. 173–181. Abgedruckt u. a. auch in: Richard Strauss und Joseph Gregor. Briefwechsel, 1934–1949, 1955, S. 269–280.
- Das künstlerische Vermächtnis | Memorandum über Wesen und Bedeutung der Oper und ihre Zukunft [Garmisch, 27. April 1945 sowie 28. Mai 1945, 2. u. 3. Fass. der Erstfass. von 1943 mit dem Titel: Über Wesen und Bedeutung der Oper, AV 378] (AV 385). Autograph der 3. Fass. in der Bayerischen Staatsbibliothek München, Sign.: Ana 330.II.5 (Moldenhauer-Archive). Erstveröffentlichung in englischer Sprache: The Artistis Testament of Richard Strauss (Translated and with an Introduction by Alfred Mann) [1945] Digitalisat. In: The Musical Quarterly 36 (1950), S. 1–8. In deutscher Sprache: Das künstlerische Vermächtnis von Richard Strauss [1945] Digitalisat. In: Österreichische Musikzeitschrift 9 (1954), S. 228–232. Abgedruckt auch in: Betrachtungen und Erinnerungen (1957), S. 69–75; hier unter dem Titel: Künstlerisches Vermächtnis. An Dr. Karl Böhm.
- Pauline Strauss-de Ahna [22. Mai 1947] (AV 387). In: Betrachtungen und Erinnerungen, 1957, S. 247–249.
- Garmischer Rede am 85. Geburtstag [11. Juni 1949] (AV 389). In: Blätter der Bayerischen Staatsoper 5 (1952/53), Heft 11/12 (mit Faksimile); abgedruckt auch in: Trenner, Dokumente, 1954, S. 273–276; Betrachtungen und Erinnerungen, 1957, S. 250–252.
- Letzte Aufzeichnung [19. Juni 1949] (AV 390). In: Gestalt und Gedanke. Ein Jahrbuch 1 (1951), S. 32–39 [Faksimile und mit einem Kommentar von Willi Schuh]. Auch abgedruckt in: Betrachtungen und Erinnerungen, 1957, S. 182.
- Über Schubert [undatiertes Manuskript] (AV 347). In: Betrachtungen und Erinnerungen, 1957, S. 112–113.
- Erinnerungen an meinen Vater [undatiertes Manuskript] (AV 325). In: Betrachtungen und Erinnerungen, 1949, S. 152–160; 1957, S. 194–202.
- Aus meinen Jugend- und Lehrjahren [undatiertes Manuskript] (AV 326). In: Betrachtungen und Erinnerungen, 1949, S. 161–175; 1957, S. 203–218.

#### Gesammelte Dokumente
- Betrachtungen und Erinnerungen. Hrsg. von Willi Schuh. Atlantis, Zürich/Freiburg im Brg. 1949 (1. Aufl.), 1957 (2. erweiterte Ausgabe u. Nachdruck 1981). Weitere Nachdrucke der 2. Aufl. Piper/Schott, München/Mainz 1989 sowie Schott, Mainz 2014, ISBN 3-492-18290-9 (Piper), ISBN 3-7957-8290-2 (Schott), ISBN 978-3-7957-8420-1 (Schott 2014).
- Franz Trenner: Richard Strauss. Dokumente seines Lebens und Schaffens. C. H. Beck, München 1954.
- Die Skizzenbücher von Richard Strauss aus dem Richard-Strauss-Archiv in Garmisch. (Veröffentlichungen der Richard-Strauss-Gesellschaft München, Bd. 1). Hrsg. von Franz Trenner. Schneider, Tutzing 1977, ISBN 978-3-7952-0222-4.
- Autographen in München u. Wien, Verzeichnis. (Veröffentlichungen der Richard-Strauss-Gesellschaft München, Bd. 3). Hrsg. von Günter Brosche und Karl Dachs. Schneider, Tutzing 1979.
- Dokumente, Aufsätze, Aufzeichnungen, Vorworte, Reden, Briefe. Hrsg. von Ernst Krause. Reclam, Leipzig 1980.
- Günter Brosche: Neue Richard Strauss-Autographen in Wien. In: Richard Strauss-Blätter N. F. 13 (1985), S. 28–49.
- Franz Trenner: Richard Strauss. Chronik zu Leben und Werk. Hrsg. von Florian Trenner. Verlag Dr. Richard Strauss, Wien 2003.
- Richard Strauss. Späte Aufzeichnungen. (Veröffentlichungen der Richard-Strauss-Gesellschaft München, Bd. 21). Hrsg. von Marion Beyer, Jürgen May und Walter Werbeck. Schott, Mainz [u. a.] 2016, ISBN 978-3-7957-1092-7.

#### Editionen
- Die Musik. Sammlung illustrierter Einzeldarstellungen (AV 315). Marquardt, Berlin 1904–1909, Bände 1–32.
- Instrumentationslehre von Hector Berlioz (AV 317), ergänzt u. revidiert. Peters, Leipzig 1905.
- Franz Strauss: Nachgelassene Werke für Horn (AV 323), hrsg. von Richard Strauss und Hugo Rüdel. Eulenburg, Leipzig 1909.